# قائمة إصدارات الطوابع البريدية في عجمان (1970)
الكثير من الطوابع التي أصدرت في إمارة عجمان تصنف ضمن طوابع الكثبان الرملية. طبعت هذه الطوابع بكثرة في الستينيات وأوائل السبعينيات من القرن الماضي، وتكاد تكون عديمة القيمة اليوم.
وجد فينبار كيني وهو رجل أعمال أمريكي ومن هواة جمع الطوابع الفرصة لإنشاء عدد من الإصدارات من الطوابع التي تستهدف سوق جامعي الطوابع المربح. وقد أبرم في عام 1964 اتفاقات مع إمارات الخليج العربي لإصدار طوابع، ومن بينها إمارة عجمان. حملت هذه الطوابع مصورا ذات ألوان وأشكال صارخة وليس لها صلة فعلية بالإمارات.
كان بيع الطوابع البريدية لفترة قصيرة تجارة مربحة للإمارات، حيث كان لمعظم الإمارات القليل من مصادر الدخل، باستثناء إمارة أبو ظبي، التي توفر فيها إنتاج النفط منذ عام 1965. ومع ذلك، انخفضت الإيرادات التي تصل إلى 70 ألف جنيه إسترليني للإمارات الأفقر إلى 30 ألف جنيه إسترليني مع التشبع الحتمي للسوق. شكل بيع الطوابع بحلول عام 1966 المصدر الرئيسي لدخل الإمارات المتصالحة الشمالية.
أدى انتشارها في النهاية إلى تقليل قيمتها، ولهذا السبب، فإن العديد من الكتالوجات الشعبية اليوم لا تدرجها حتى.
اتهم فينبار كيني بالتورط في قضية رشوة في الولايات المتحدة بسبب تعاملاته مع حكومة جزر كوك. انتهت ترتيبات فينبار كيني عندما توحدت الإمارات العربية المتحدة في ديسمبر 1971.
هذه قائمة إصدارات الطوابع البريدية في عجمان لعام 1970، أصدرت عدة إصدارات، أبرزها الإصدارات التالية:

## إصدارات برنامج أبولو
أُصدرت طوابع في الخامس من يناير عام 1970 مُخصصة عن برنامج أبولو الفضائي، وقد احتوت الطوابع على صور رواد فضاء ومركبات فضائية

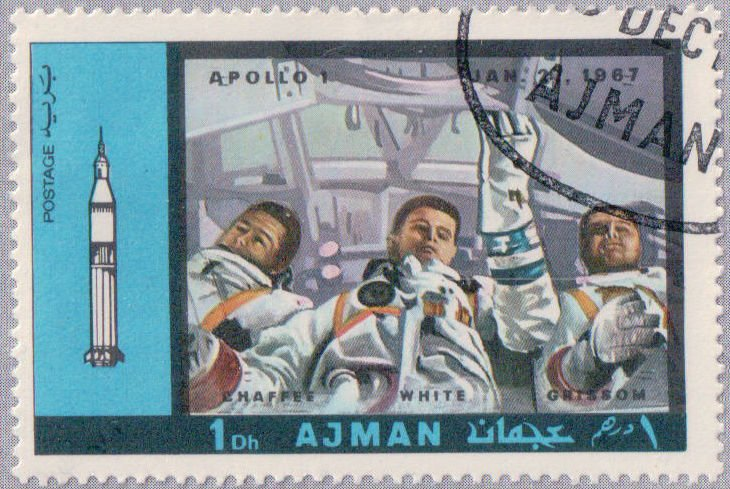
طابع متعدد الألوان يحتوي على صورة طاقم أبولو 1 الرواد الثلاثة، القائد غوس غريسوم والطيار الأول إدوارد هيغنز وايت والطيار الثاني روجر بروس شافي
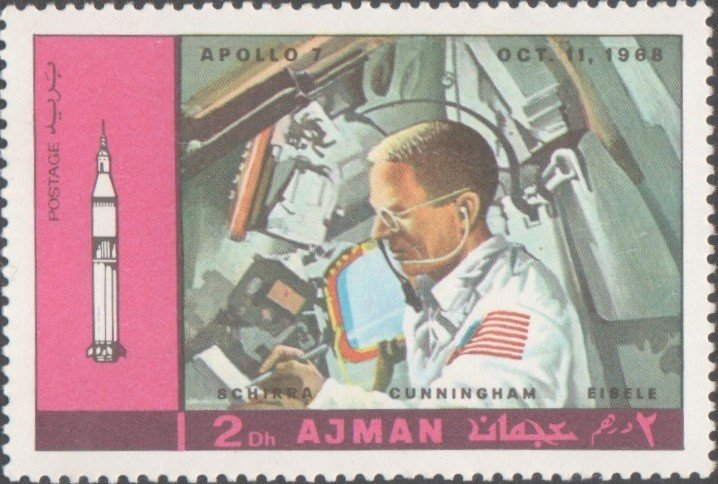
طابع متعدد الألوان عن رحلة أبولو 7 التي نفذها الرواد كونينغهام وشيرا وإيزيل
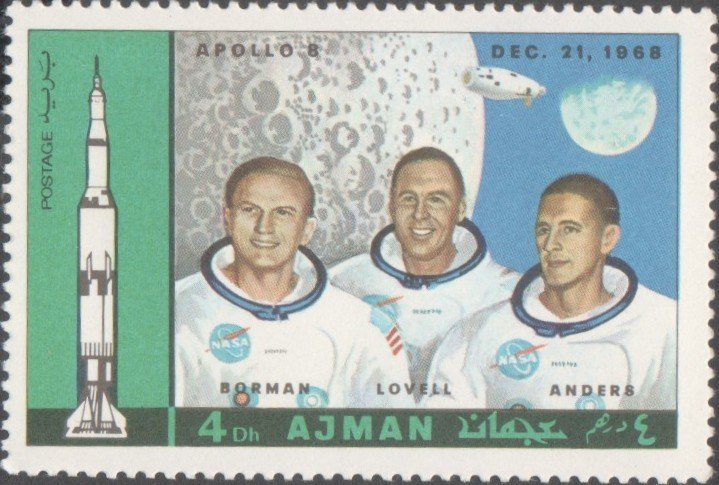
طابع متعدد الألوان عن رحلة أبولو 8 التي نفذها الرواد فرانك بورمان وجيم لوفل ووليم أندرس
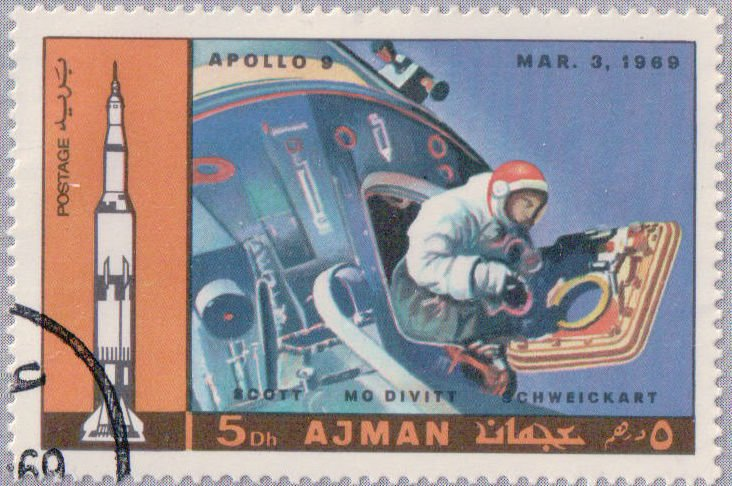
طابع متعدد الألوان عن رحلة أبولو 9 التي نفذها الرواد جيمس ماكديفيت وديفيد سكوت وراسل شويكارت
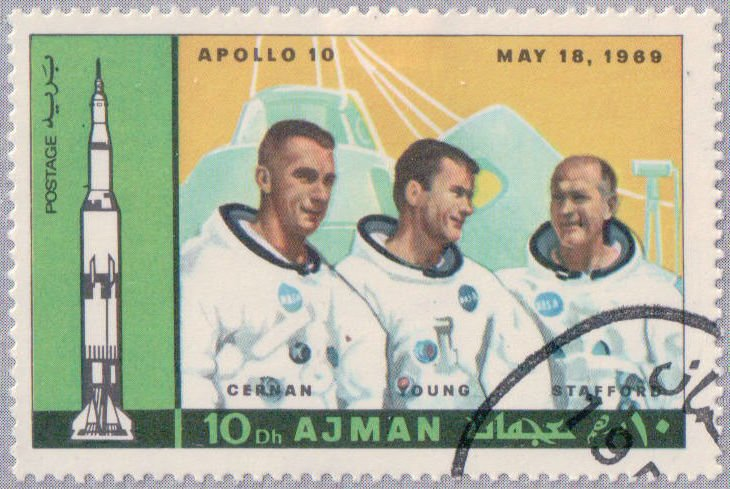
طابع متعدد الألوان عن رحلة أبولو 10 التي نفذها الرواد طوماس ستافورد وجون يونغ ويوجين سيرنان
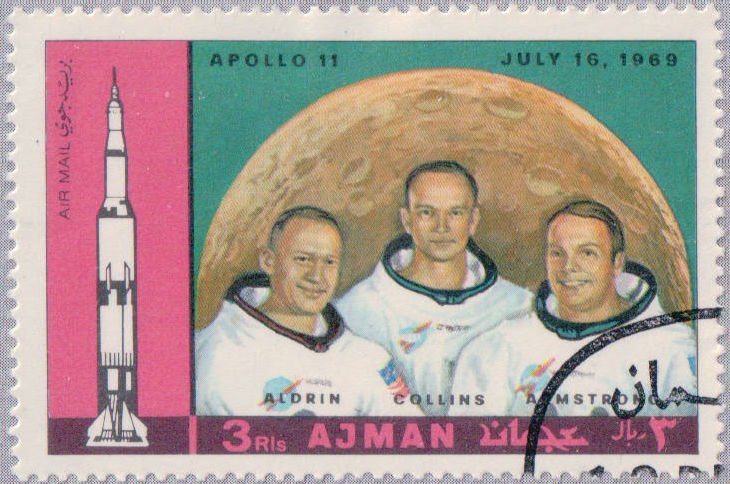
طابع متعدد الألوان عن رحلة أبولو 11 التي نفذها الرواد نيل آرمسترونغ ومايكل كولينز وبز ألدرن
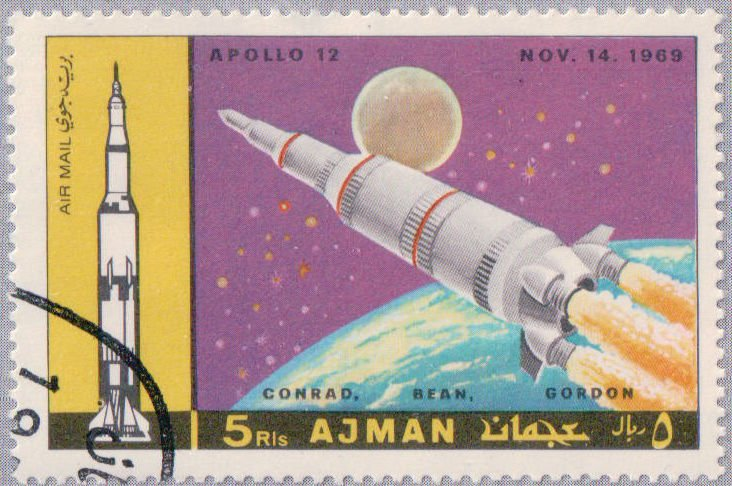
طابع متعدد الألوان عن رحلة أبولو 12 التي نفذها الرواد تشارلز كونراد وريشارد جوردن وألان بين

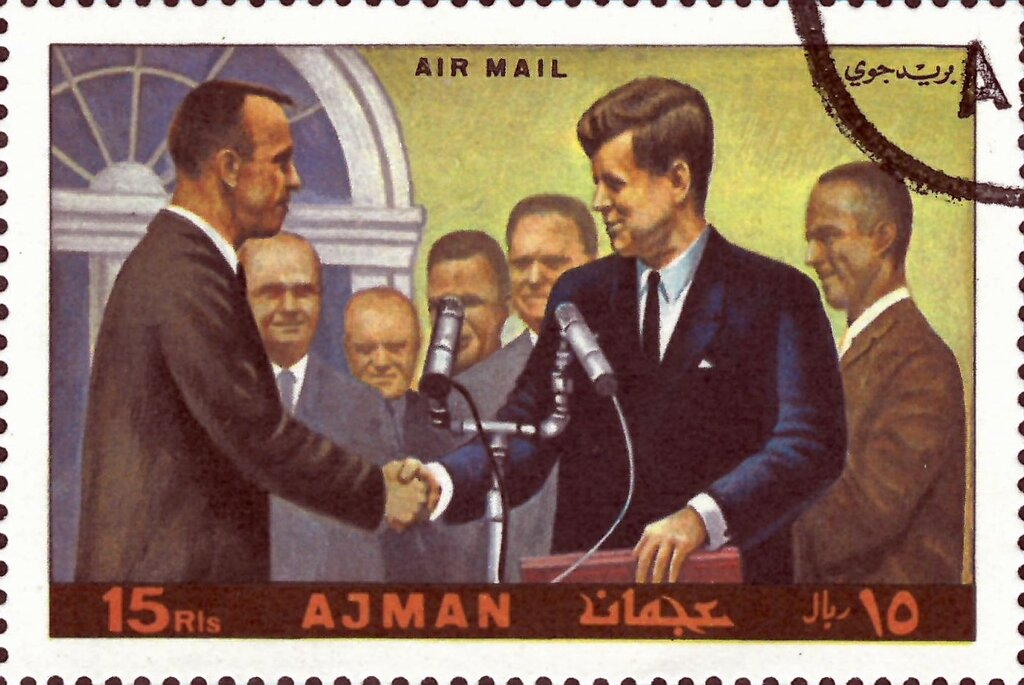
طابع لورقة تذكارية يحتوي على صورة الرئيس الأمريكي جون كينيدي وستة من رواد الفضاء الأمريكيين

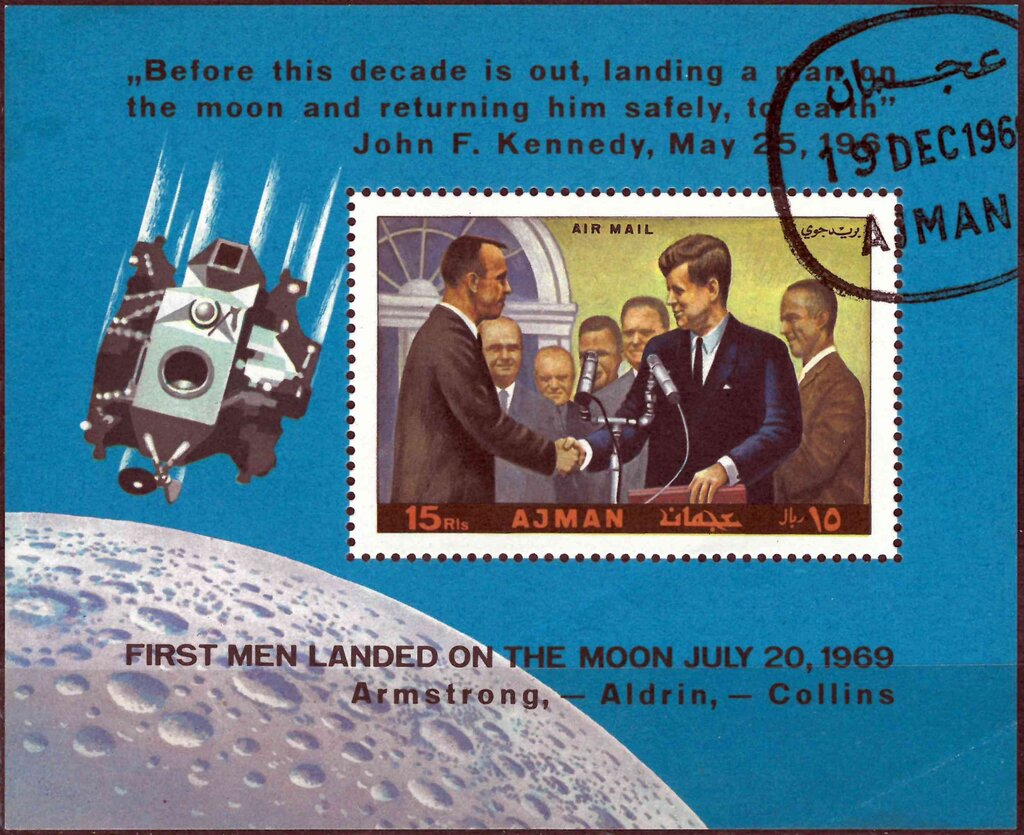
ورقة تذكارية بخلفية ذات لون أزرق تحتوي على صورة الرئيس الأمريكي جون كينيدي وستة من رواد الفضاء الأمريكيين

وأُصدرت ورقة تذكارية:

## الإصدار المذهب لذكرى ميلاد نابليون بونابرت
أُصدر طابع مذهّب مخصص للبريد الجوي في الثاني من فبراير عام 1970م لمناسبة ذكرى ولادة نابليون بونابرت مع بطاقة تذكارية:

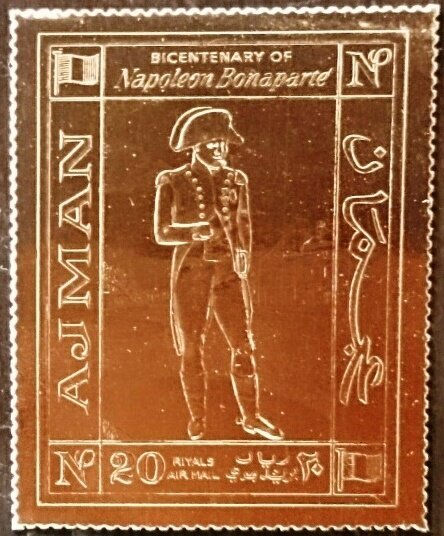
طابع مُذهب بقيمة عشرين ريالا قطريا أُصدر لذكرى ولادة نابليون بونابرت

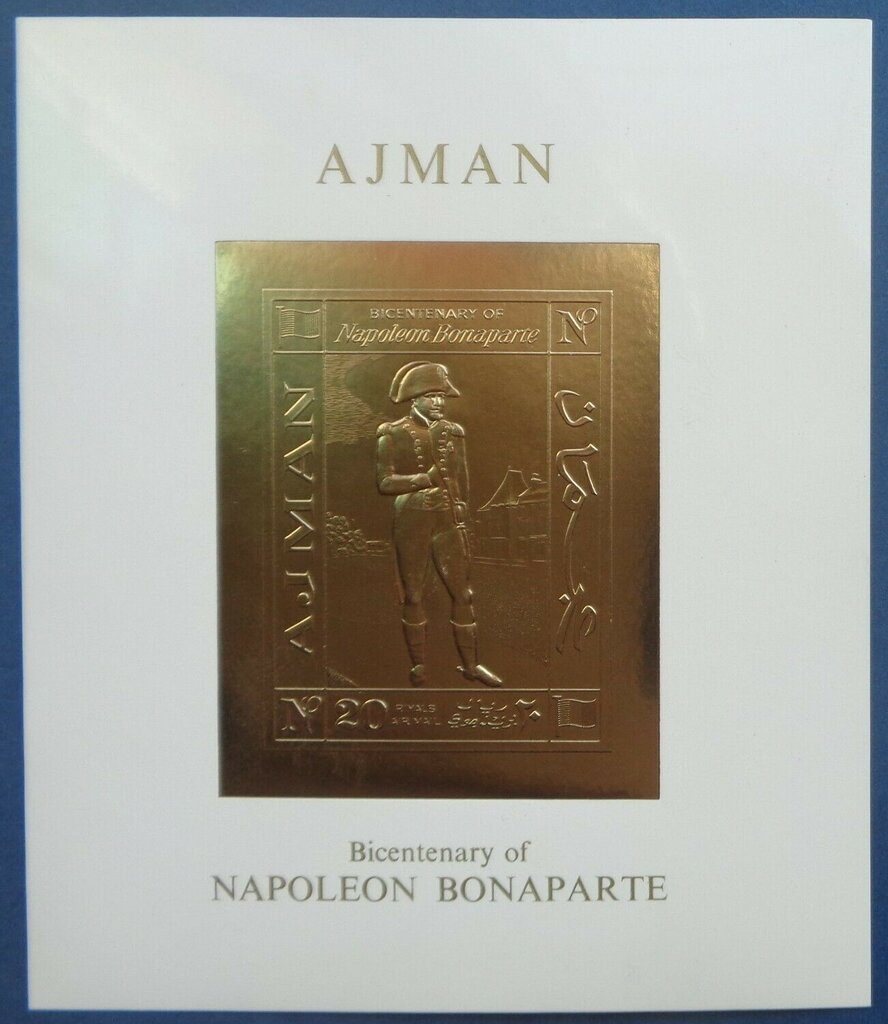
بطاقة تذكارية مُذهّبة أُصدرت لذكرى ولادة نابليون بونابرت

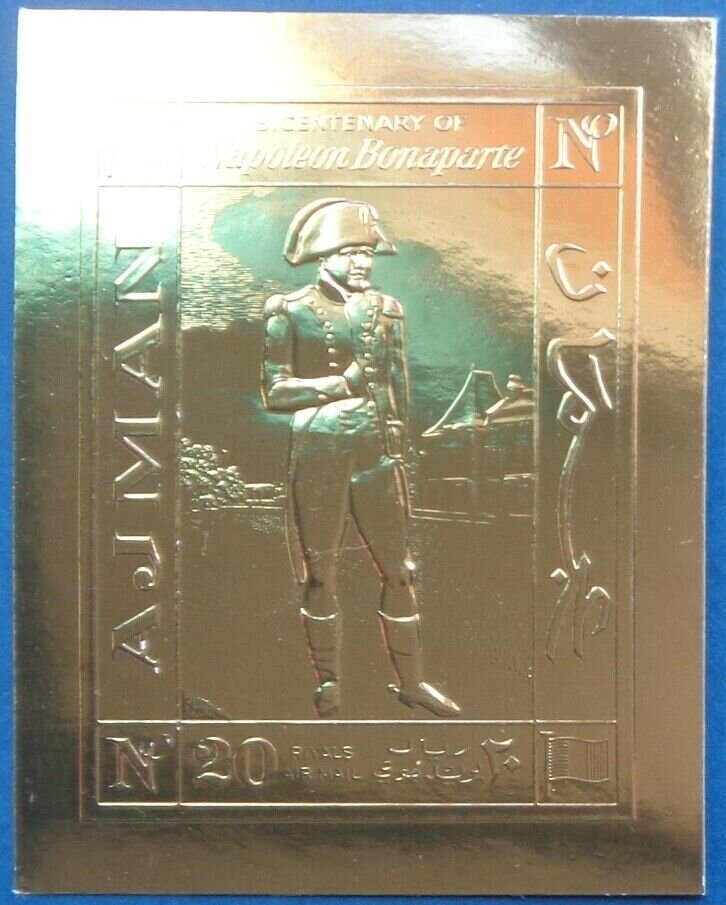
طابع مُذهب بقيمة عشرين ريالا قطريا أُصدر لذكرى ولادة نابليون بونابرت

وأُصدرت بطاقة تذكارية:

## إصدارات عيد الفصح
أُصدرت ستة طوابع للبريد العادي وطابعان للبريد الجوي في الثاني من شهر فبراير عام 1970 لمناسبة عيد الفصح:

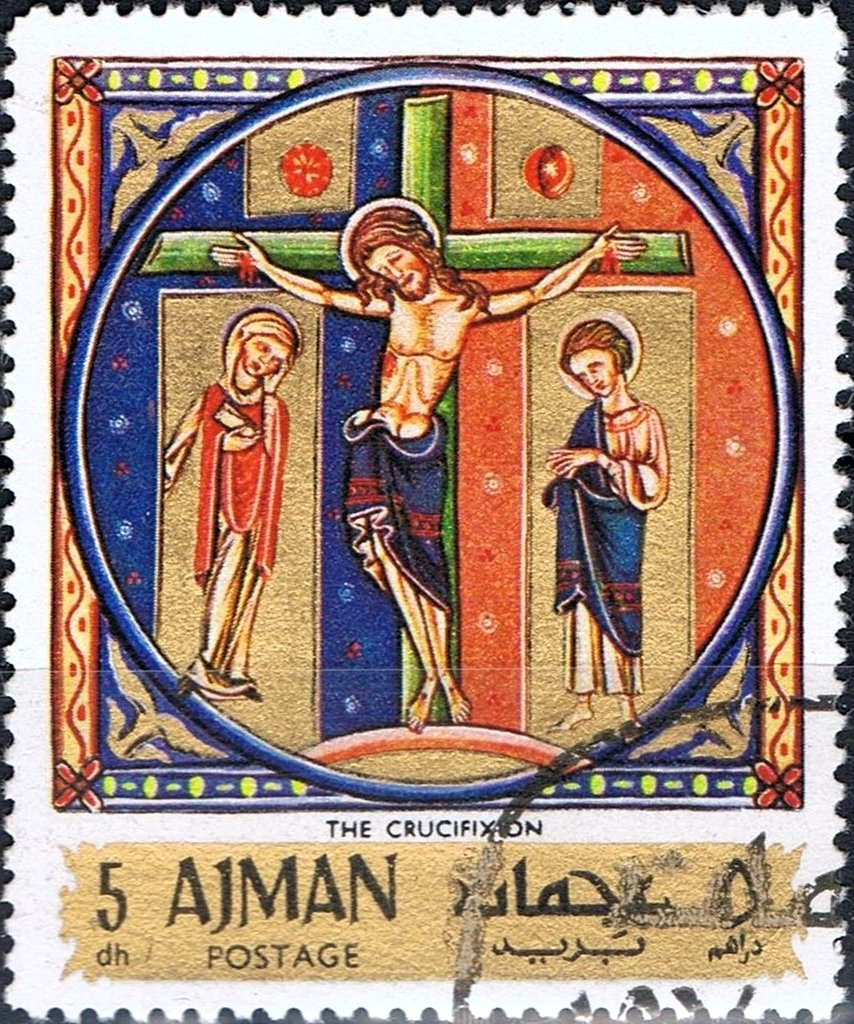
خمسة دراهم
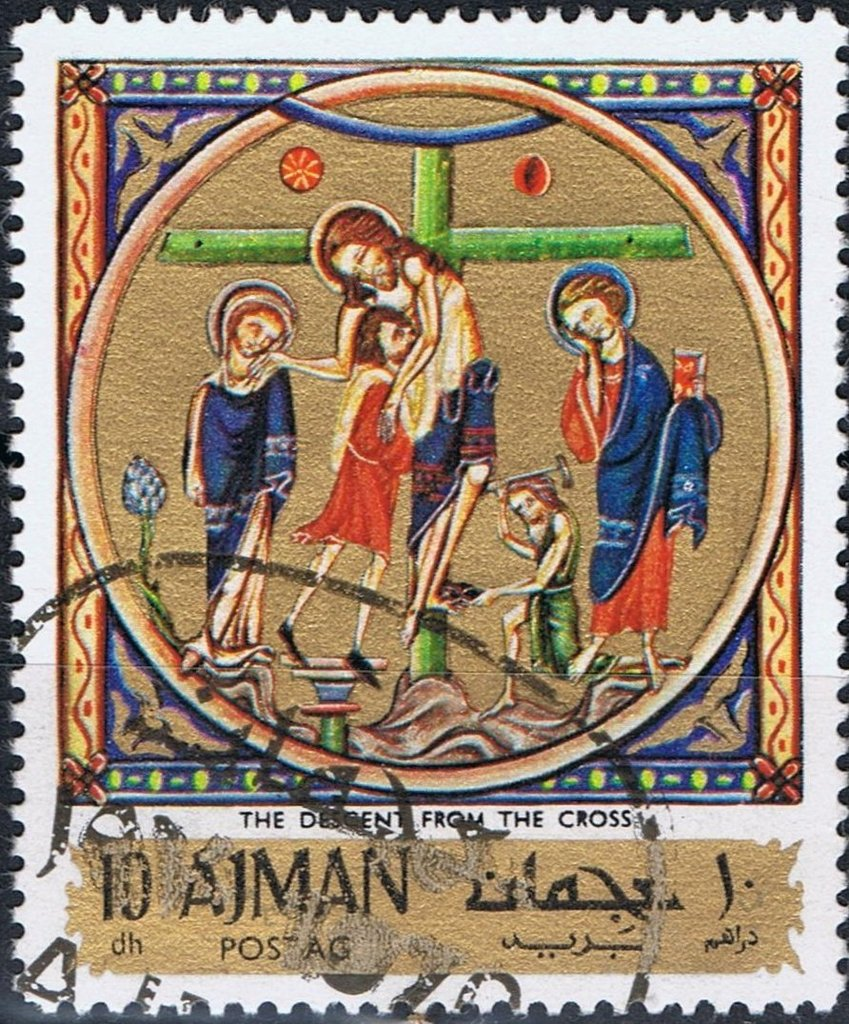
عشرة دراهم
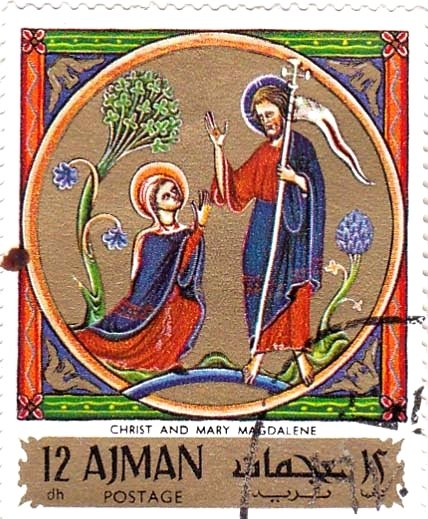
اثنا عشر درهما
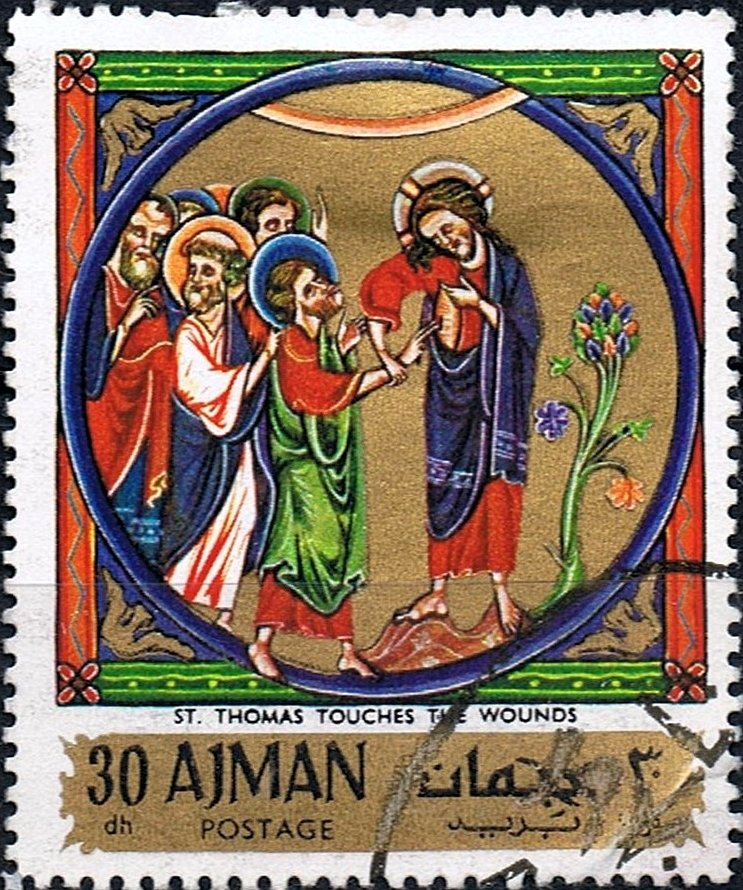
ثلاثون درهما
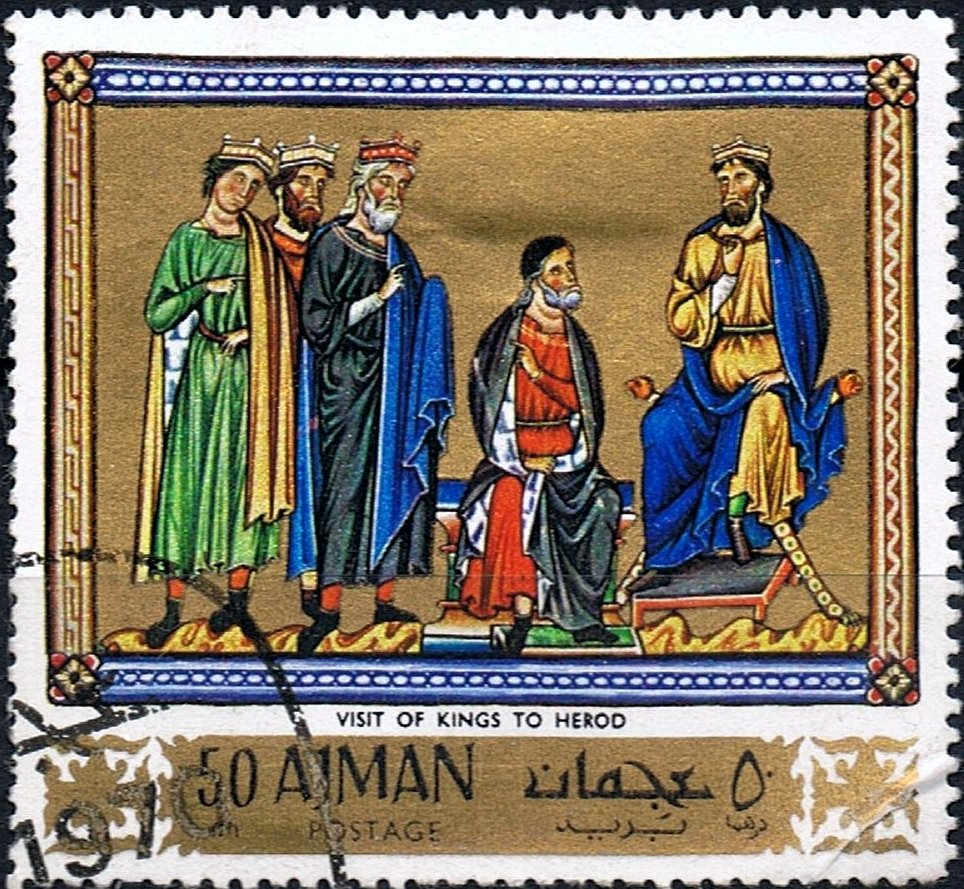
خمسون درهما
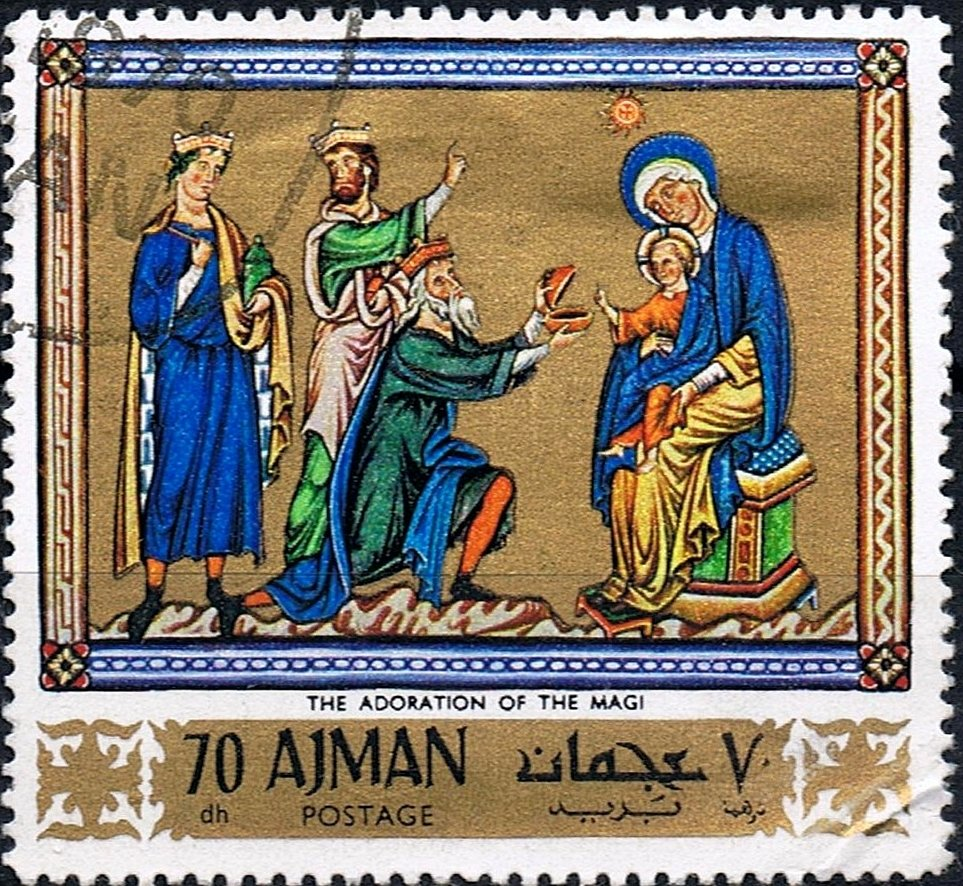
سبعون درهما
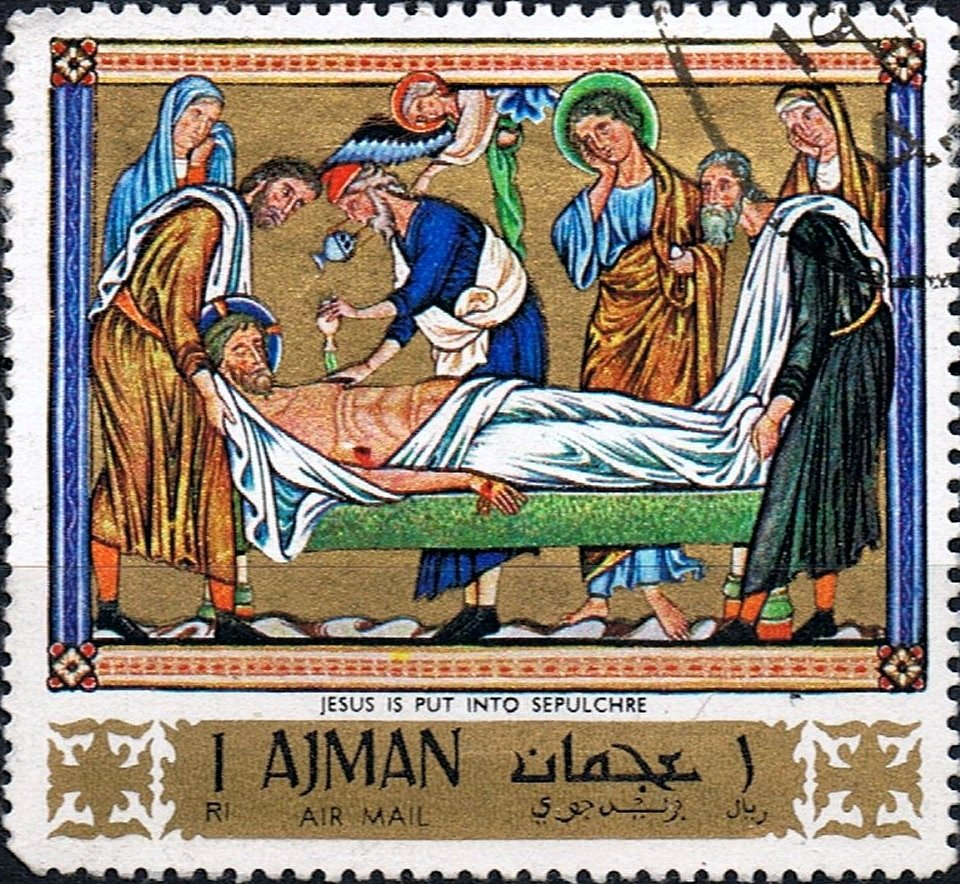
ريال قطري واحد (بريد جوي)
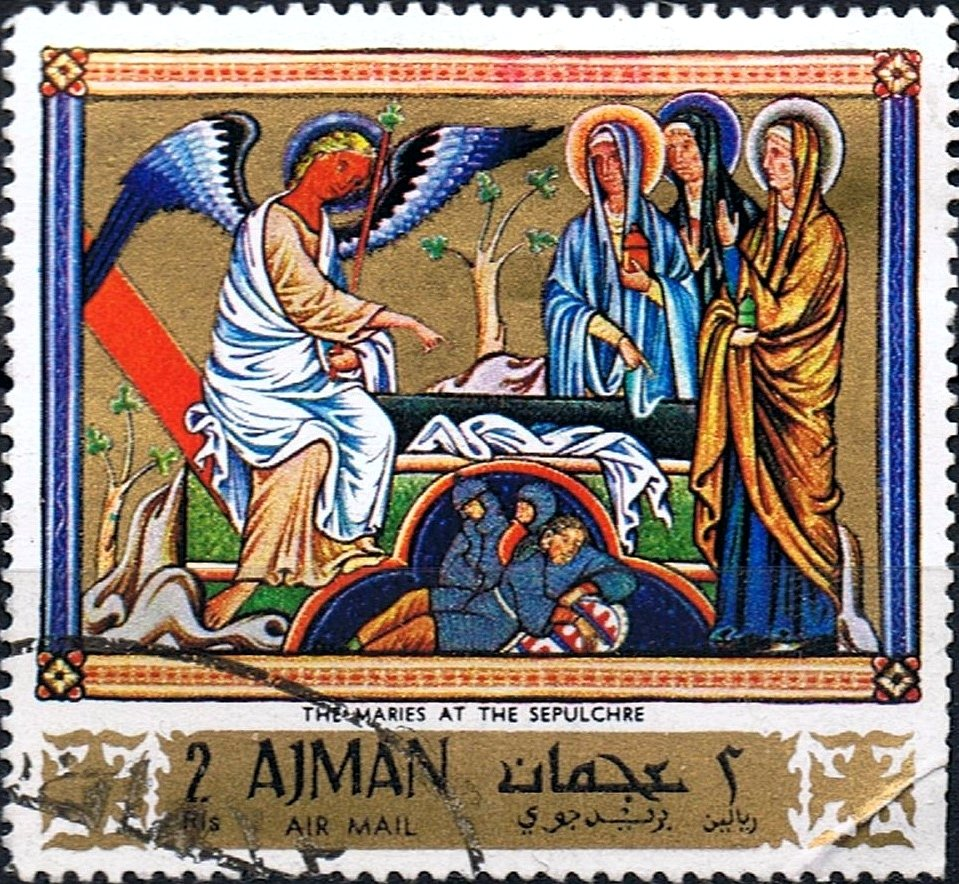
ريالان قطريان (بريد جوي)

## إصدار نيل آرمسترونغ
أُصدر طابع مذهّب مخصص للبريد الجوي في شهر مارس عام 1970م عن رائد الفضاء الأمريكي نيل آرمسترونغ لمناسبة هبوط الإنسان الأول على سطح القمر مع بطاقة تذكارية:

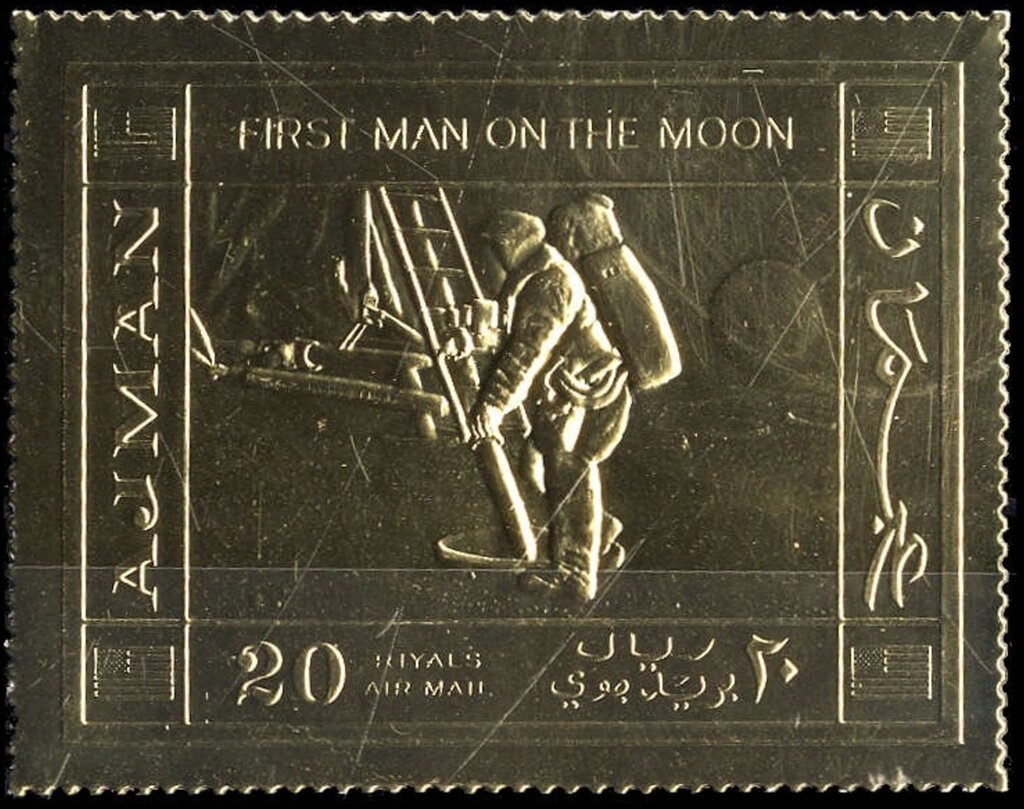
طابع مُذهب مخرّم بقيمة عشرين ريالا قطريا أُصدر لذكرى هبوط الإنسان الأول على سطح القمر
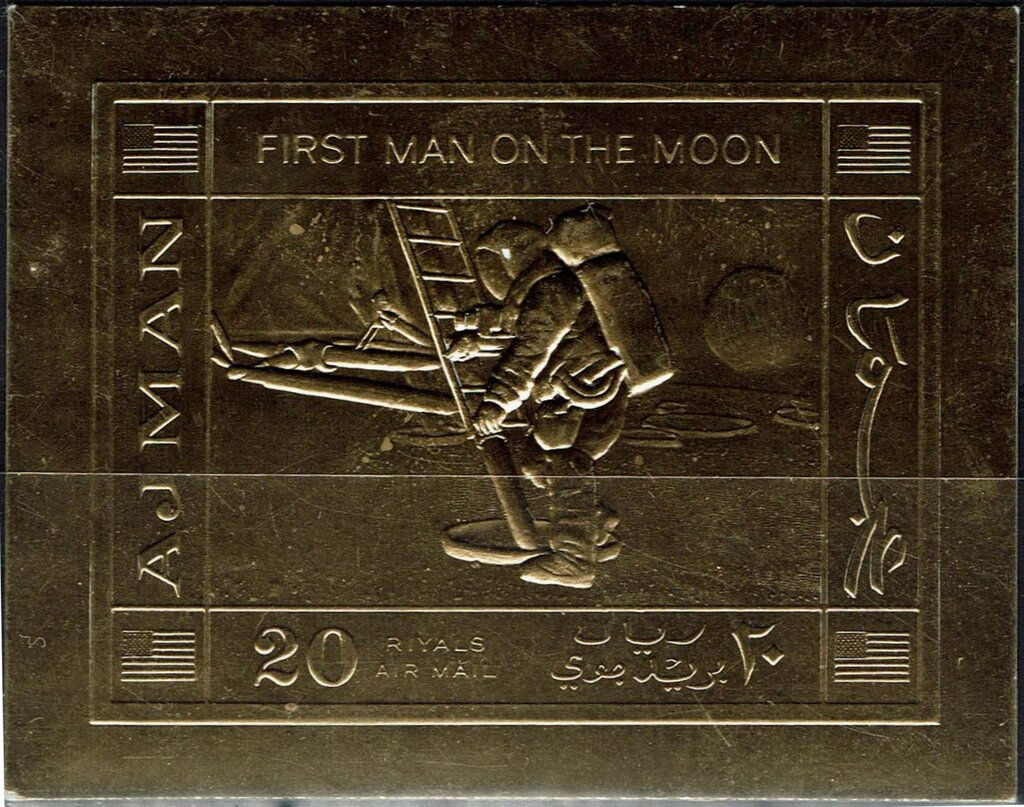
طابع مُذهّب غير مخرّم بقيمة عشرين ريالا قطريا أُصدر لذكرى هبوط الإنسان الأول على سطح القمر

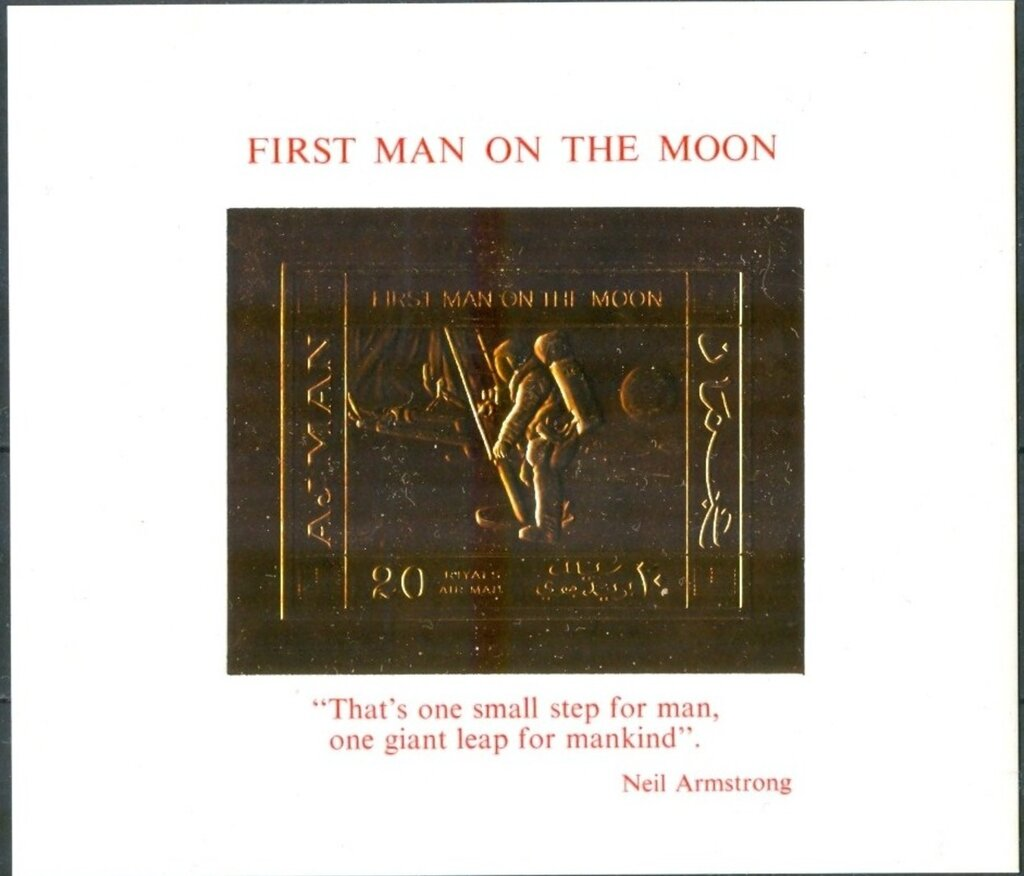
بطاقة تذكارية مُذهّبة أُصدرت لذكرى هبوط الإنسان الأول على سطح القمر

وأُصدرت بطاقة تذكارية:

## إصدار أبولو 13
أُصدرت ورقة تذكارية مُذهّبة واحدة لمناسبة العودة إلى الأرض تحتوي على صورة لطابع مكتوب في أعلاها "RETURN TO EARTH / APRIL 17, 1970" وفي أسفلها "APOLLO 13 / LOVELL-HAISE-SWIGERT" بقيمة عشرين ريالا قطريا وقد أُصدر في شهر أبريل عام 1970:

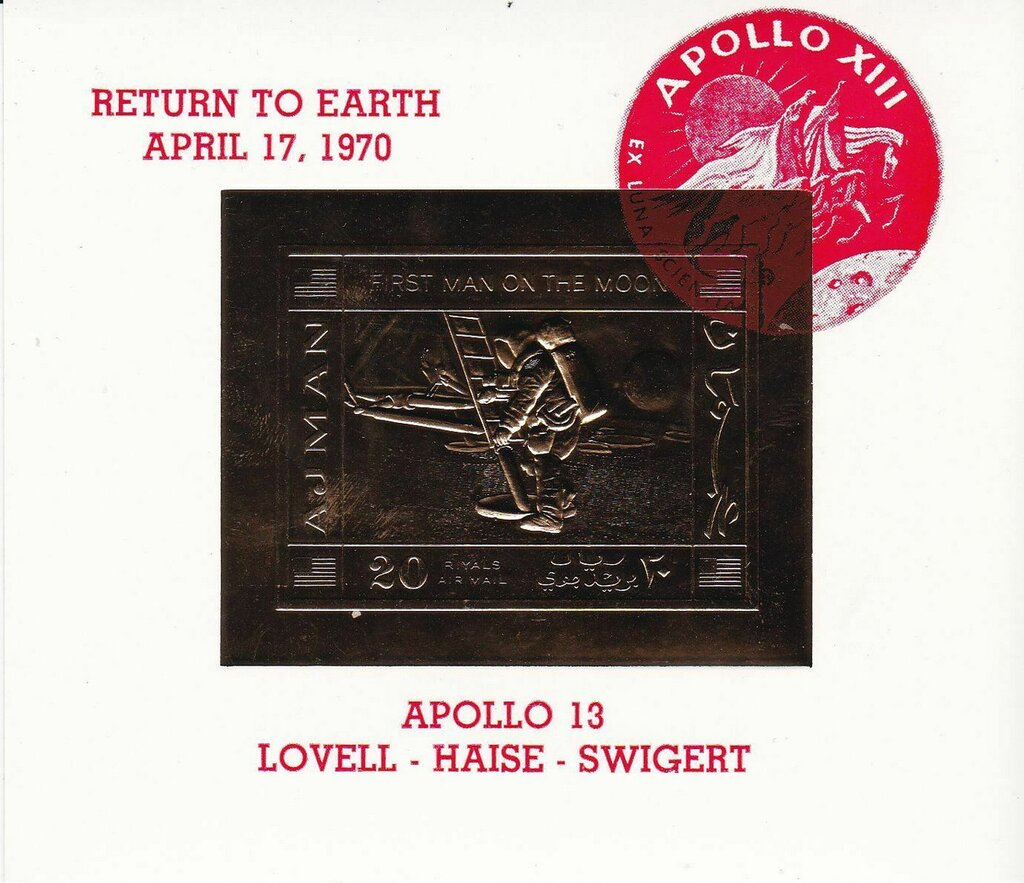
ورقة تذكارية

## إصدار الطابع المذهب كأس العالم لكرة القدم في المكسيك
أُصدرت طابع مُذهّب واحد لمناسبة بطولة كأس العالم التاسعة التي استضافتها المكسيك:

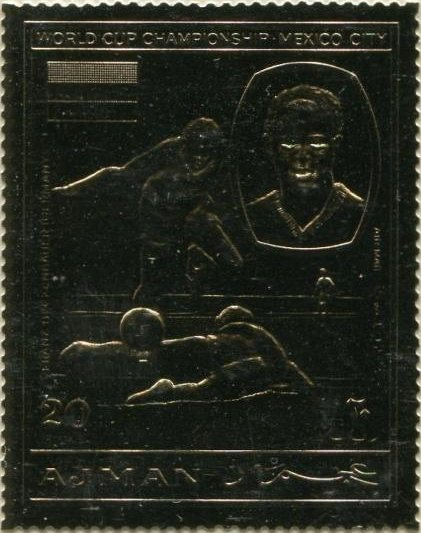
طابع مخرم يحتوي على صورة المدافع الألماني فرانز بكنباور
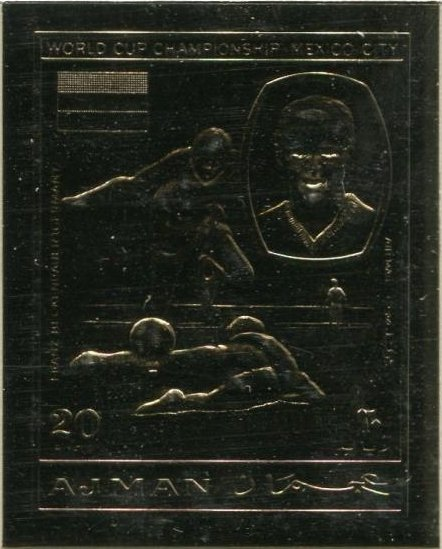
طابع غير مخرم يحتوي على صورة المدافع الألماني فرانز بكنباور
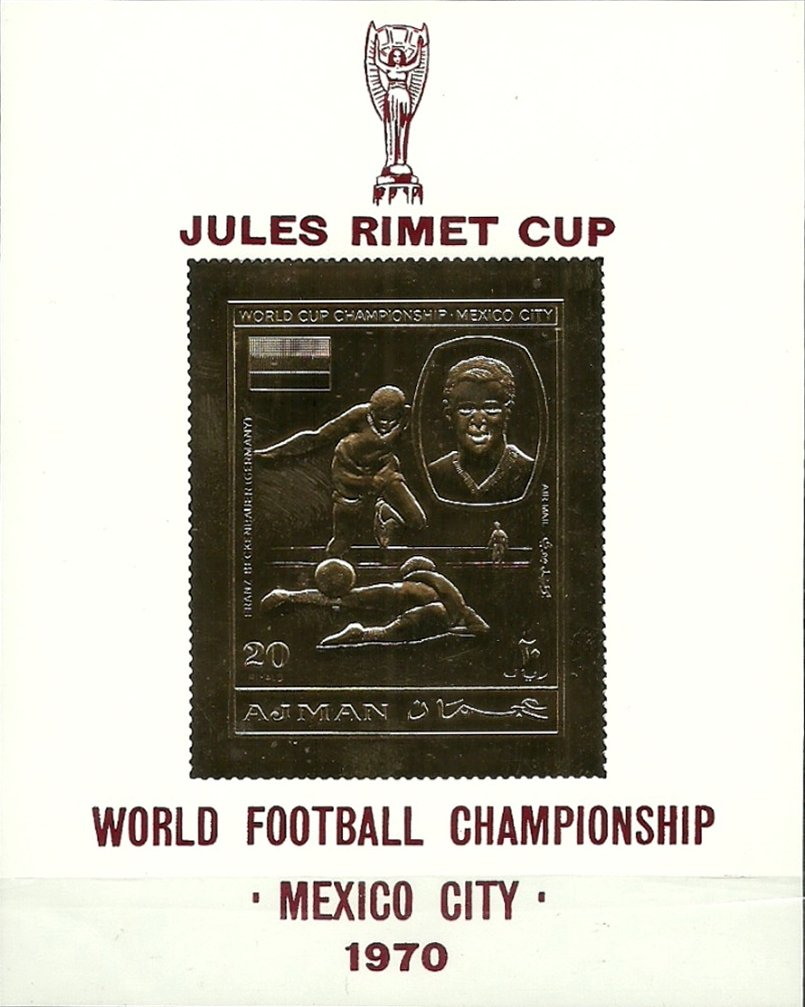
كأس بطولة كأس العالم أو كأس جول ريميه كما يُسمى تكريما لرئيس اتحاد فرنسا لكرة القدم بين عام 1919 وعام 1945، ورئيس الفيفا بين عام 1921 وعام 1954 الذي أطلق فكرة كأس العالم لكرة القدم وسُمي كأس البطولة باسمه تكريما له
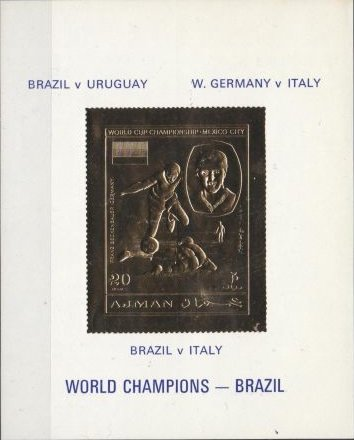
البرازيل بطل العالم عام 1970

## إصدارات مايكل آنجلو

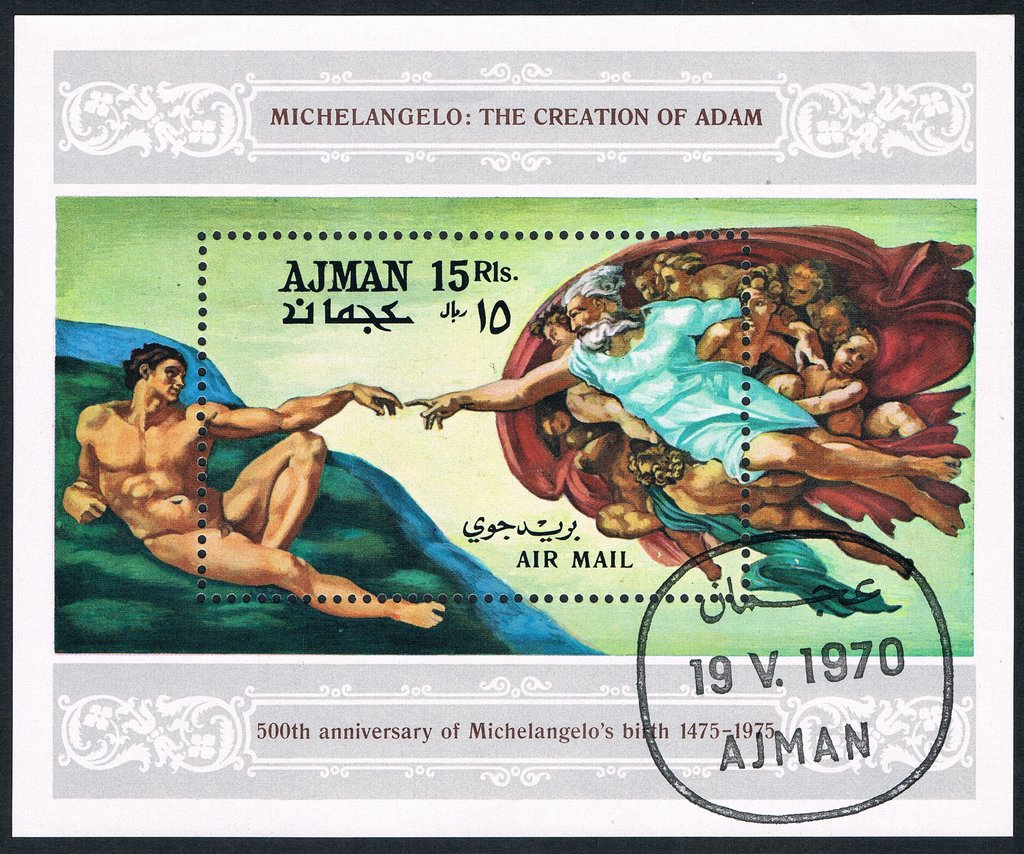
لوحة خلق آدم

أُصدرت طوابع للوحات الرسام الإيطالي ميكيلانجيلو في الخامس عشر من شهر مايو عام 1970، منها إصدرارت مخرمة:

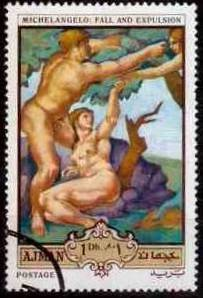
درهم واحد
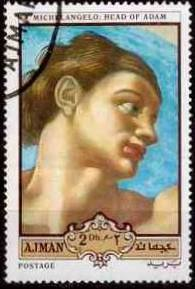
درهمان
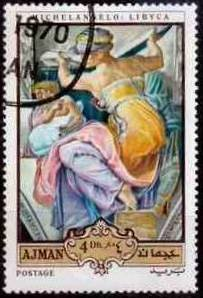
أربعة دراهم
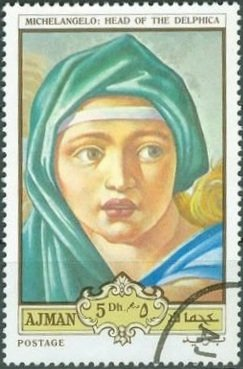
خمسة دراهم
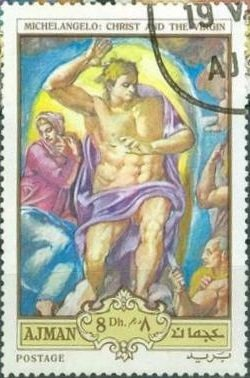
ثمانية دراهم
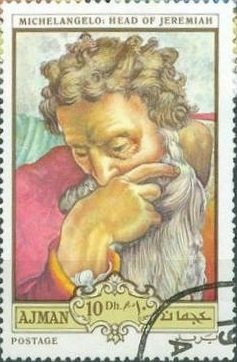
عشرة دراهم
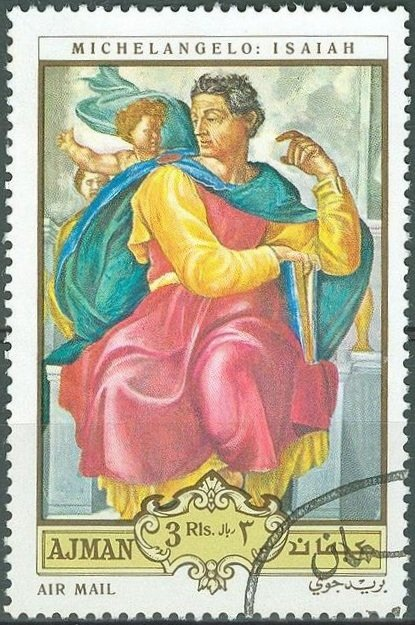
ثلاثة ريالات (بريد جوي)
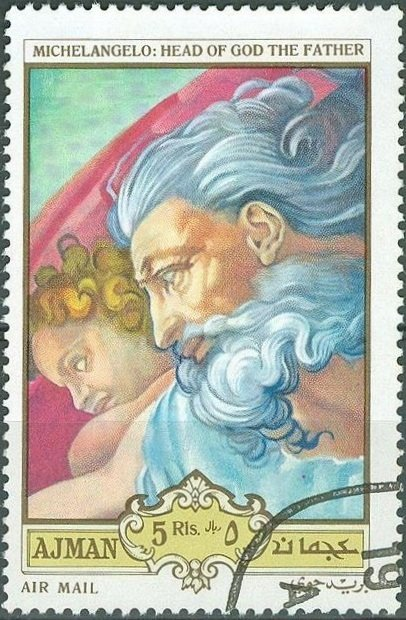
خمسة ريالات (بريد جوي)

ومنها إصدرارت غير مخرمة:

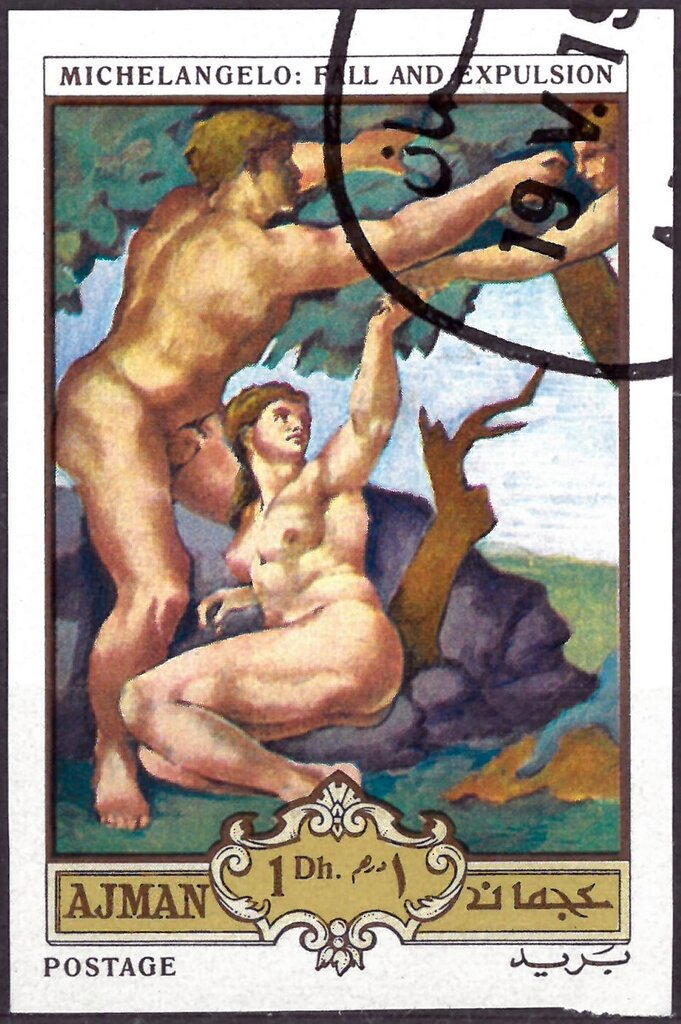
درهم واحد
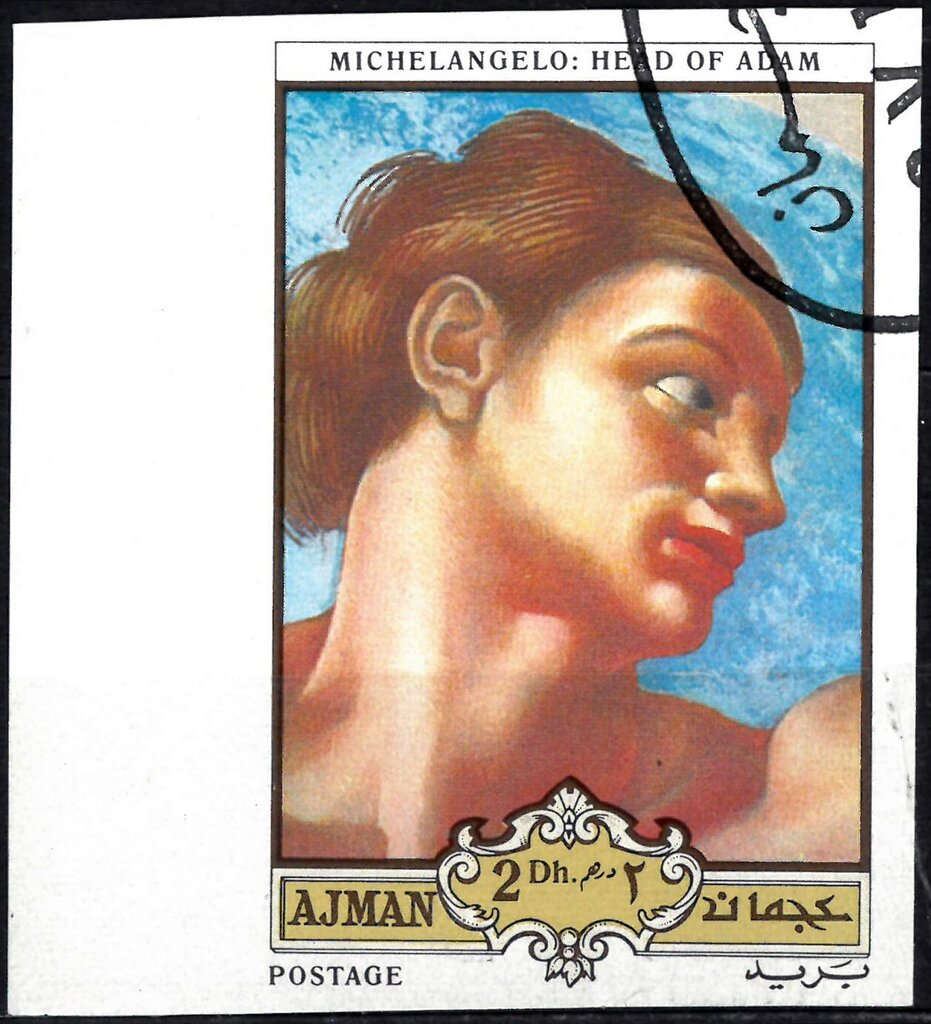
درهمان
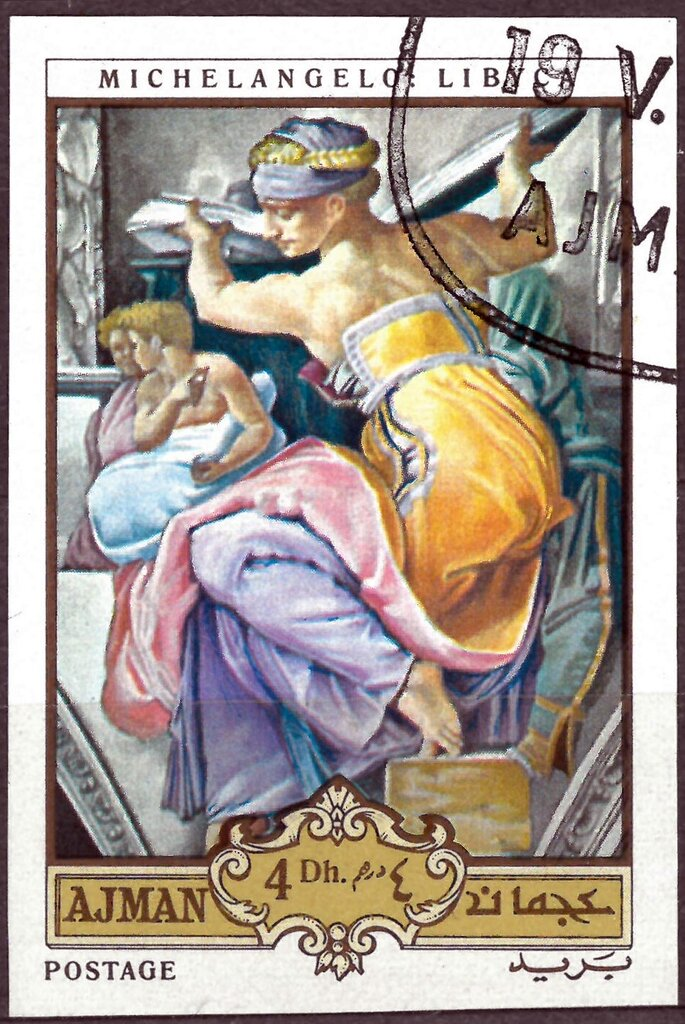
أربعة دراهم
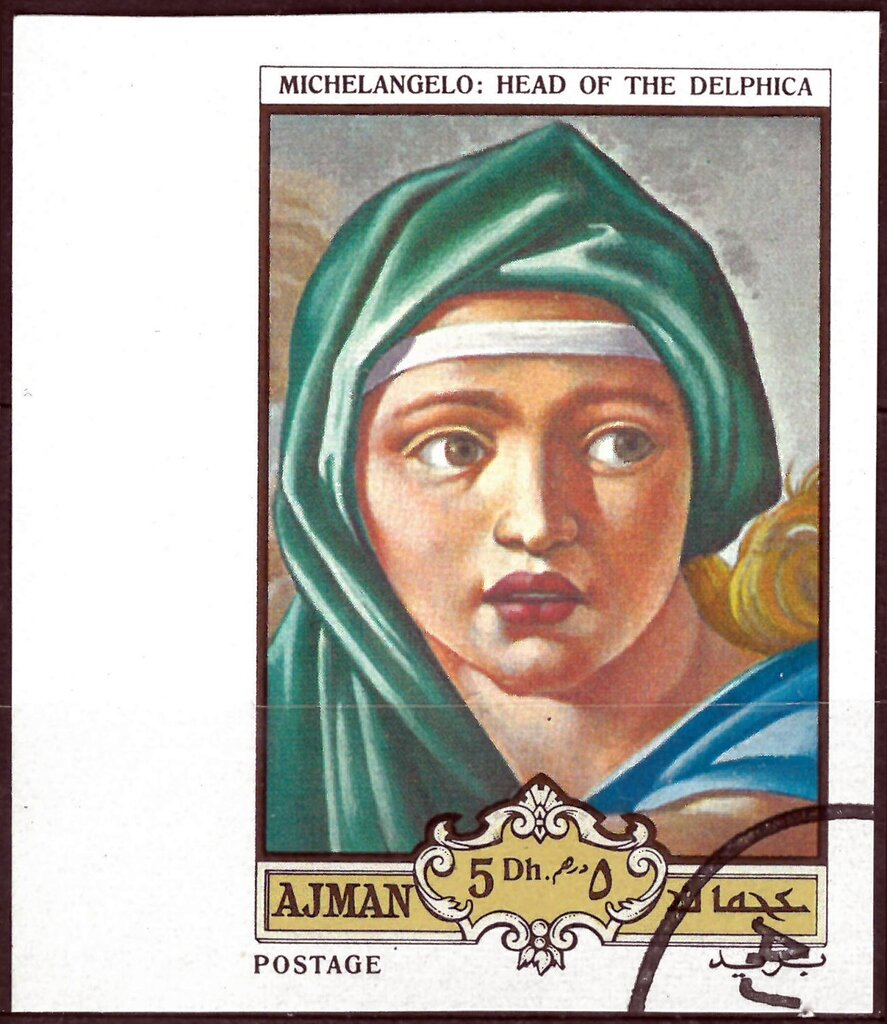
خمسة دراهم
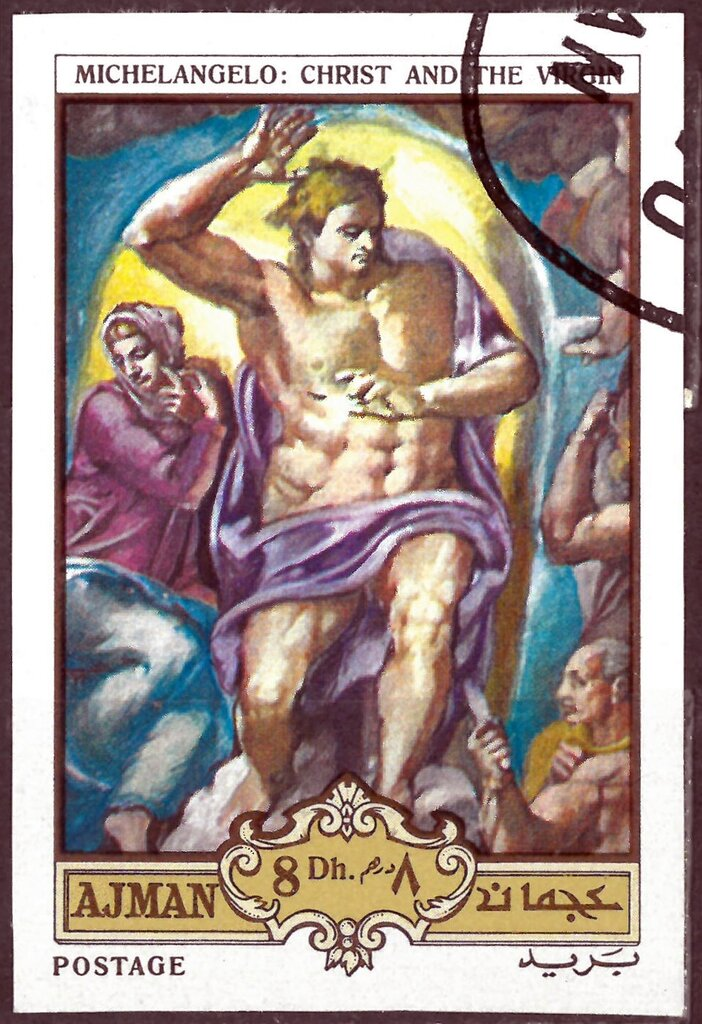
ثمانية دراهم
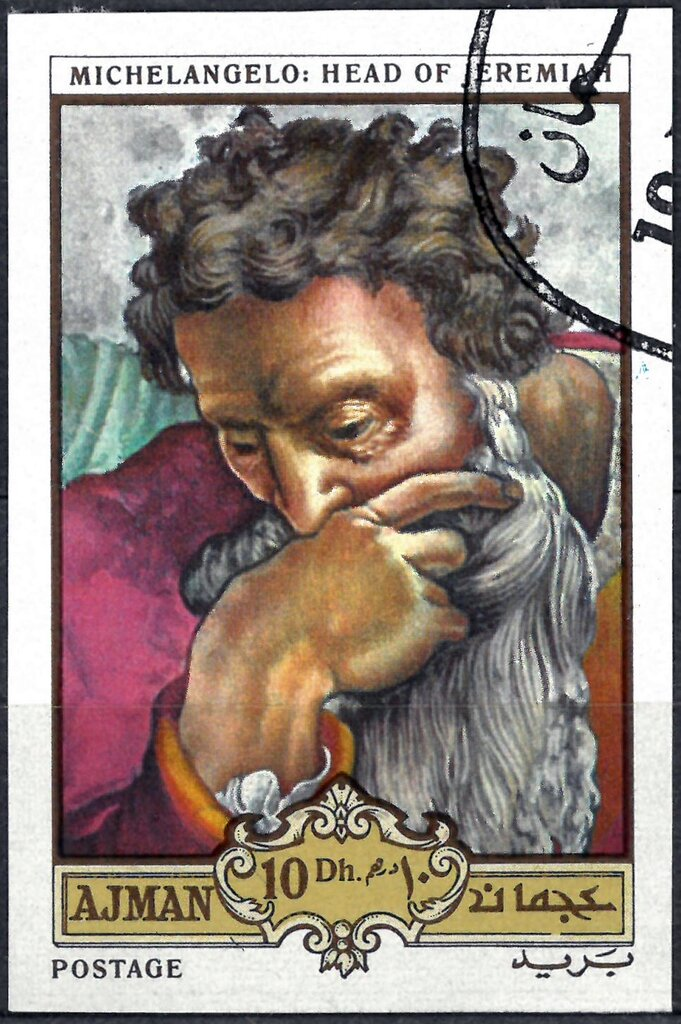
عشرة دراهم
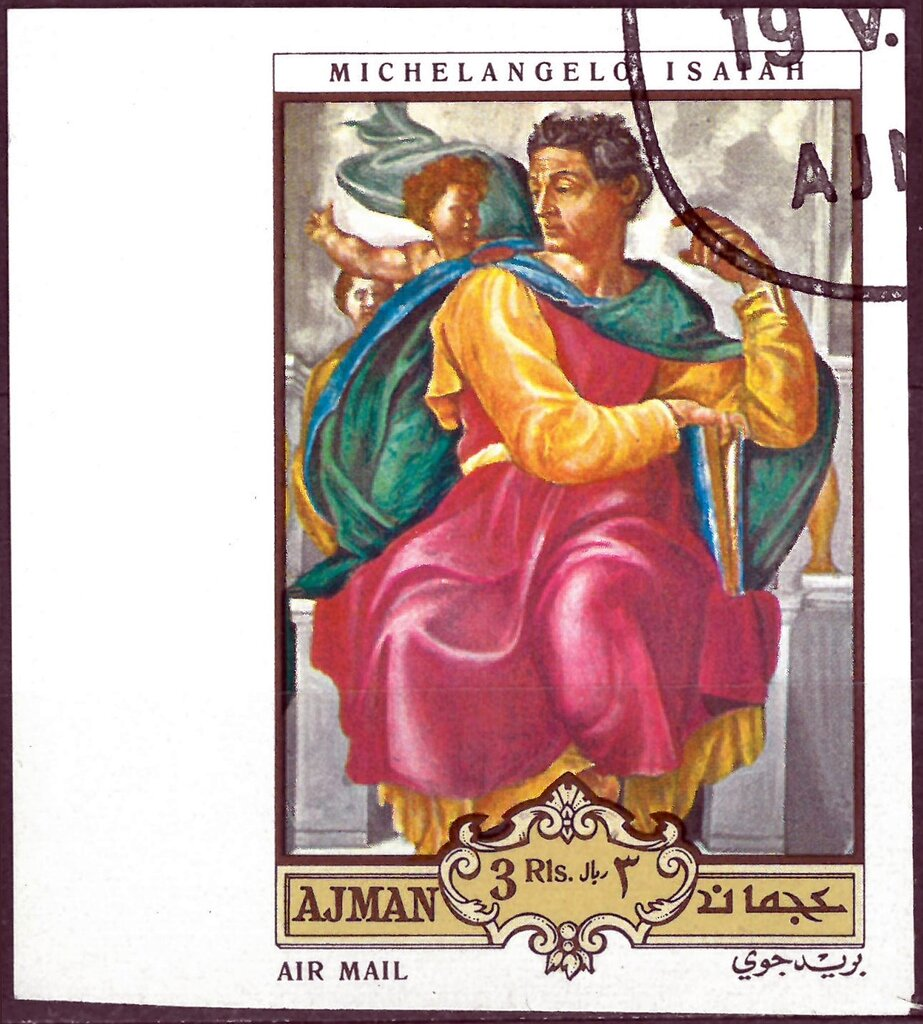
ثلاثة ريالات (بريد جوي)
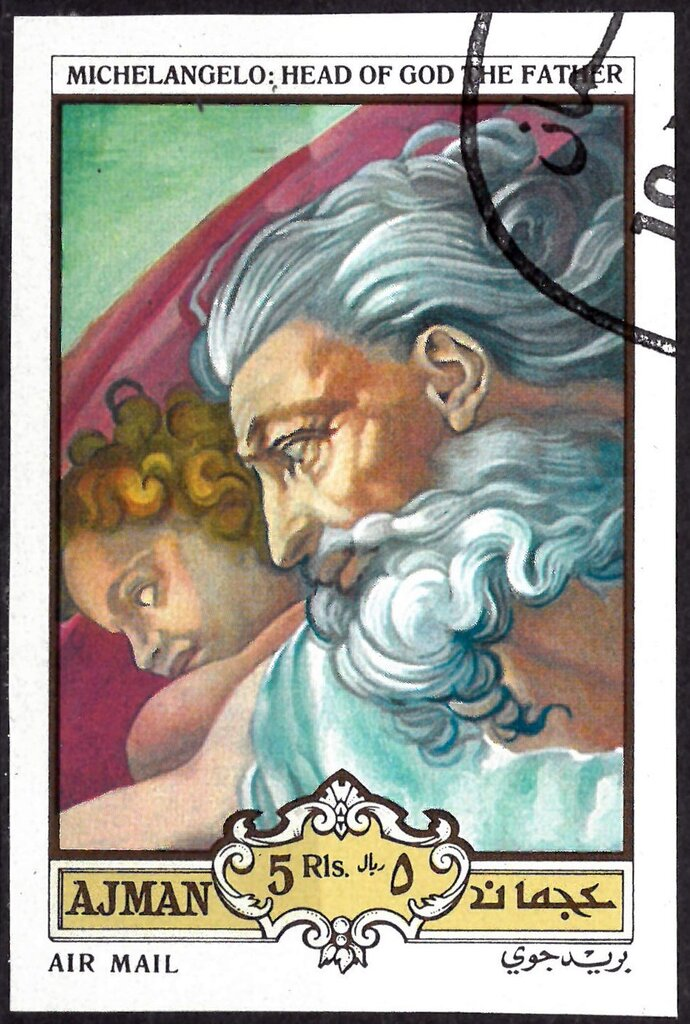
خمسة ريالات (بريد جوي)

## إصدارات كأس العالم لكرة القدم في المكسيك
أُصدرت ستة طوابع مُخصصة للبريد الجوي في مايو عام 1970 لمناسبة بطولة كأس العالم 1970 وقد أُصدرت في شهر مايو عام 1970:

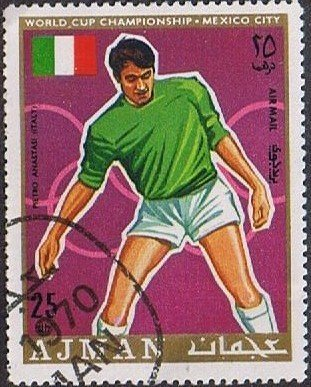
خمسة وعشرون درهما قطريا
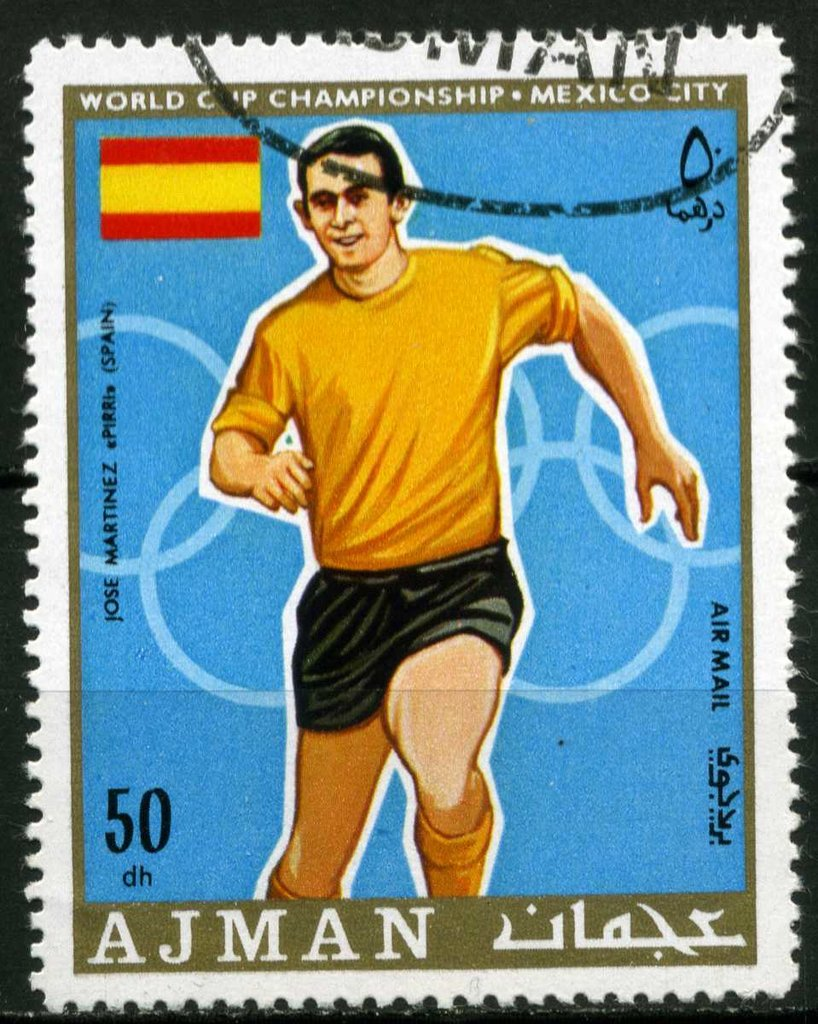
خمسون درهما قطريا
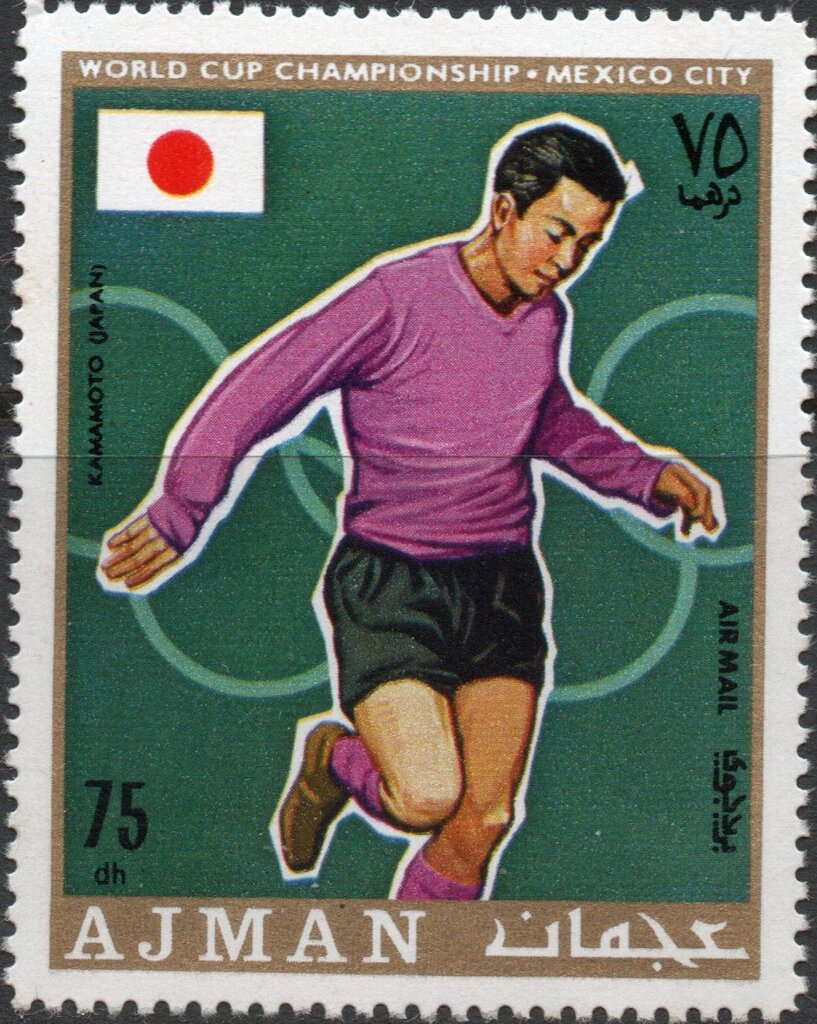
خمسة وسبعون درهما قطريا
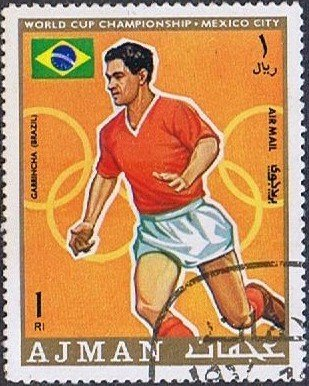
ريال قطري واحد
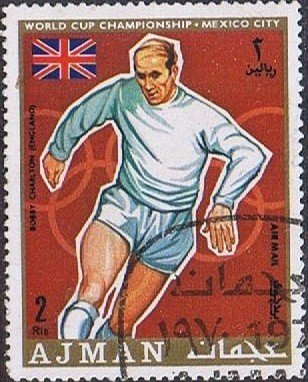
ريالان قطريان
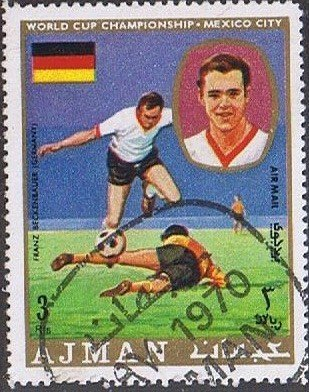
ثلاثة ريالات قطرية

وأُصدرت بطاقتان تذكاريتان:

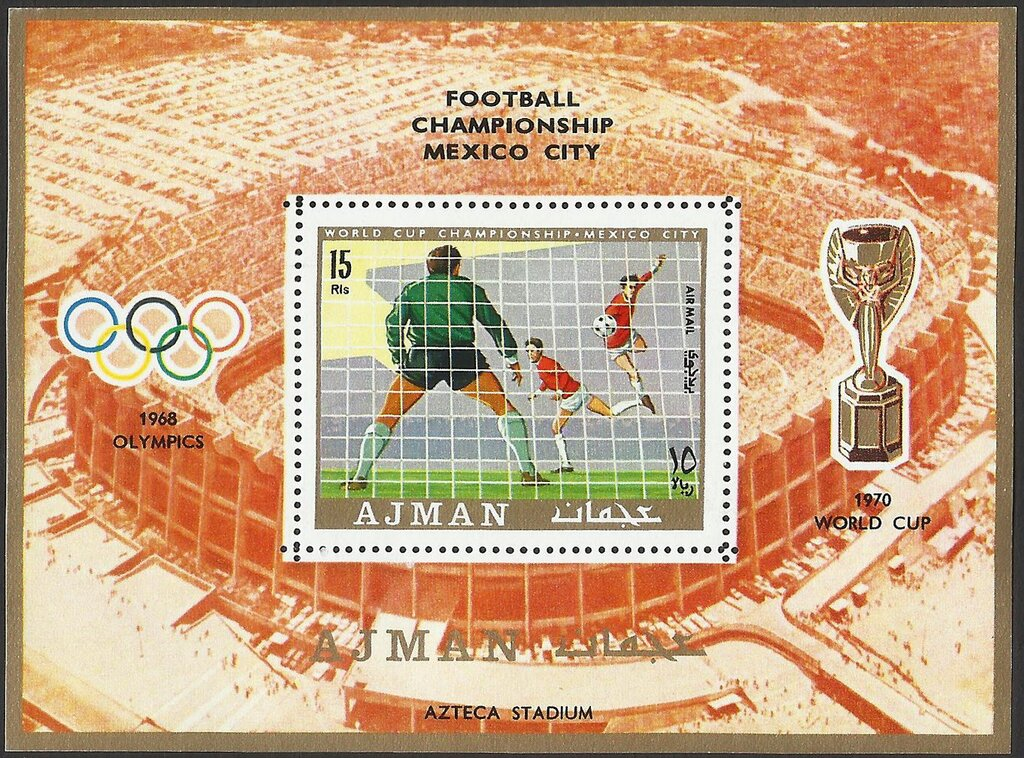
بطاقة تذكارية تحتوي على صورة طابع مخرم بقيمة خمسة عشر ريالا قطريا
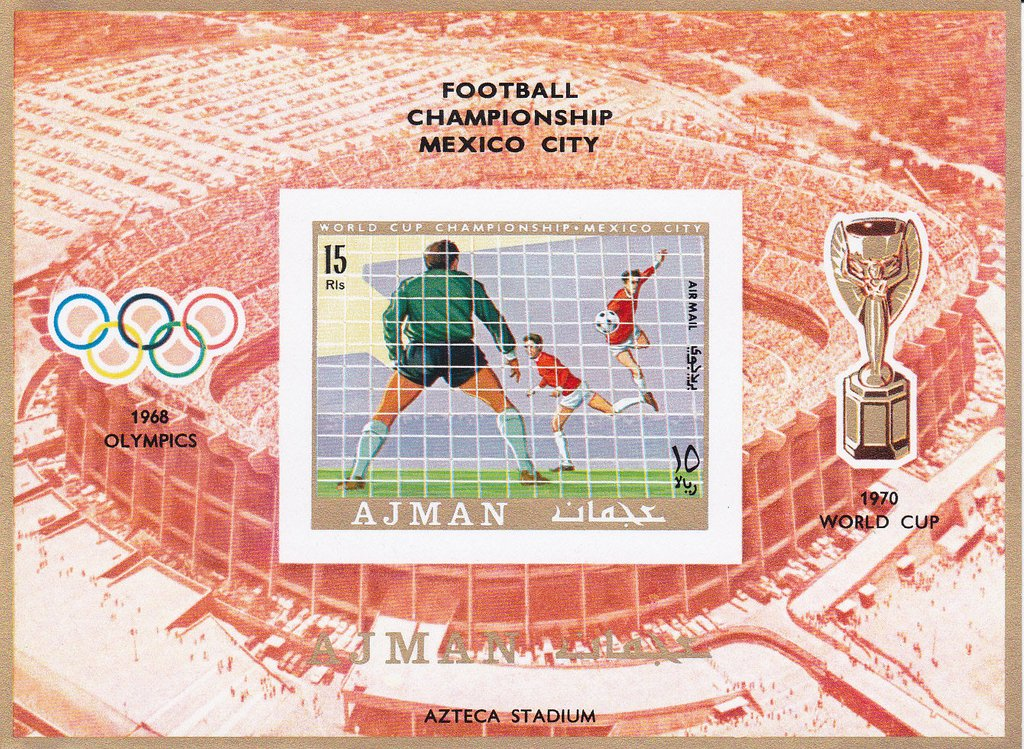
بطاقة تذكارية تحتوي على صورة طابع غير مخرم بقيمة خمسة عشر ريالا قطريا
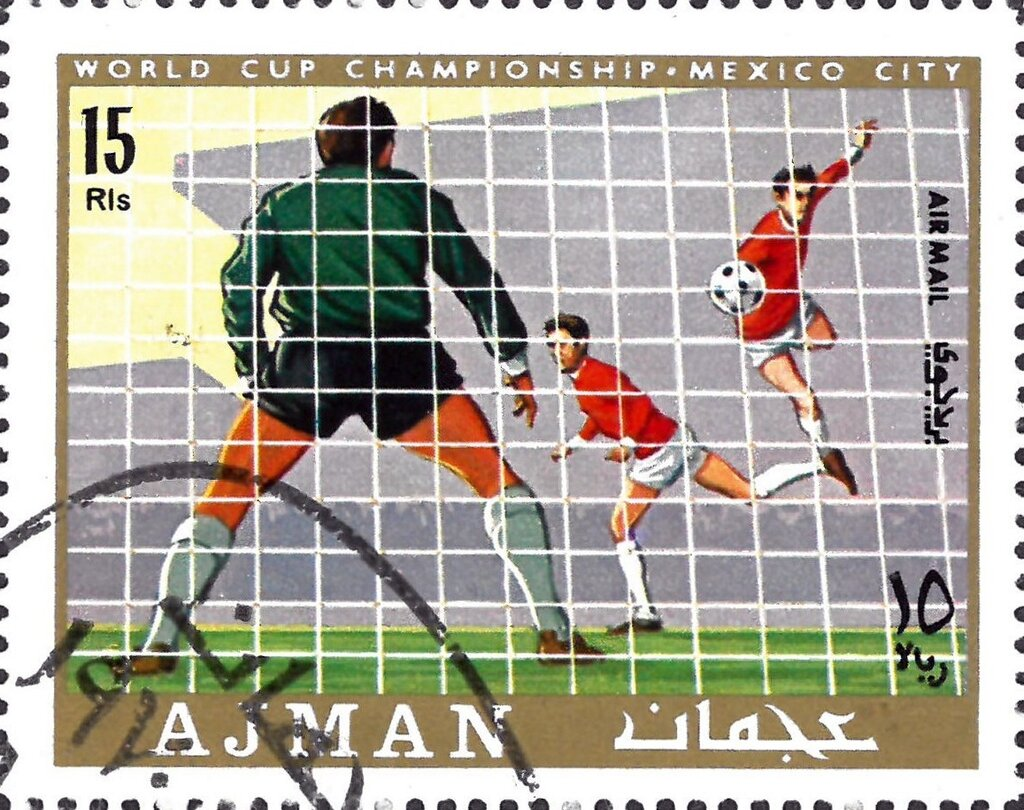
طابع لورقة تذكارية بقيمة خمسة عشر ريالا قطريا

## إصدارات اللوحات اليابانية
إصدارات معرض إكسبو 70 العالمي في أوساكا في اليابان وقد أُصدرت طوابع للوحات فنية رسمها رسامون يابانبون بقيم نقدية مختلفة في شهر مايو عام 1970:

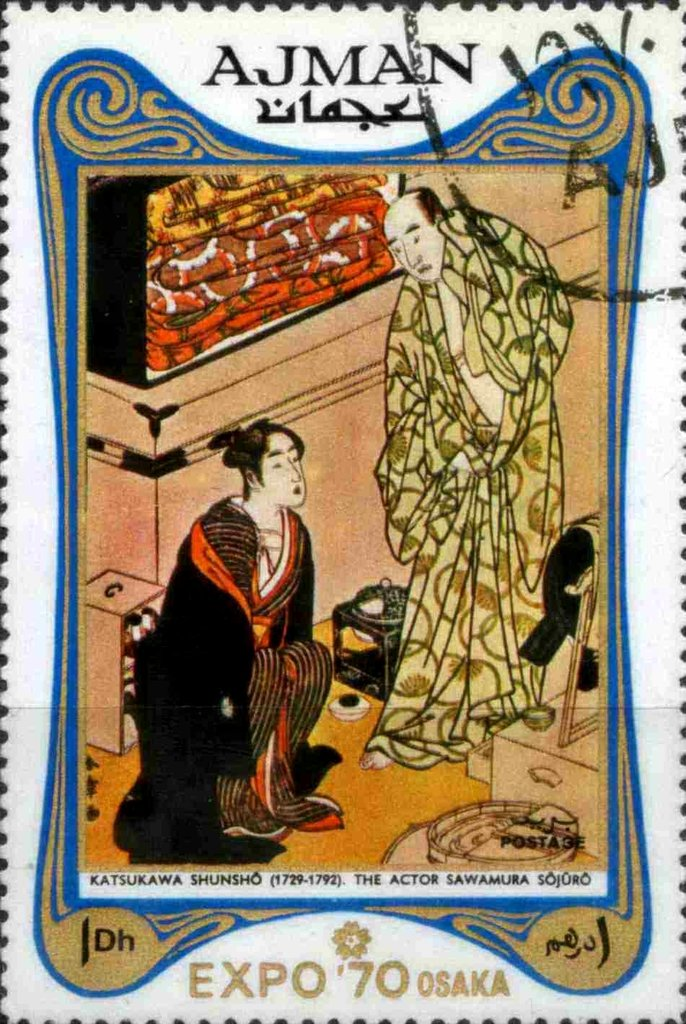
طابع مخرم متعدد الألوان بقيمة درهم واحد تظهر فيه صورة للوحة رسمها الرسام الياباني كاتسوكاوا شونشو
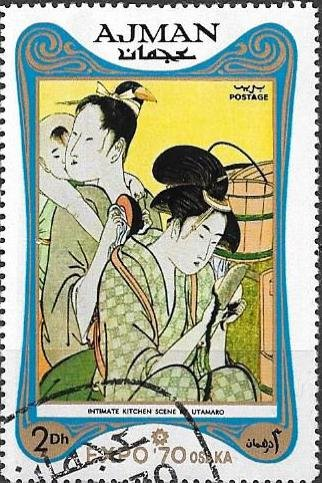
طابع مخرم متعدد الألوان بقيمة درهمين تظهر فيه صورة للوحة رسمها الرسام الياباني كيتاغاوا أتامارو
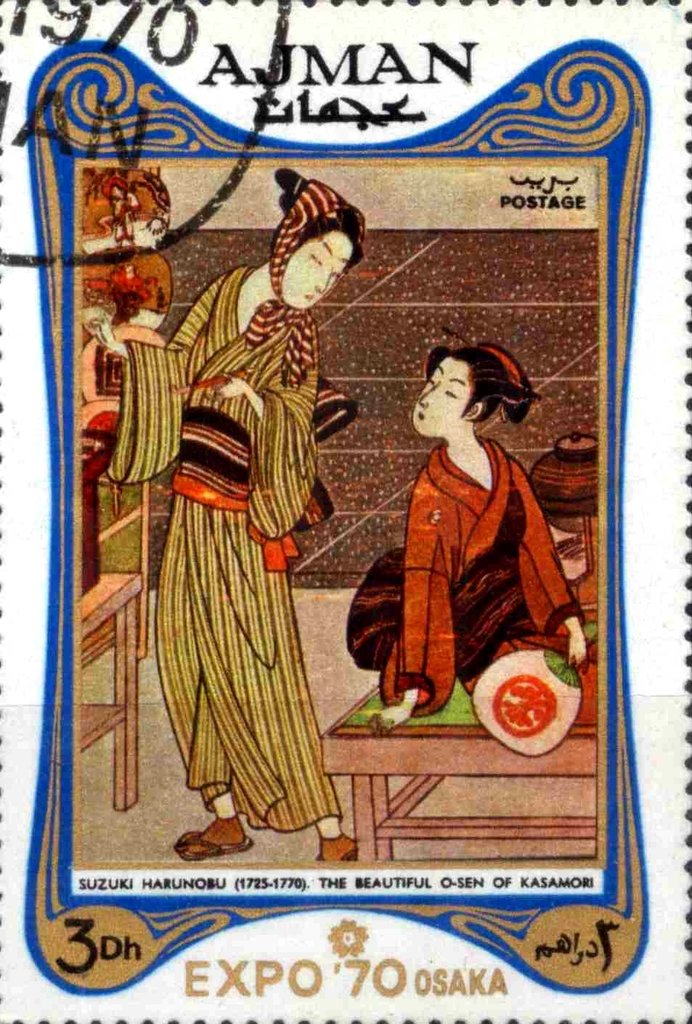
طابع مخرم متعدد الألوان بقيمة ثلاثة دراهم تظهر فيه صورة للوحة رسمها الرسام الياباني هارونوبو سوزوكي
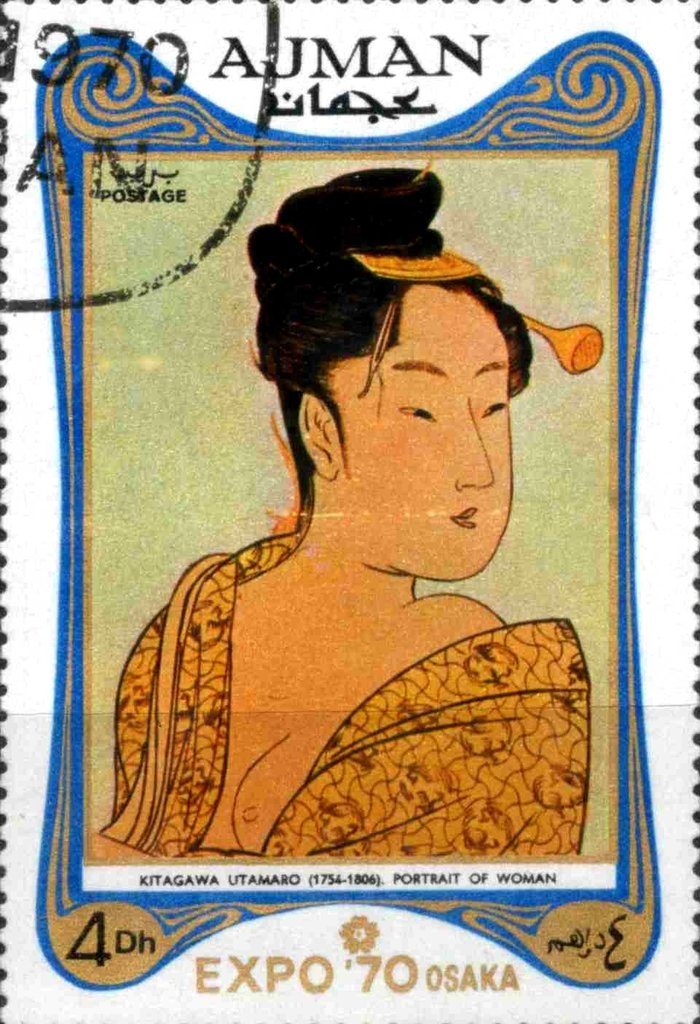
طابع مخرم متعدد الألوان بقيمة أربعة دراهم تظهر فيه صورة للوحة رسمها الرسام الياباني كيتاغاوا أتامارو
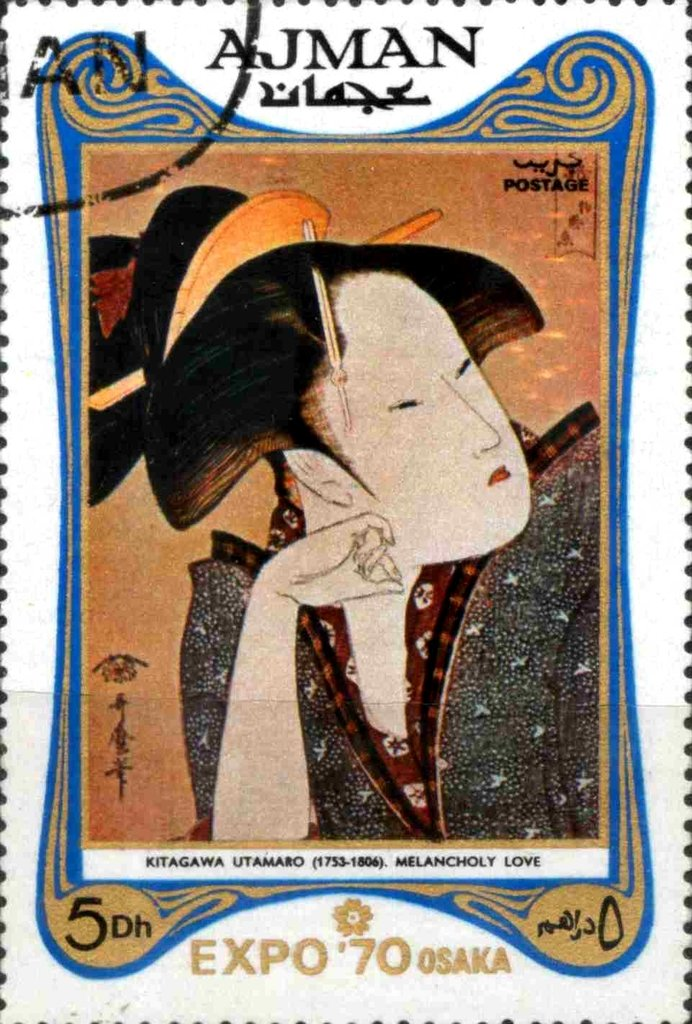
طابع مخرم متعدد الألوان بقيمة خمسة دراهم تظهر فيه صورة للوحة رسمها الرسام الياباني كيتاغاوا أتامارو
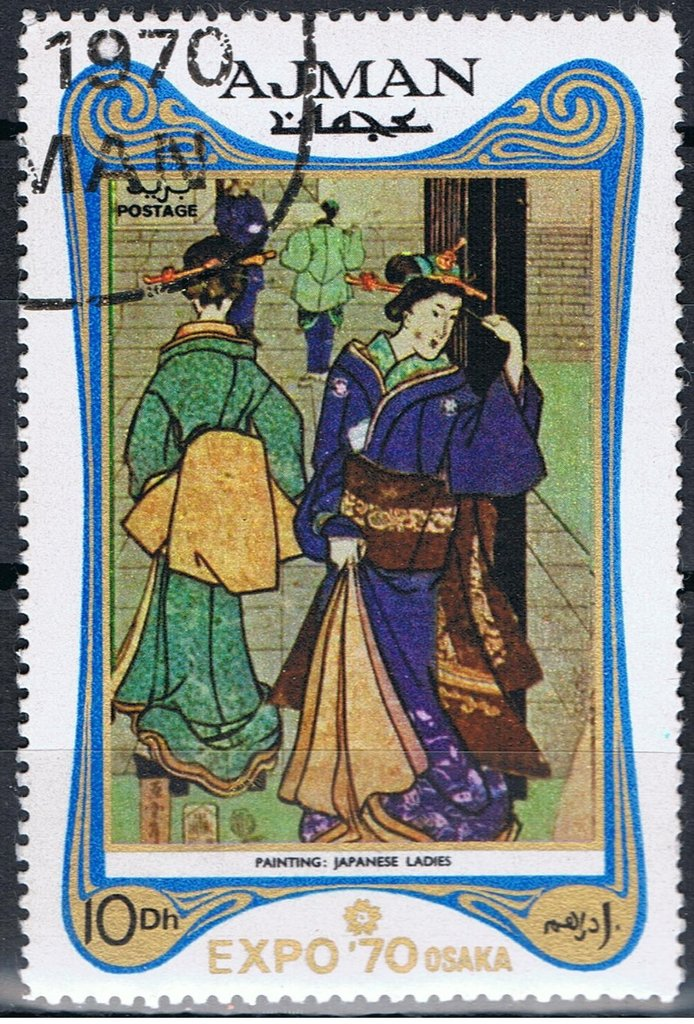
طابع مخرم متعدد الألوان بقيمة عشرة دراهم تظهر فيه صورة للوحة رسمها الرسام الياباني أوتاغاوا كونيسادا
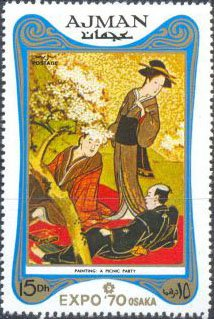
طابع مخرم متعدد الألوان بقيمة خمسة عشر درهما تظهر فيه صورة للوحة رسمها الرسام الياباني هيشاكاوا ماسانوبو
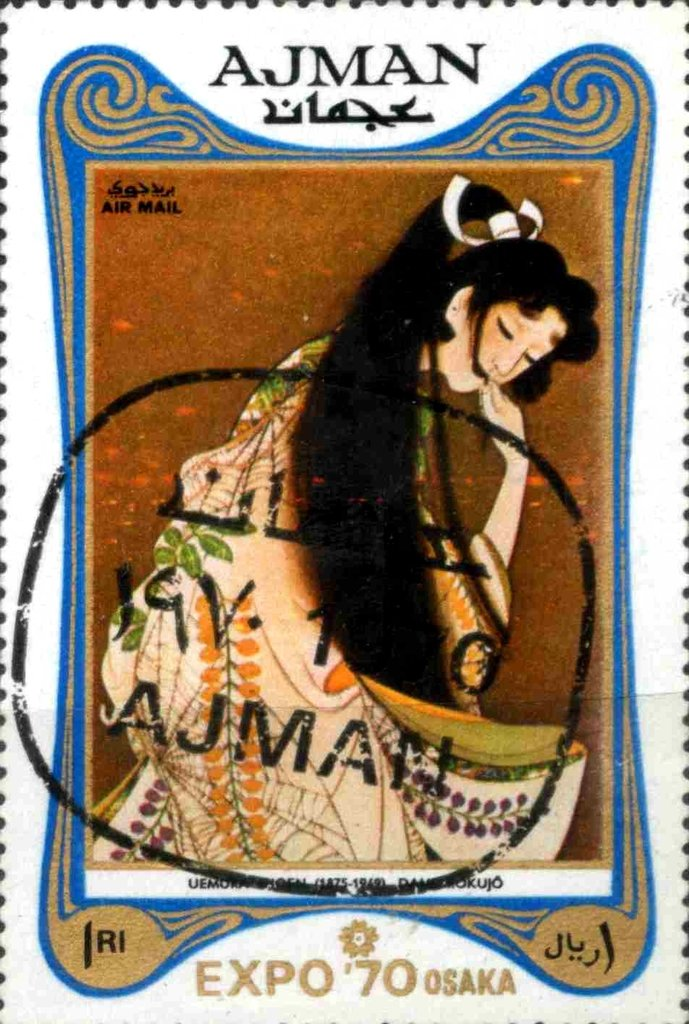
طابع مخرم متعدد الألوان بقيمة ريال قطري واحد تظهر فيه صورة للوحة رسمتها الرسامة اليابانية أومورا شاوون (بريد جوي)
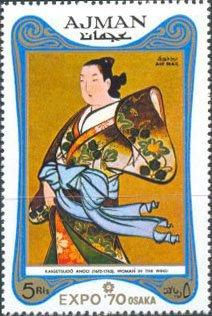
طابع مخرم متعدد الألوان بقيمة خمسة ريالات قطرية تظهر فيه صورة للوحة رسمها الرسام الياباني كايجتسودو أندو (بريد جوي)

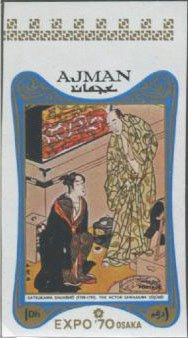
طابع متعدد الألوان بقيمة درهم واحد تظهر فيه صورة للوحة رسمها الرسام الياباني كاتسوكاوا شونشو

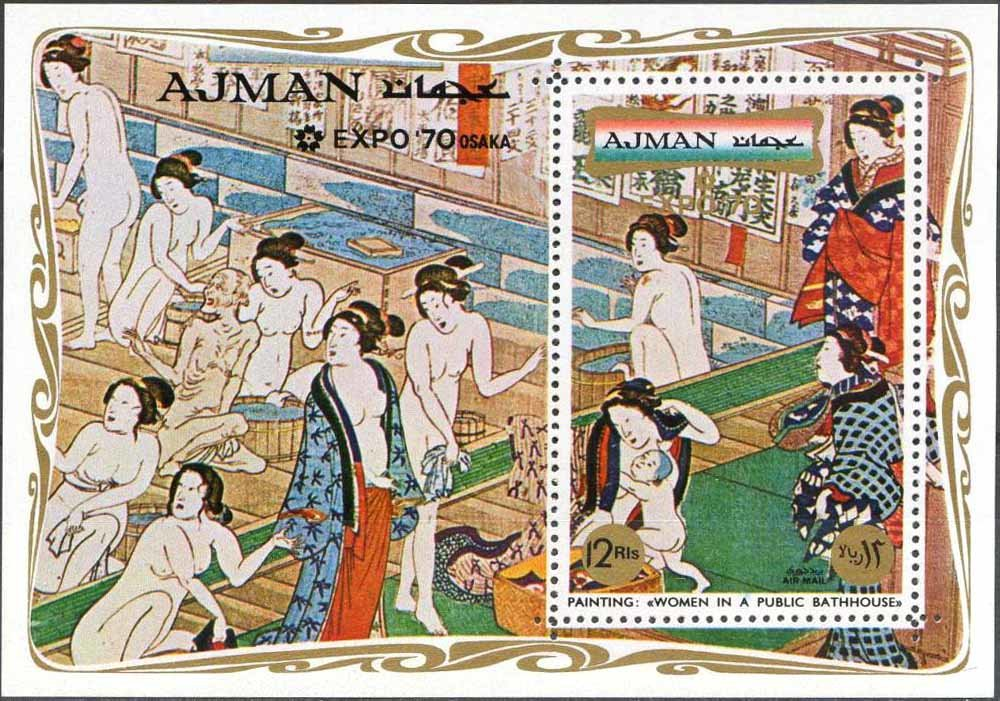
بطاقة تذكارية بقيمة اثني عشر ريالا قطريا للوحة فنية رسمها الرسام الياباني أوتاغاوا يوشيكو تُصور نساءًا في حمام سباحة عام

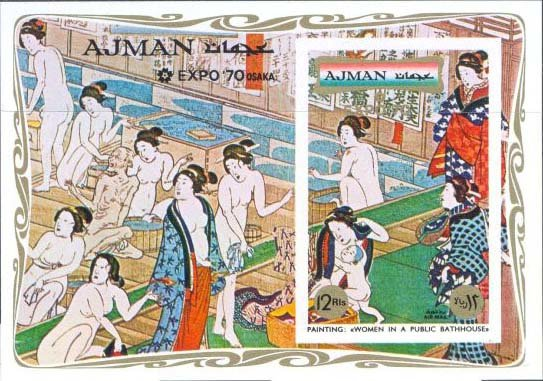
بطاقة تذكارية بقيمة اثني عشر ريالا قطريا للوحة فنية رسمها الرسام الياباني أوتاغاوا يوشيكو تُصور نساءًا في حمام سباحة عام

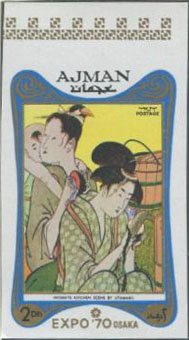
طابع متعدد الألوان بقيمة درهمين تظهر فيه صورة للوحة رسمها الرسام الياباني كيتاغاوا أتامارو
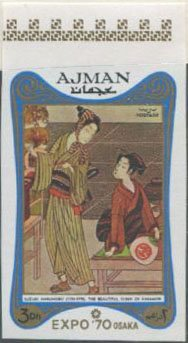
طابع متعدد الألوان بقيمة ثلاثة دراهم تظهر فيه صورة للوحة رسمها الرسام الياباني هارونوبو سوزوكي
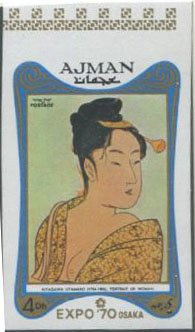
طابع متعدد الألوان بقيمة أربعة دراهم تظهر فيه صورة للوحة رسمها الرسام الياباني كيتاغاوا أتامارو
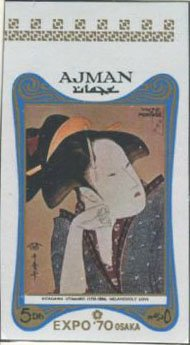
طابع متعدد الألوان بقيمة خمسة دراهم تظهر فيه صورة للوحة رسمها الرسام الياباني كيتاغاوا أتامارو
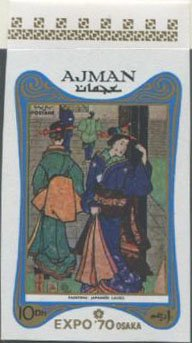
طابع متعدد الألوان بقيمة عشرة دراهم تظهر فيه صورة للوحة رسمها الرسام الياباني أوتاغاوا كونيسادا
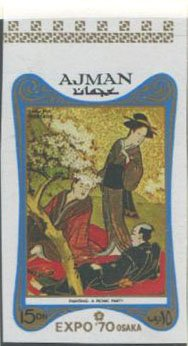
طابع متعدد الألوان بقيمة خمسة عشر درهما تظهر فيه صورة للوحة رسمها الرسام الياباني هيشاكاوا ماسانوبو
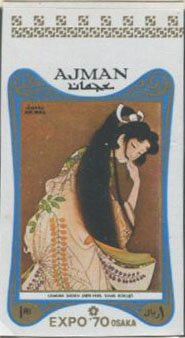
طابع متعدد الألوان بقيمة ريال قطري واحد تظهر فيه صورة للوحة رسمتها الرسامة اليابانية أومورا شاوون (بريد جوي)
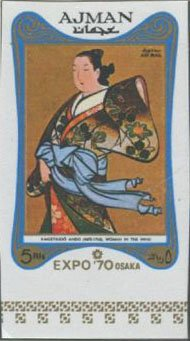
طابع متعدد الألوان بقيمة خمسة ريالات قطرية تظهر فيه صورة للوحة رسمها الرسام الياباني كايجتسودو أندو (بريد جوي)

## إصدارات ذكرى ميلاد نابليون بونابرت
أُصدرت طوابع بريدية لمناسبة الذكرى المئتين لولادة الإمبراطور الفرنسي نابليون بونابرت وكان إصدارها في الخامس من شهر يونيو عام 1970م:

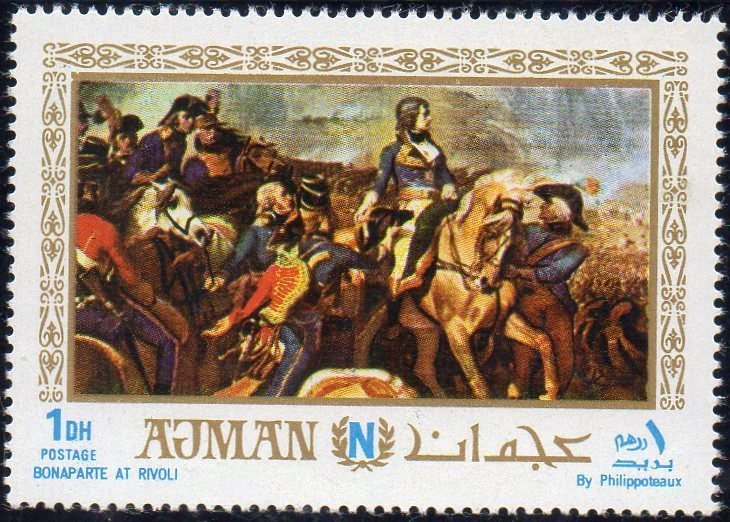
طابع مخرم متعدد الألوان بقيمة درهم واحد للوحة تُصوّر معركة ريفولي رسمها الرسام الفرنسي هنري فيليكس إيمانويل فيليبوتو
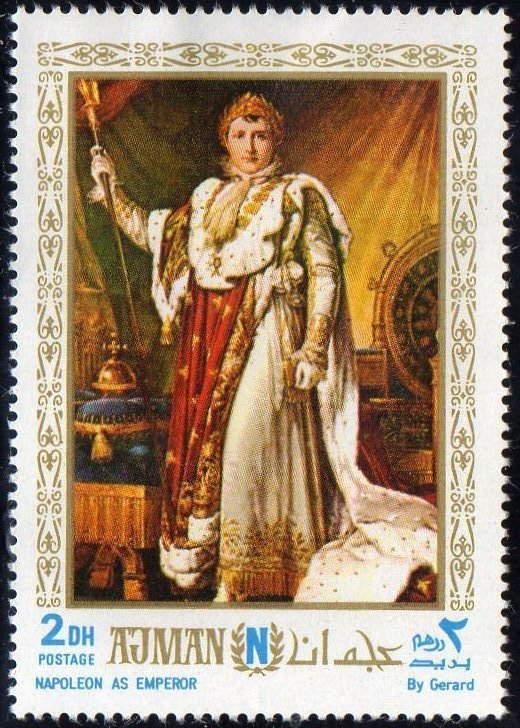
طابع مخرم متعدد الألوان بقيمة درهمين للوحة تُصوّر نابليون بونابرت متوجا إمبراطورا رسمها الرسام الفرنسي فرانسوا جيرار
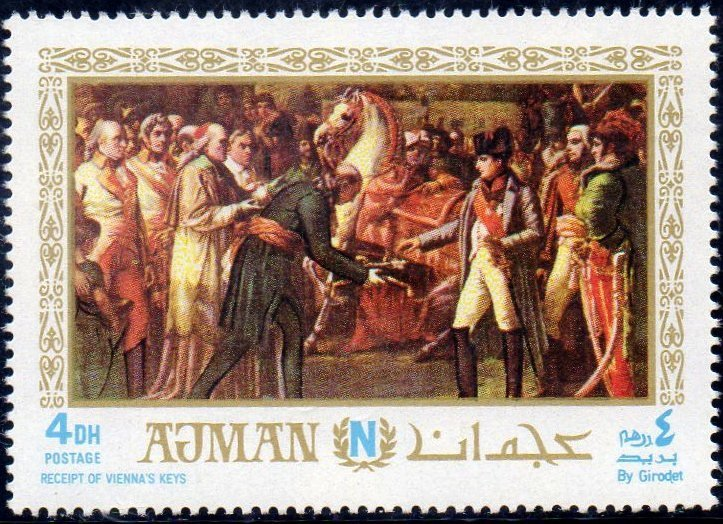
طابع مخرم متعدد الألوان بقيمة أربعة دراهم للوحة تُصوّر تسليم مفاتيح فيينا رسمها الرسام الفرنسي آن- لوي جيرودي دو روسي- تريوسون
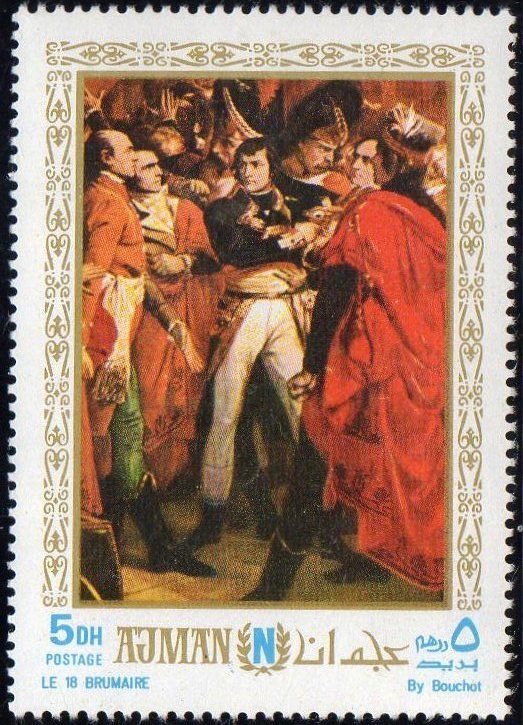
طابع مخرم متعدد الألوان بقيمة خمسة دراهم للوحة تُصوّر الثامن عشر من برومير لويس بونابرت رسمها الرسام الفرنسي فرنسوا بوجوت
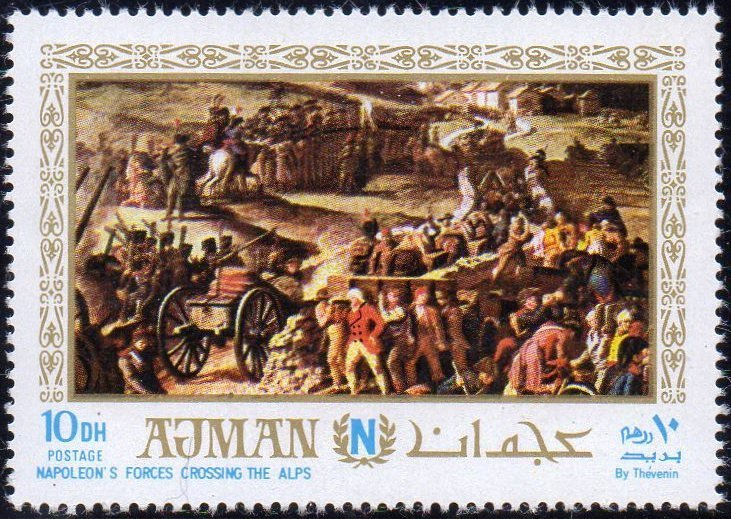
طابع مخرم متعدد الألوان بقيمة عشرة دراهم للوحة تُصوّر نابليون عابرا جبال الألب رسمها الرسام الفرنسي تشارلز تيفينين
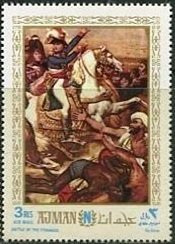
طابع مخرم متعدد الألوان بقيمة ثلاثة ريالات للوحة تُصوّر معركة إمبابة رسمها الرسام الفرنسي أنطوان قروس

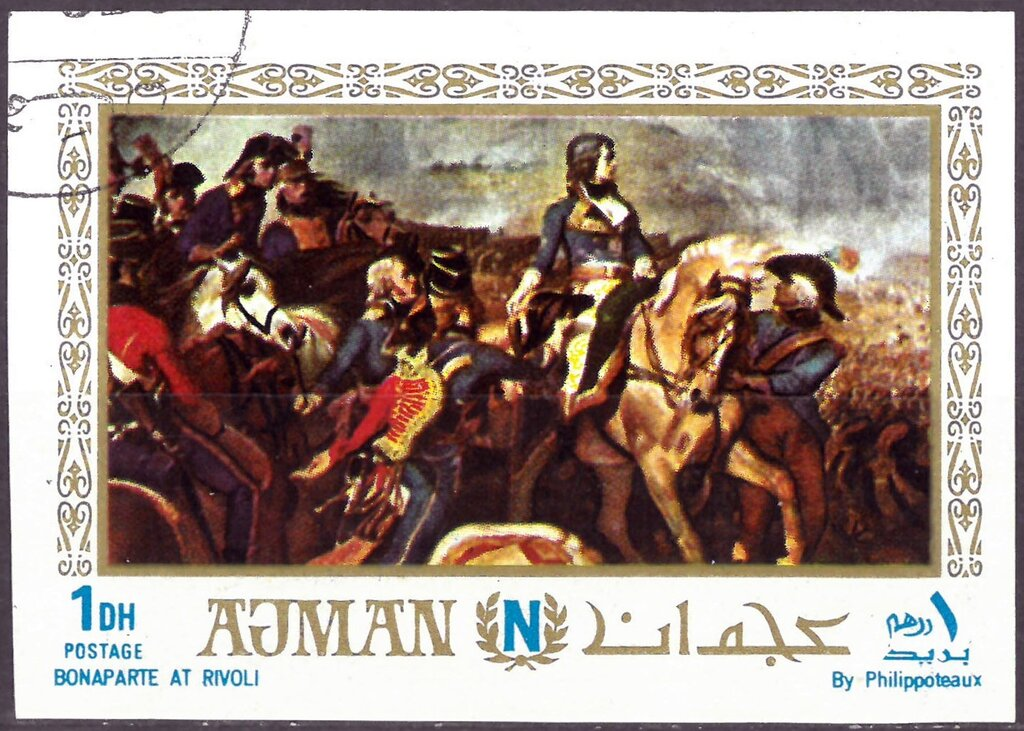
طابع متعدد الألوان بقيمة درهم واحد للوحة تُصوّر معركة ريفولي رسمها الرسام الفرنسي هنري فيليكس إيمانويل فيليبوتو

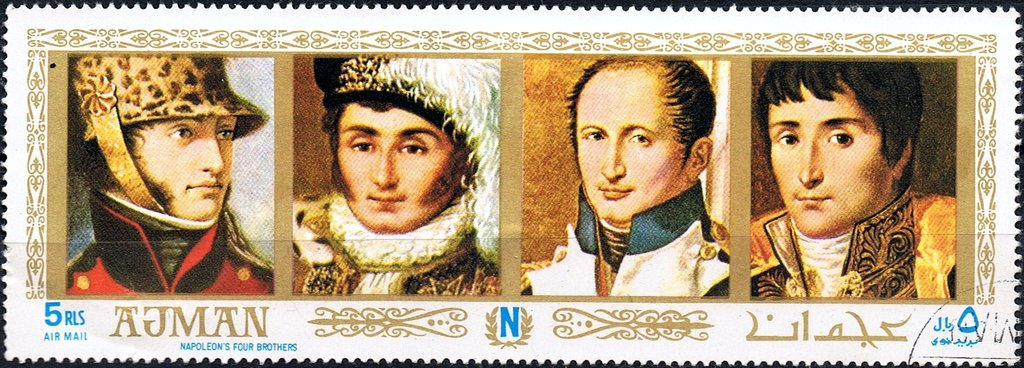
بطاقة تذكارية بقيمة خمسة ريالات قطرية تظهر فيها صور إخوة نابليون الأربعة وهم ولويس بونابرت وجوزيف بونابرت، ولوتشيانو بونابرت، وجيروم بونابرت

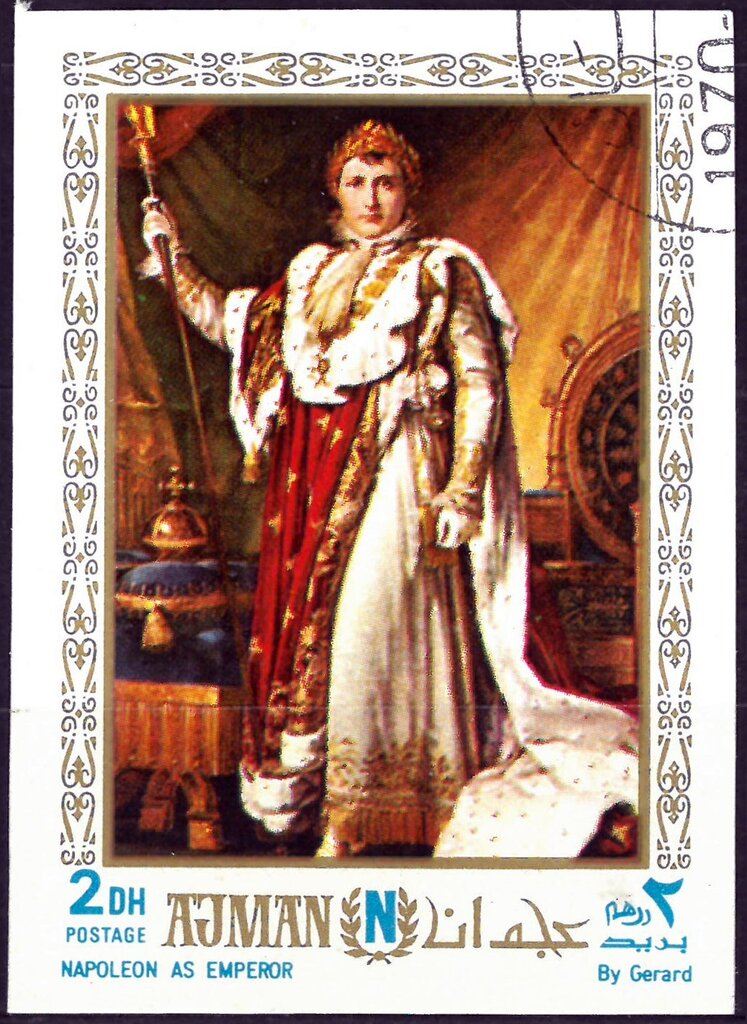
طابع متعدد الألوان بقيمة درهمين للوحة تُصوّر نابليون بونابرت متوجا إمبراطورا رسمها الرسام الفرنسي فرانسوا جيرار
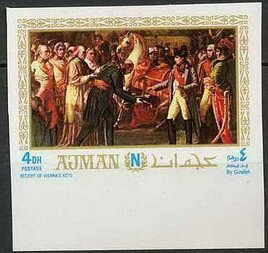
طابع متعدد الألوان بقيمة أربعة دراهم للوحة تُصوّر تسليم مفاتيح فيينا رسمها الرسام الفرنسي آن- لوي جيرودي دو روسي- تريوسون
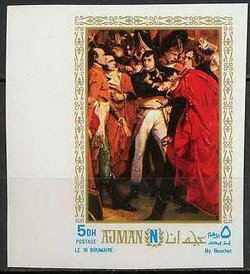
طابع متعدد الألوان بقيمة خمسة دراهم للوحة تُصوّر الثامن عشر من برومير لويس بونابرت رسمها الرسام الفرنسي فرنسوا بوجوت
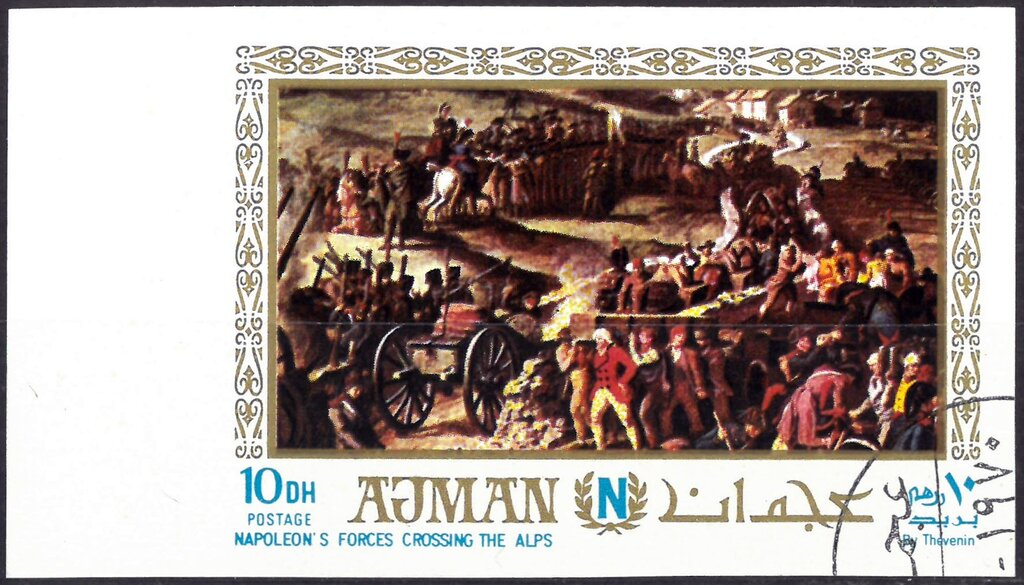
طابع متعدد الألوان بقيمة عشرة دراهم للوحة تُصوّر نابليون عابرا جبال الألب رسمها الرسام الفرنسي تشارلز تيفينين
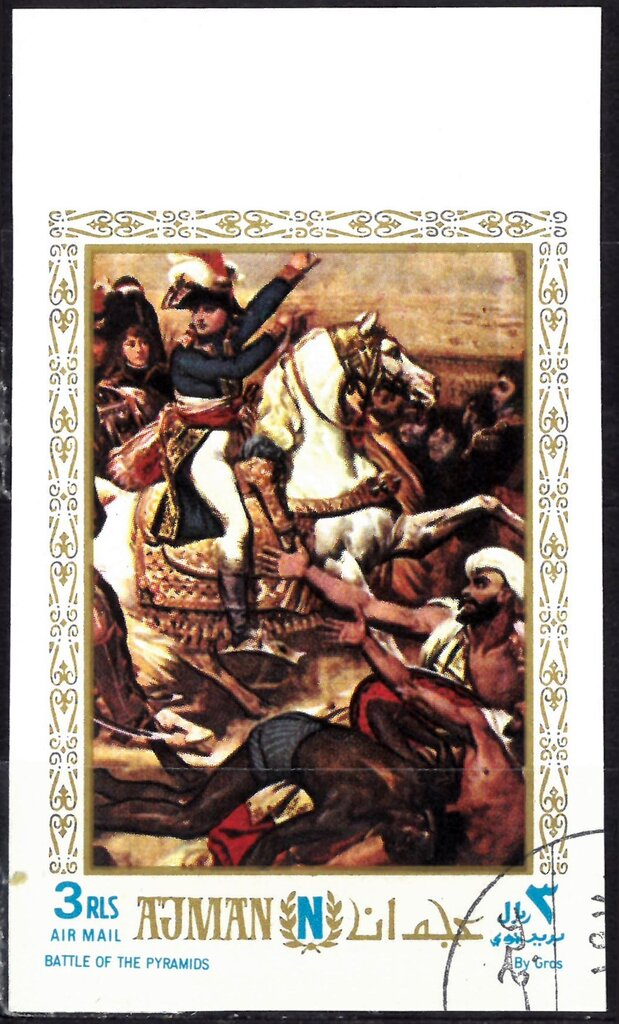
طابع متعدد الألوان بقيمة ثلاثة ريالات للوحة تُصوّر معركة إمبابة رسمها الرسام الفرنسي أنطوان قروس

## إصدارات اللوحات الفنية
أُصدرت طوابع للوحات فنية لمشاهير الرسامين العالميين وكان إصدارها في الثالث عشر من شهر يونيو عام 1970:

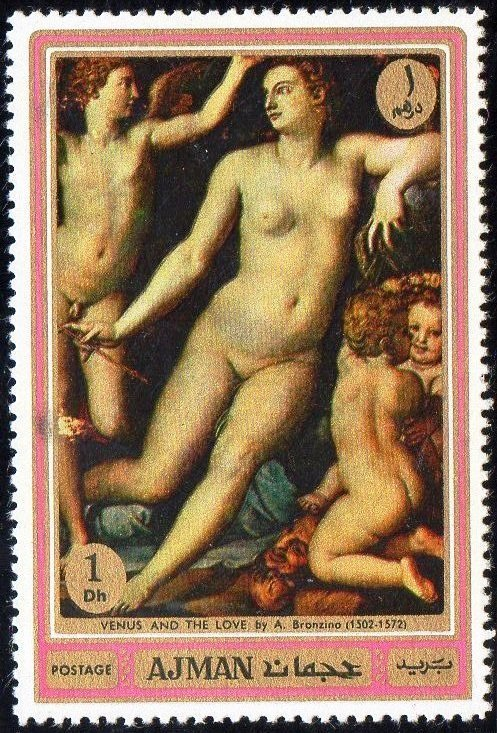
طابع مخرم متعدد الألوان بقيمة درهم قطري واحد يحتوي على لوحة للرسام الإيطالي برونزينو

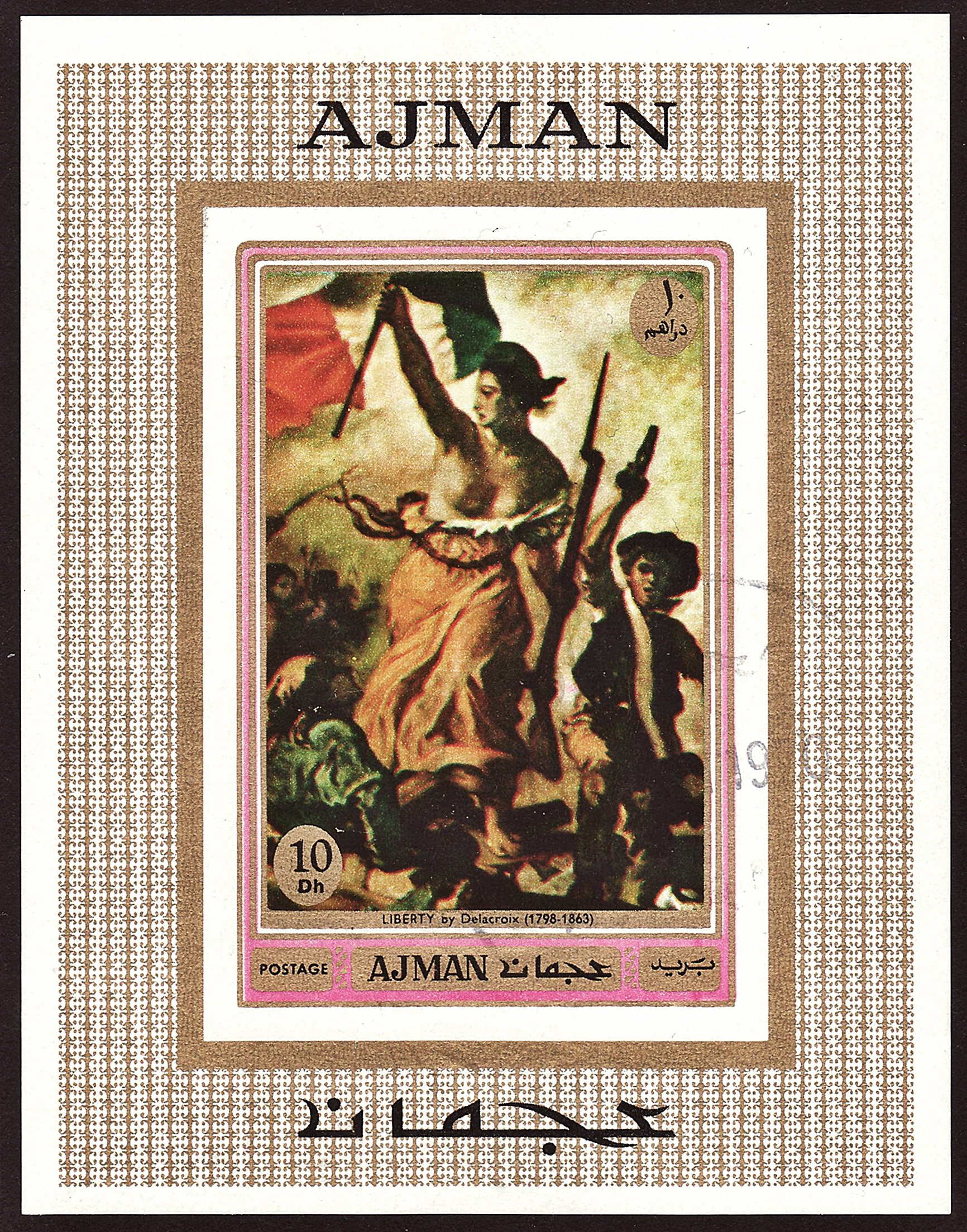
بطاقة تذكارية تحتوي على صورة للوحة الحرية تقود الشعب

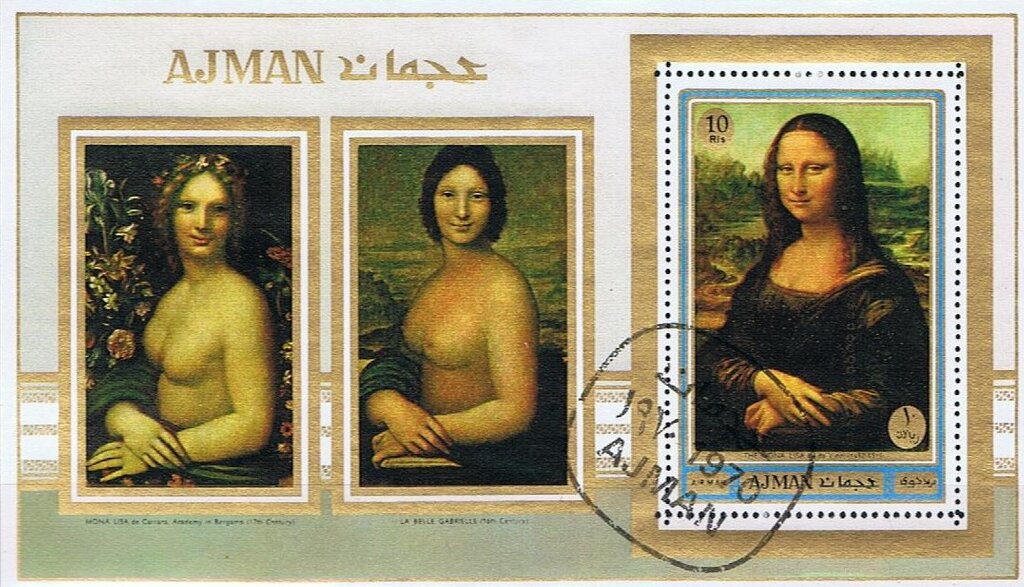
بطاقة تذكارية بقيمة عشرة ريالات قطرية تحتوي على عدة لوحات

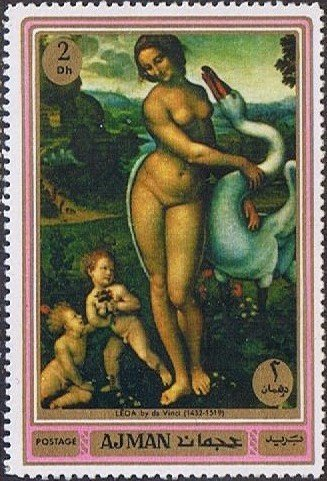
طابع مخرم متعدد الألوان بقيمة درهمين يحتوي على لوحة للرسام ليوناردو دا فينشي
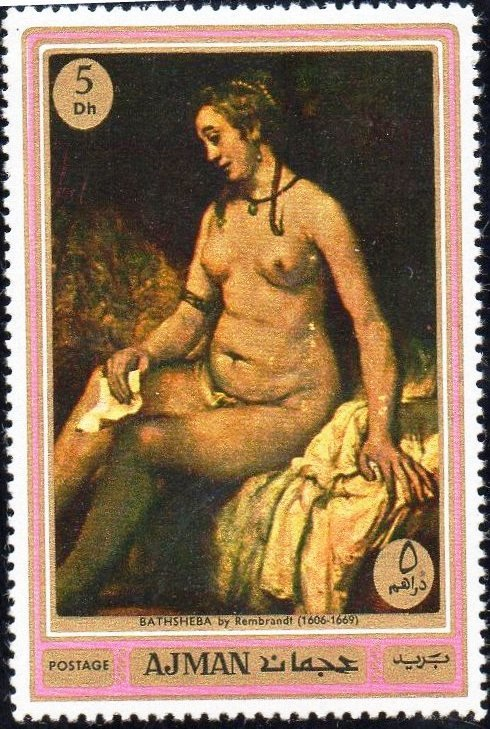
طابع مخرم متعدد الألوان بقيمة خمسة دراهم يحتوي على لوحة للرسام الهولندي رامبرانت
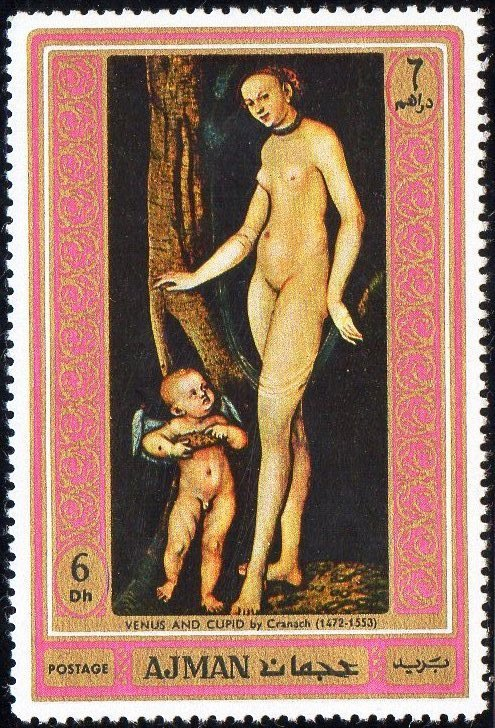
طابع مخرم متعدد الألوان بقيمة ستة دراهم يحتوي على لوحة للرسام الألماني لوكاس كراناخ
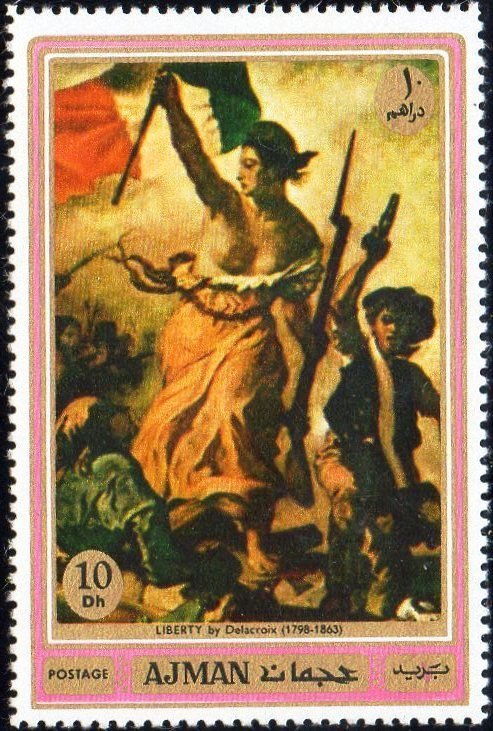
طابع مخرم متعدد الألوان بقيمة عشرة دراهم يحتوي على لوحة الحرية تقود الشعب (لوحة) للرسام الفرنسي أوجين ديلاكروا
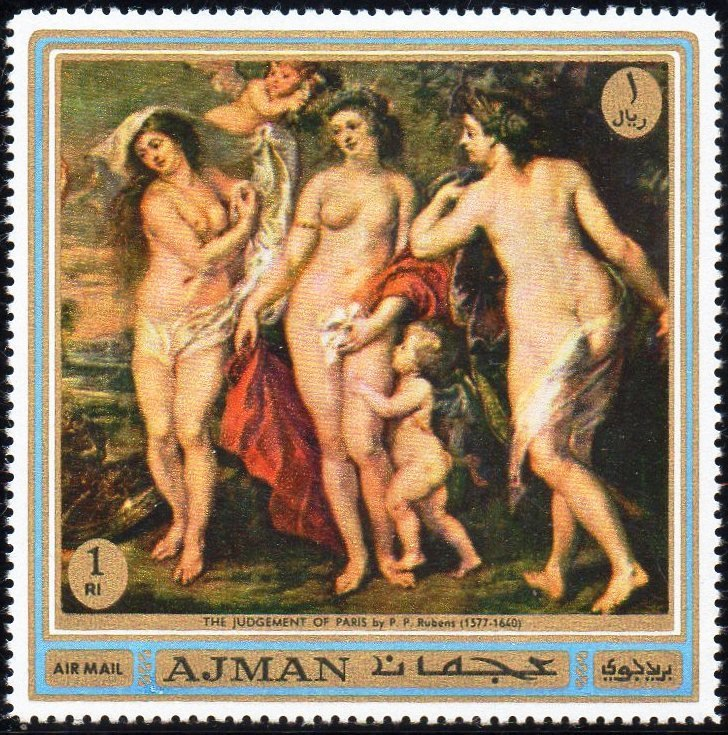
طابع مخرم متعدد الألوان بقيمة ريال قطري واحد يحتوي على لوحة للرسام بيتر بول روبنس
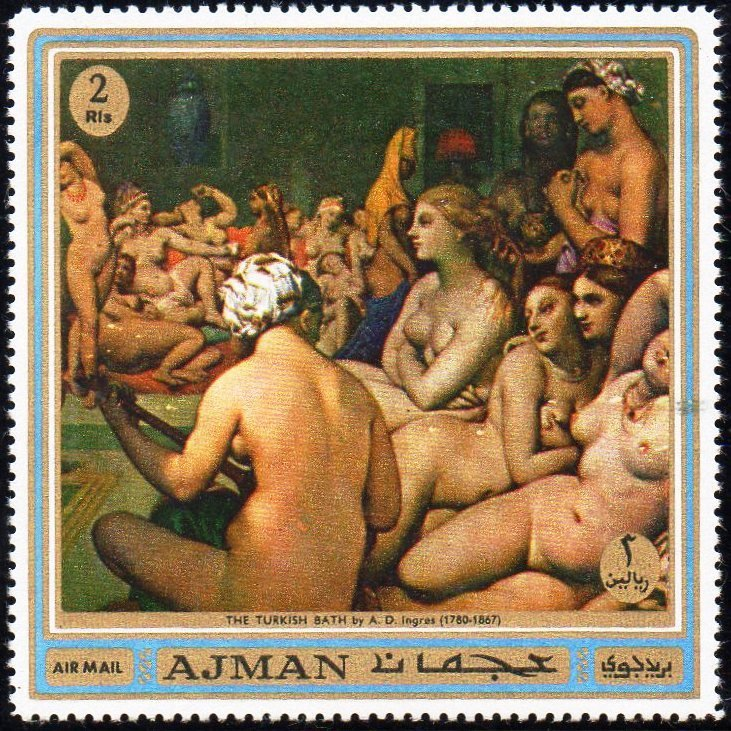
طابع مخرم متعدد الألوان بقيمة ريالين قطريين يحتوي على لوحة الحمام التركي للرسام الفرنسي جان أوغست دومينيك آنغر
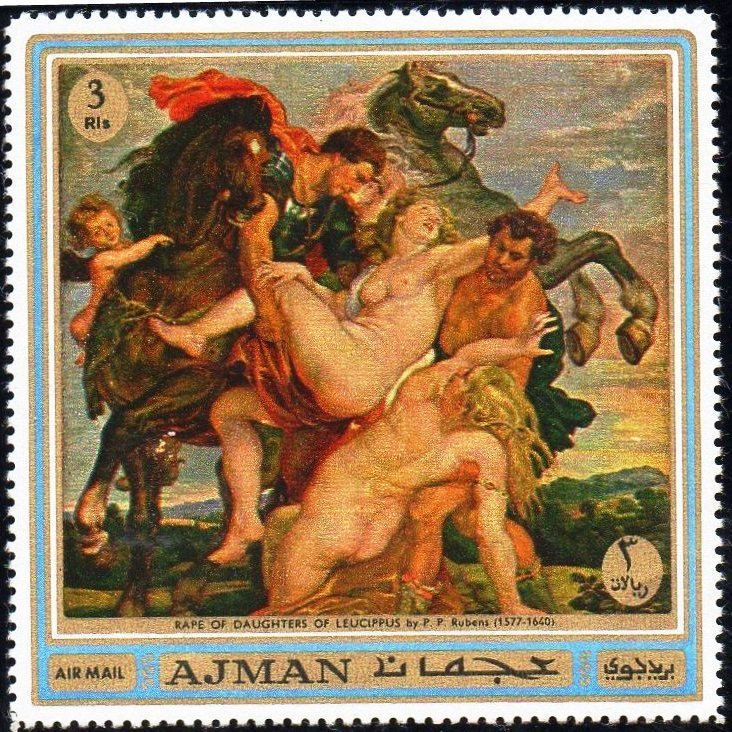
طابع مخرم متعدد الألوان بقيمة ثلاثة ريالات قطرية يحتوي على لوحة للرسام بيتر بول روبنس

## إصدارات أبولو 13
إصدارات مركبة الفضاء أمريكية أبولو 13 التي أرسلت عام 1970م بمهمة إستطلاعية وللهبوط على سطح القمر وكان على متنها روّاد الفضاء جيم لوفل وفريد هايس وجاك سويغيرت وقد أُصدرت في شهر يوليو عام 1970.

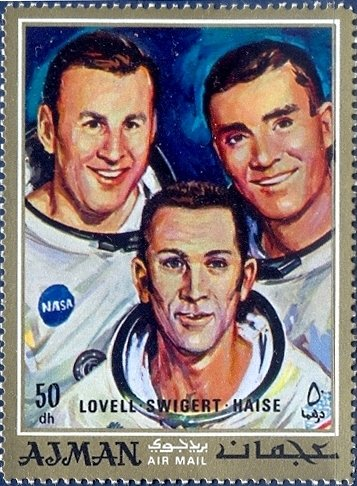
طابع مخرم متعدد الألوان بقيمة خمسين درهما يحتوي على صورة للرواد الثلاثة

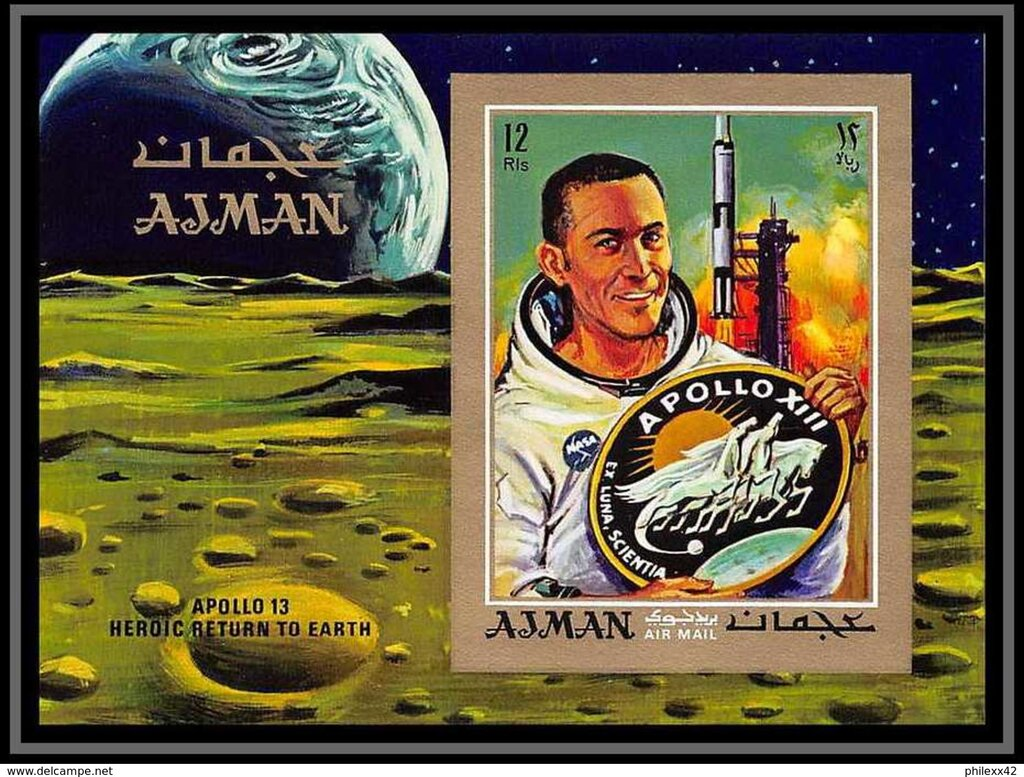
بطاقة تذكارية بقيمة اثني عشر ريالا تحتوي على صورة رائد الفضاء جاك سويغيرت

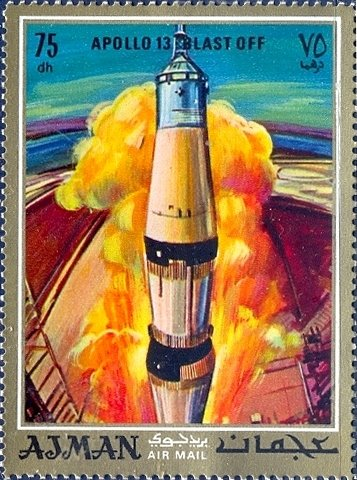
طابع مخرم متعدد الألوان بقيمة خمسة وسبعين درهما يحتوي على صورة للحظة إطلاق المركبة الفضائية
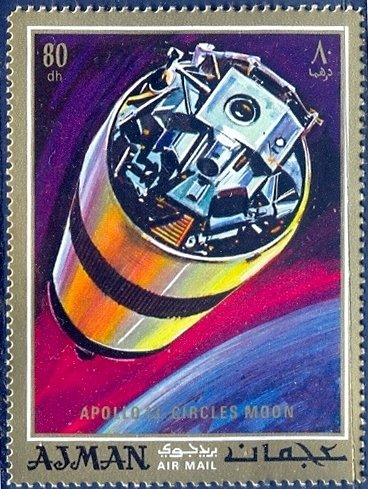
طابع متعدد الألوان بقيمة ثمانين درهما
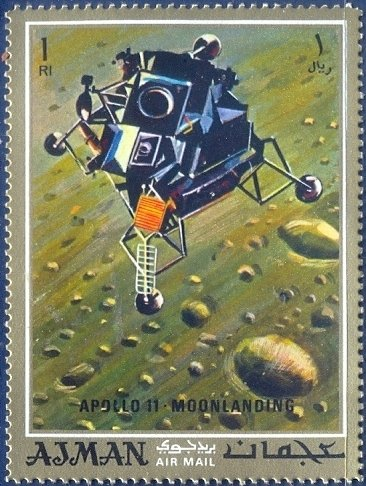
طابع مخرم متعدد الألوان بقيمة ريال واحد يحتوي على صورة المركبة وهي تقترب من القمر
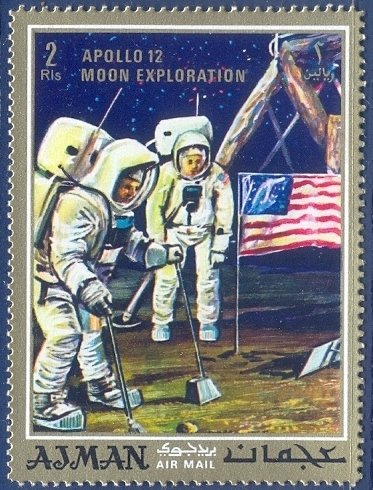
طابع مخرم متعدد الألوان بقيمة ريالين يحتوي على صورة الرواد الثلاثة وعلم الولايات المتحدة على سطح القمر
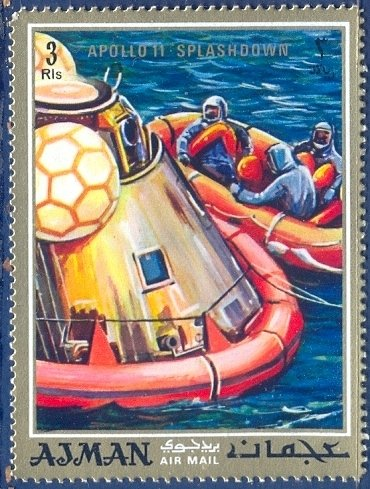
طابع مخرم متعدد الألوان بقيمة ثلاثة ريالات يحتوي على صورة التقاط الكبسولة في المحيط الهادي

## إصدارات أكسبو 1970
الإصدار الثاني من إصدارات معرض إكسبو 70 العالمي في أوساكا في اليابان وقد أُصدرت في شهر يوليو عام 1970.

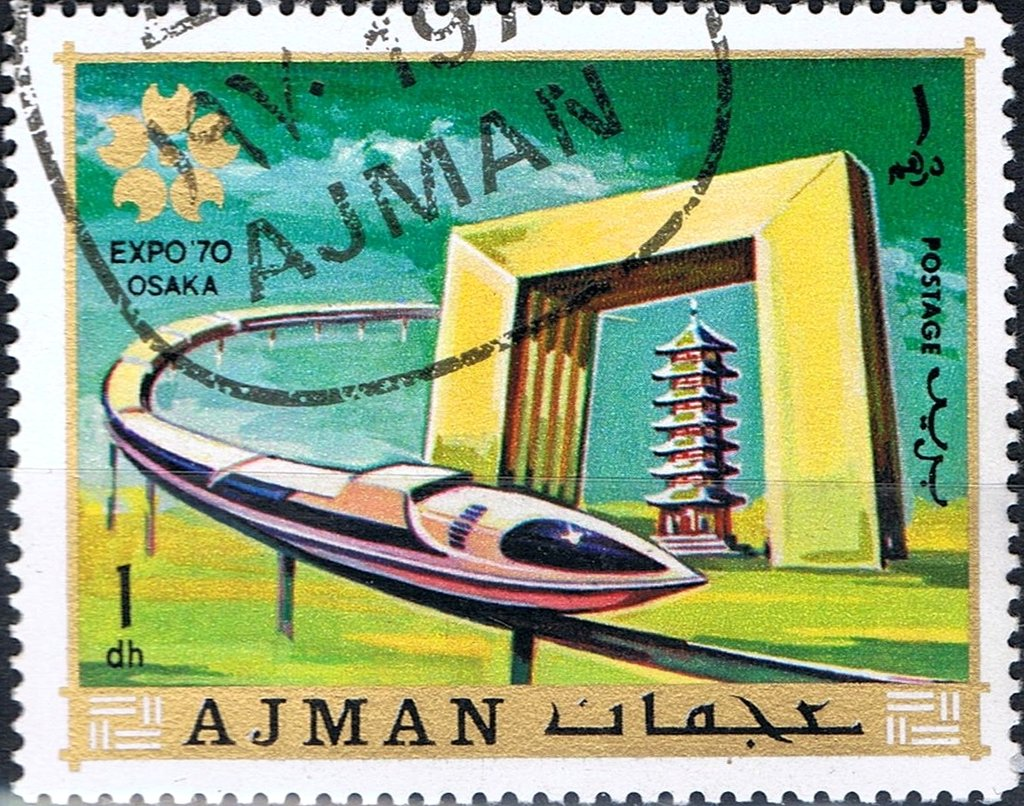
طابع مخرم متعدد الألوان بقيمة درهم واحد

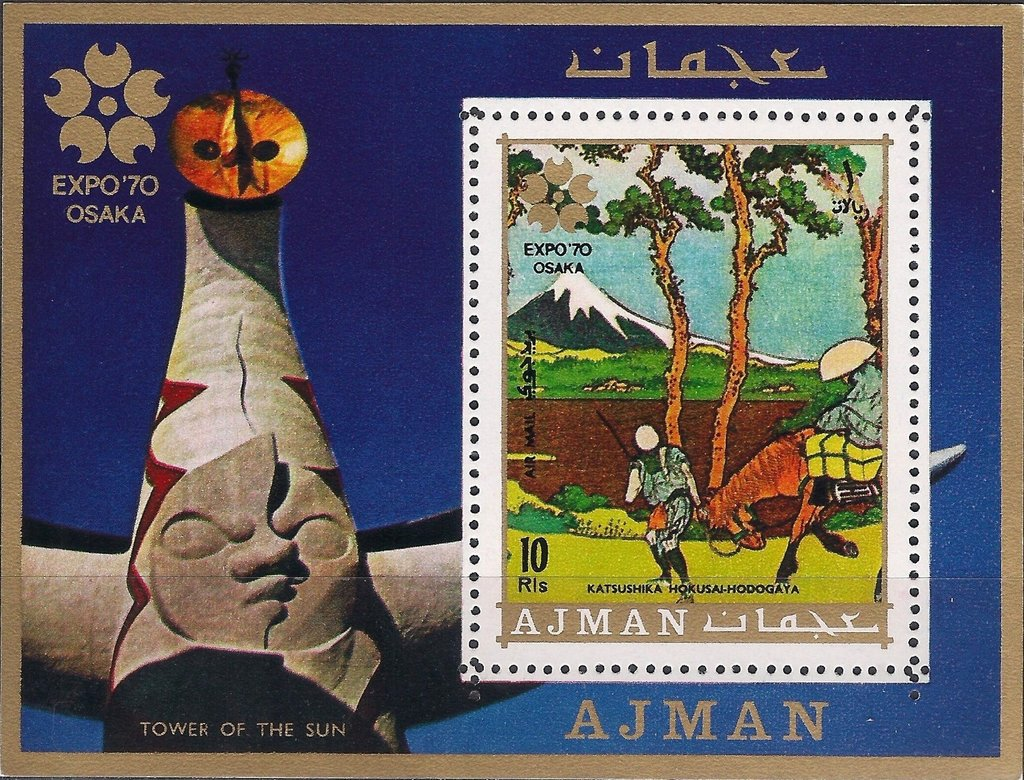
بطاقة تذكارية مخرمة متعددة الألوان بقيمة عشرة ريالات

بطاقة تذكارية متعددة الألوان بقيمة بقيمة عشرة ريالات

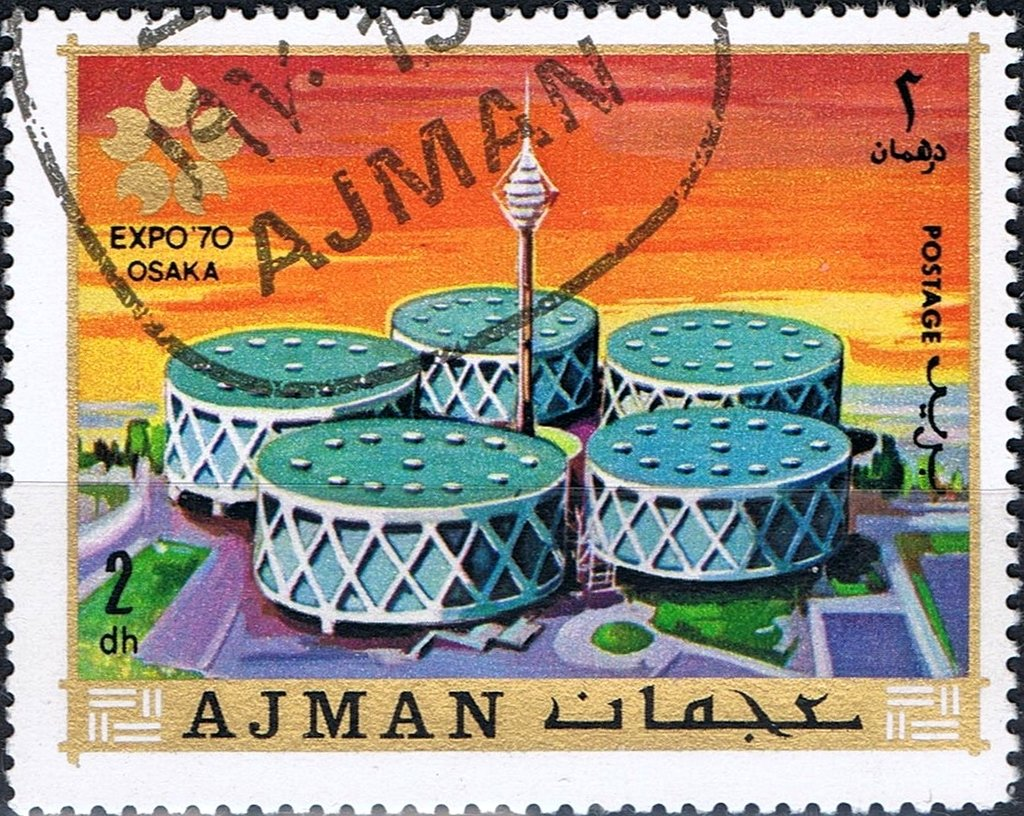
طابع مخرم متعدد الألوان بقيمة درهمين
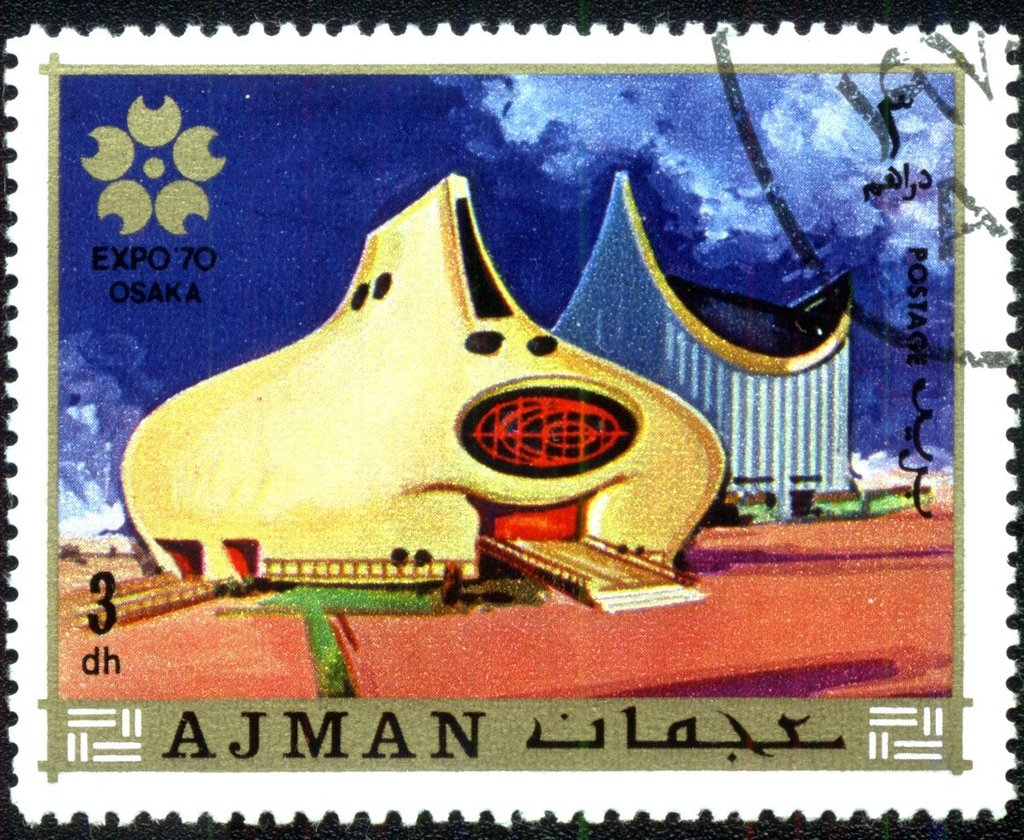
طابع مخرم متعدد الألوان بقيمة ثلاثة دراهم
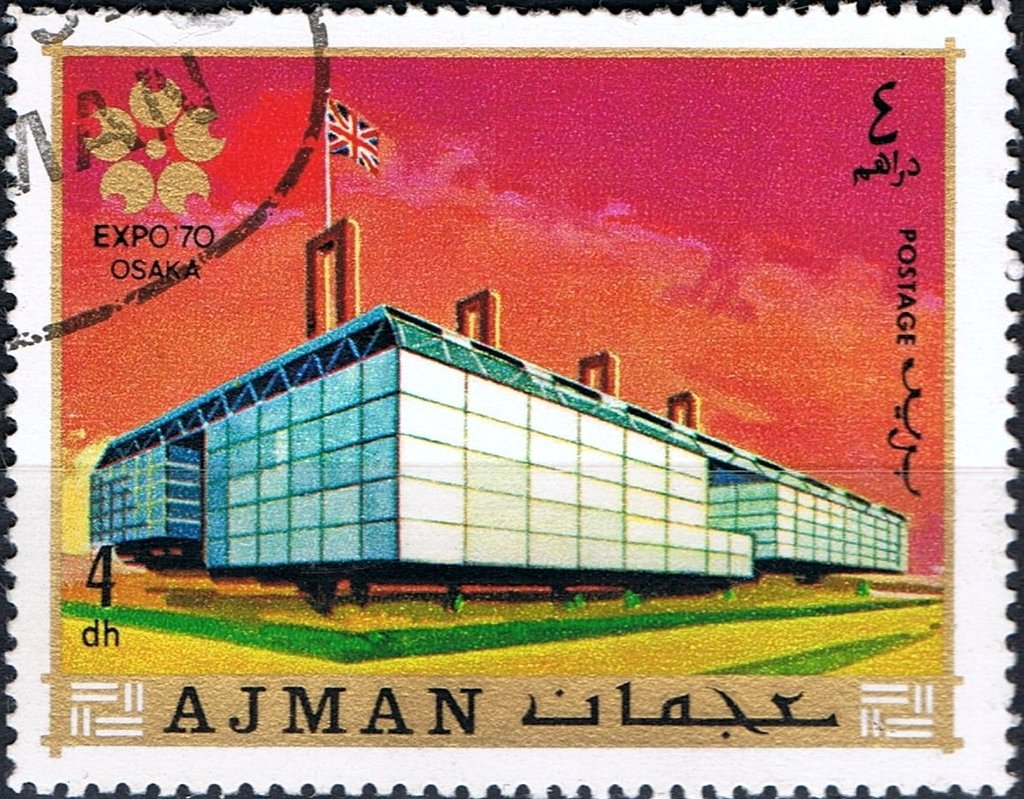
طابع مخرم متعدد الألوان بقيمة أربعة دراهم
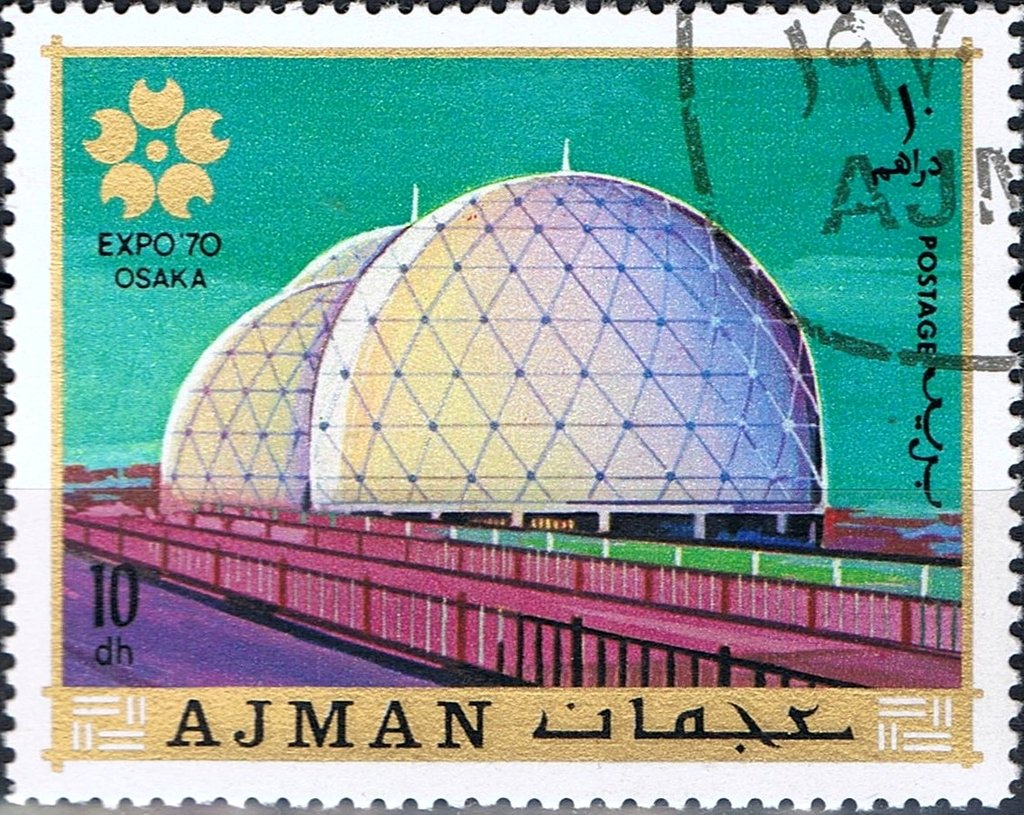
طابع مخرم متعدد الألوان بقيمة عشرة دراهم
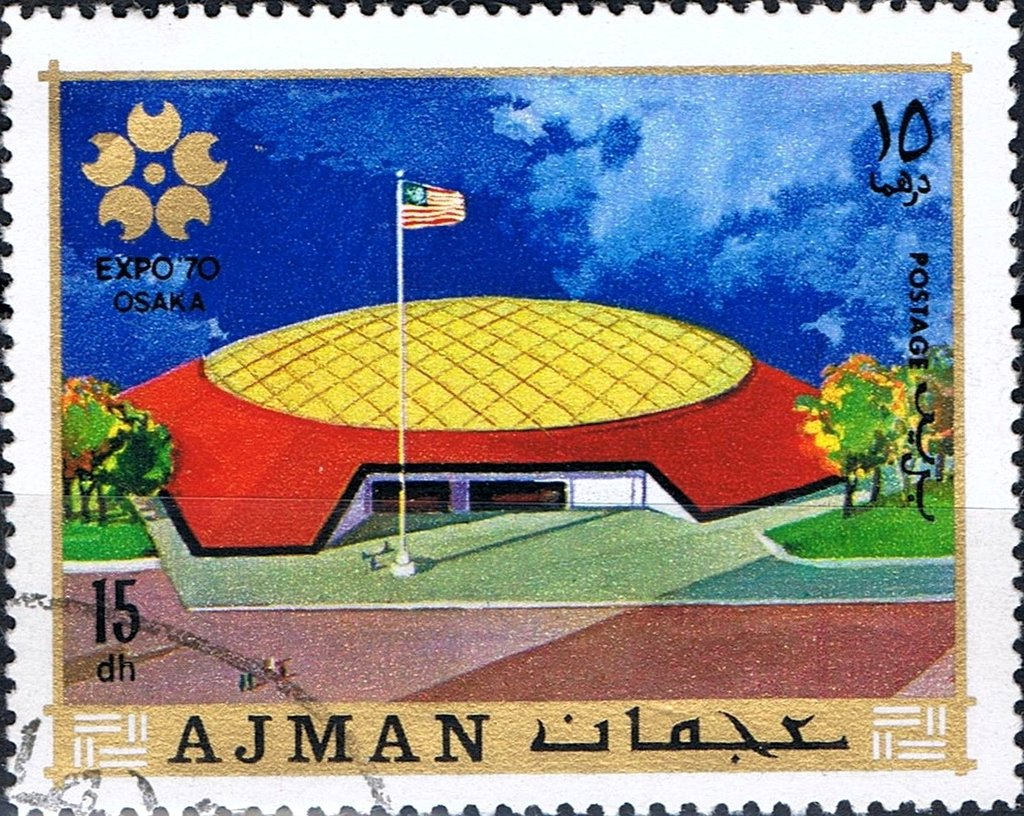
طابع مخرم متعدد الألوان بقيمة خمسة عشر درهما
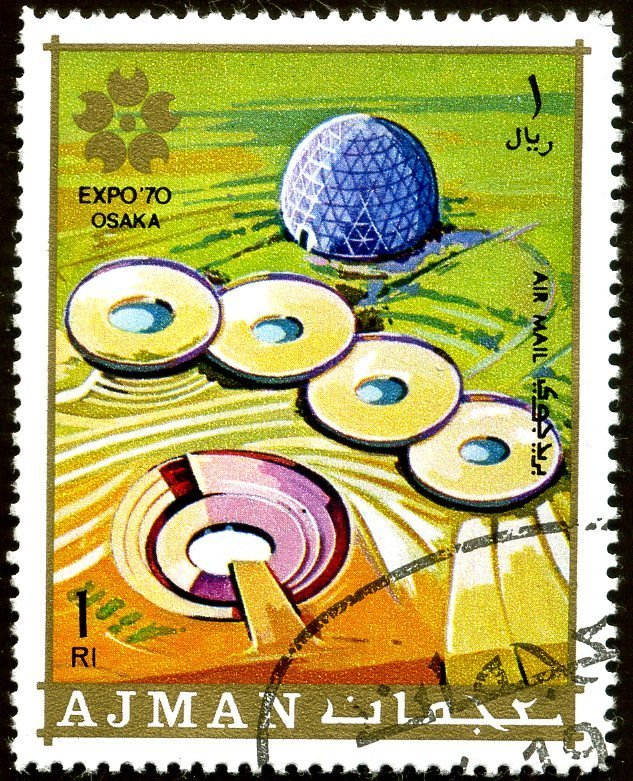
طابع مخرم متعدد الألوان بقيمة ريال واحد
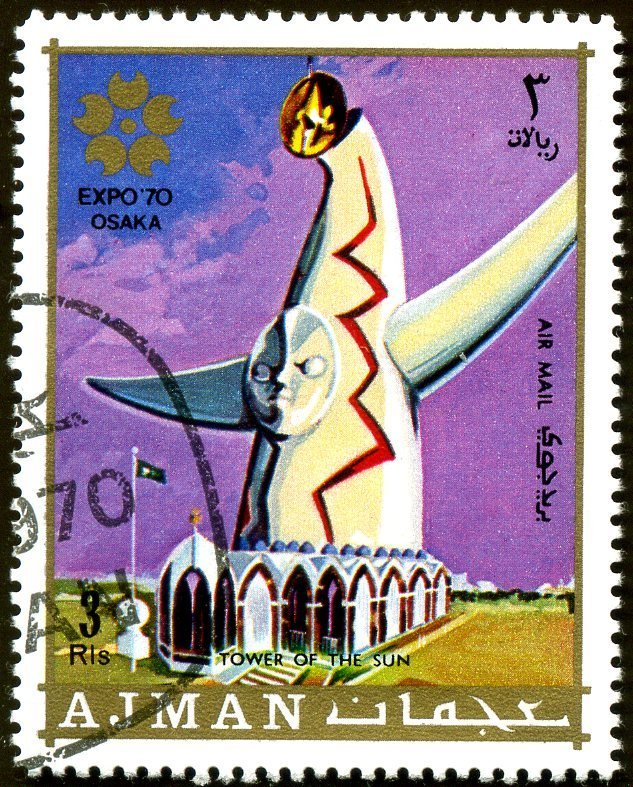
طابع مخرم متعدد الألوان بقيمة ثلاثة ريالات
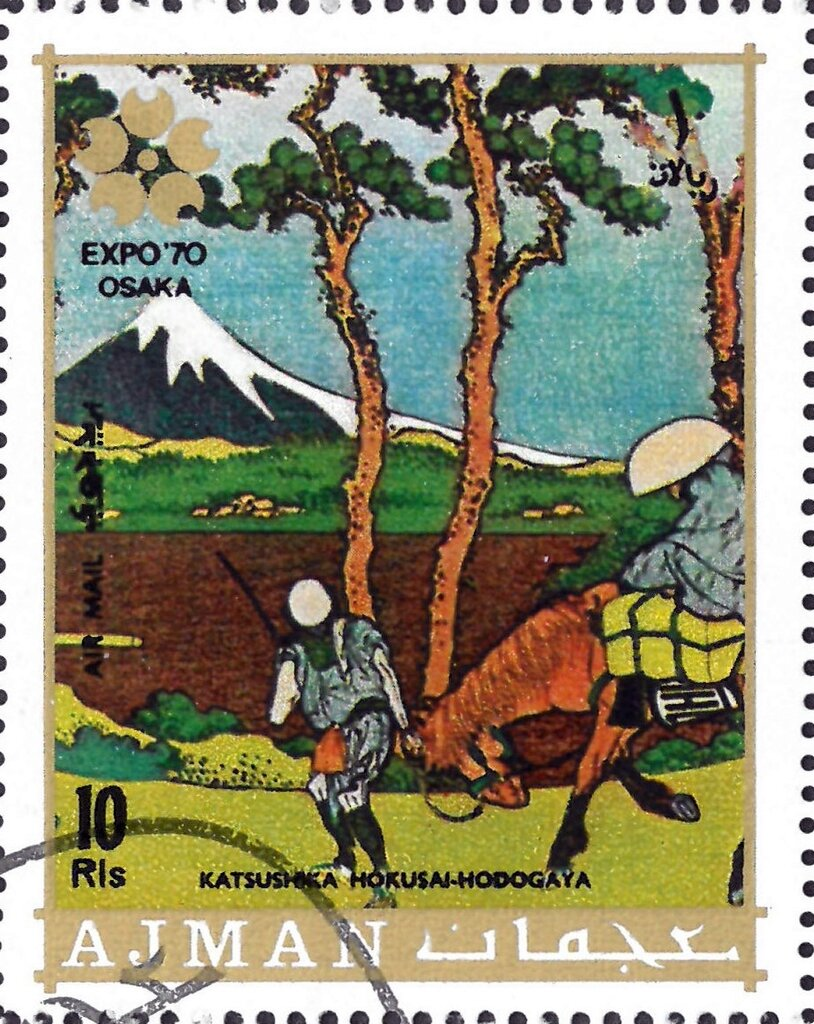
طابع مخرم متعدد الألوان بقيمة عشرة ريالات

## إصدارات فوز البرازيل بكأس العالم لكرة القدم في المكسيك
ظهرت إصدارات البطولة التاسعة لكأس العالم لكرة القدم التي جرت أحداثها في المكسيك، وقد احتوت على صور لمشاهير اللاعبين المشاركين في البطولة وكان إصدارها في شهر يوليو عام 1970:

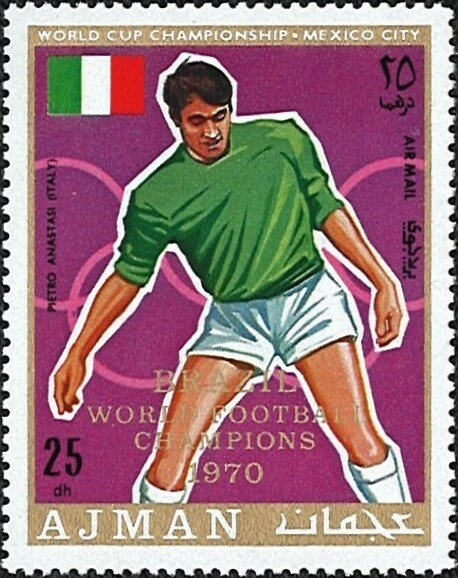
طابع مخرم متعدد الألوان بقيمة خمسة وعشرين درهما قطريا يحتوي على صورة اللاعب الإيطالي بييترو أناستازي
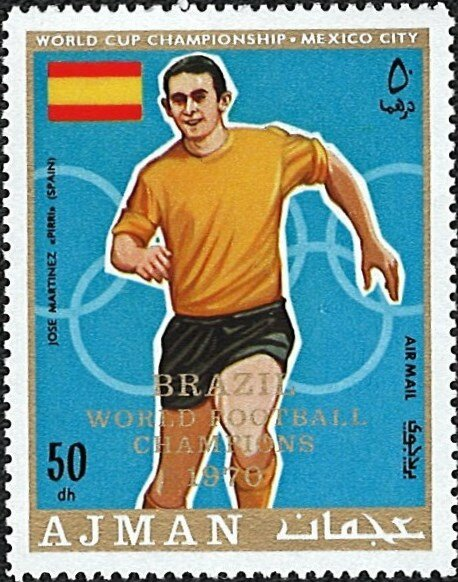
طابع مخرم متعدد الألوان بقيمة خمسين درهما قطريا يحتوي على صورة اللاعب الإسباني بيري
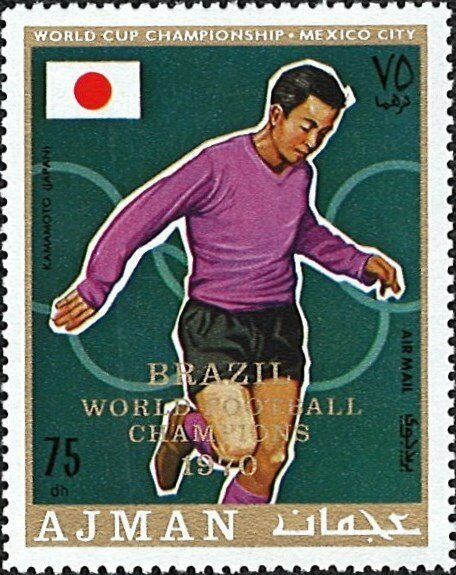
طابع مخرم متعدد الألوان بقيمة خمسة وسبعين درهما قطريا يحتوي على صورة اللاعب الياباني كونيشيجي كاماموتو
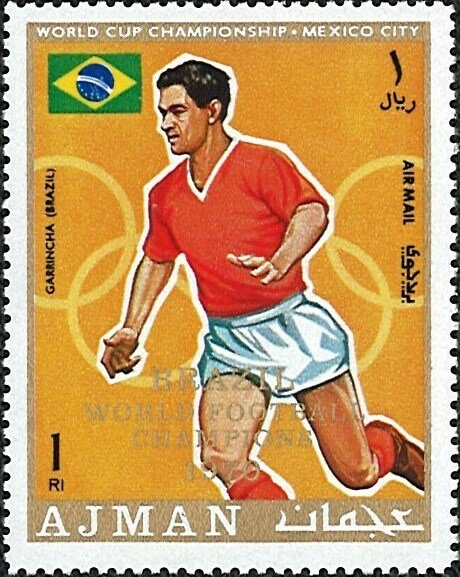
طابع مخرم متعدد الألوان بقيمة ريال قطري واحد يحتوي على صورة اللاعب الياباني غارينشيا
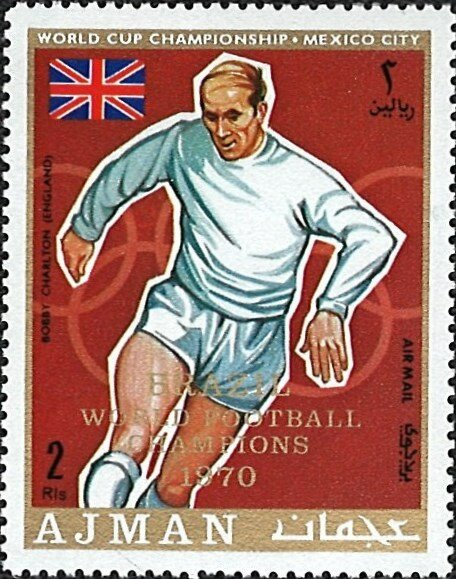
طابع مخرم متعدد الألوان بقيمة ريالين قطريين يحتوي على صورة اللاعب الإنجليزي بوبي تشارلتون
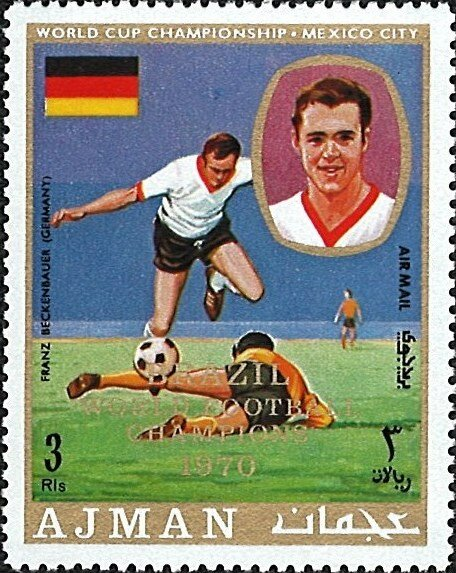
طابع مخرم متعدد الألوان بقيمة ثلاثة ريالات قطرية يحتوي على صورة اللاعب الألماني فرانز بكنباور

## إصدارات مشروعي أبولو وجمناي
أُصدرت طوابع بريدية عن مشروعي أبولو وجمناي وكان إصدارها في شهر يوليو عام 1970:

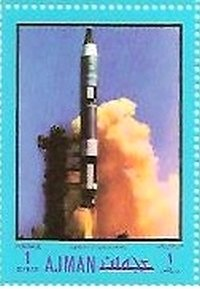
طابع مخرم بقيمة درهم قطري واحد
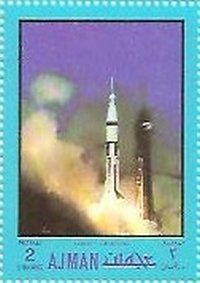
طابع مخرم بقيمة درهمين
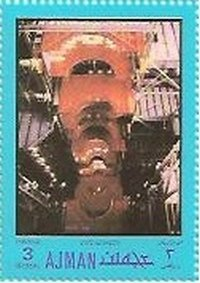
طابع مخرم بقيمة ثلاثة دراهم
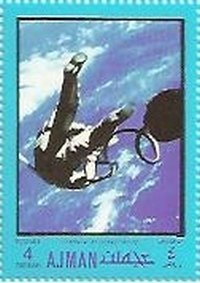
طابع مخرم بقيمة أربعة دراهم
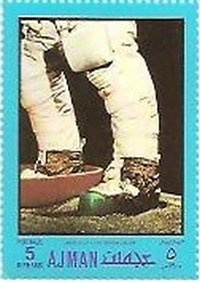
طابع مخرم بقيمة خمسة دراهم
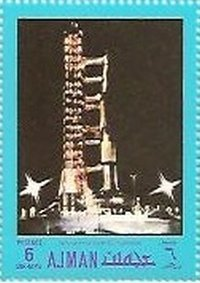
طابع مخرم بقيمة ستة دراهم
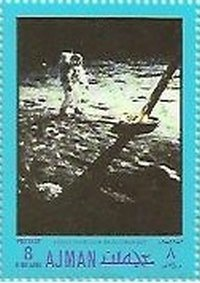
طابع مخرم بقيمة ثمانية دراهم
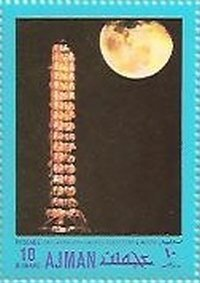
طابع مخرم بقيمة عشرة دراهم
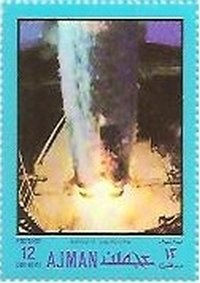
طابع مخرم بقيمة اثني عشر درهما
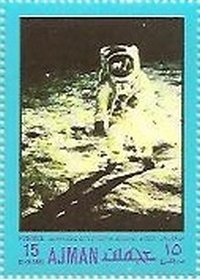
طابع مخرم بقيمة خمسة عشر درهما
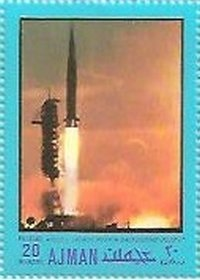
طابع مخرم بقيمة عشرين درهما
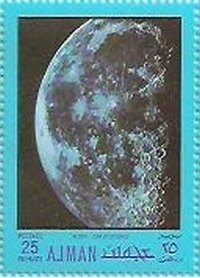
طابع مخرم بقيمة خمسة وعشرين درهما
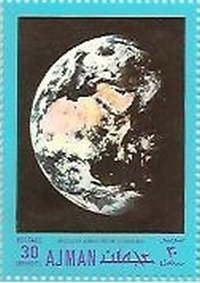
طابع مخرم بقيمة ثلاثين درهما
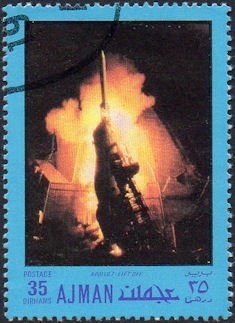
طابع مخرم بقيمة خمسة وثلاثين درهما
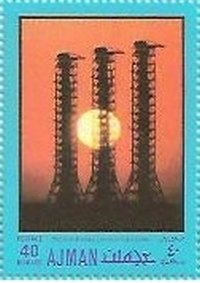
طابع مخرم بقيمة أربعين درهما
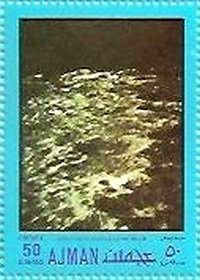
طابع مخرم بقيمة خمسين درهما
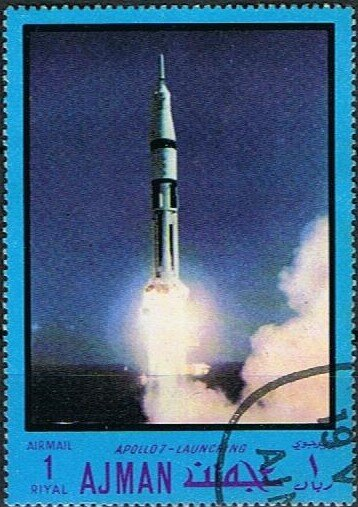
طابع مخرم بقيمة ريال قطري واحد
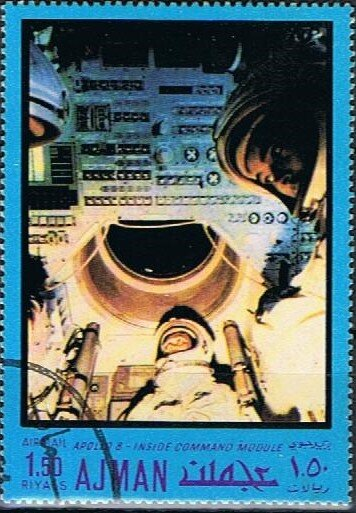
طابع مخرم بقيمة ريال ونصف الريال
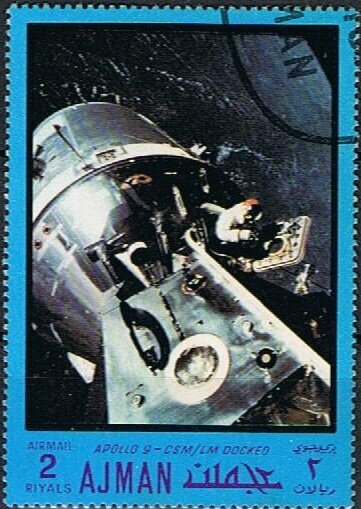
طابع مخرم بقيمة ريالين
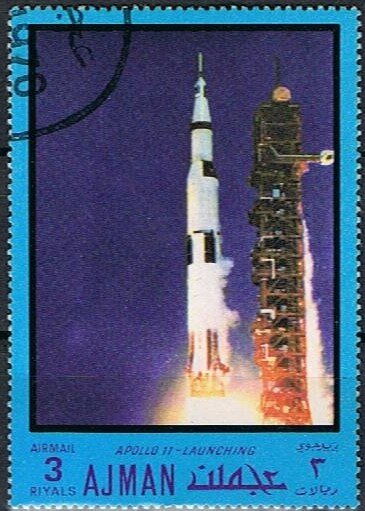
طابع مخرم بقيمة ثلاثة ريالات

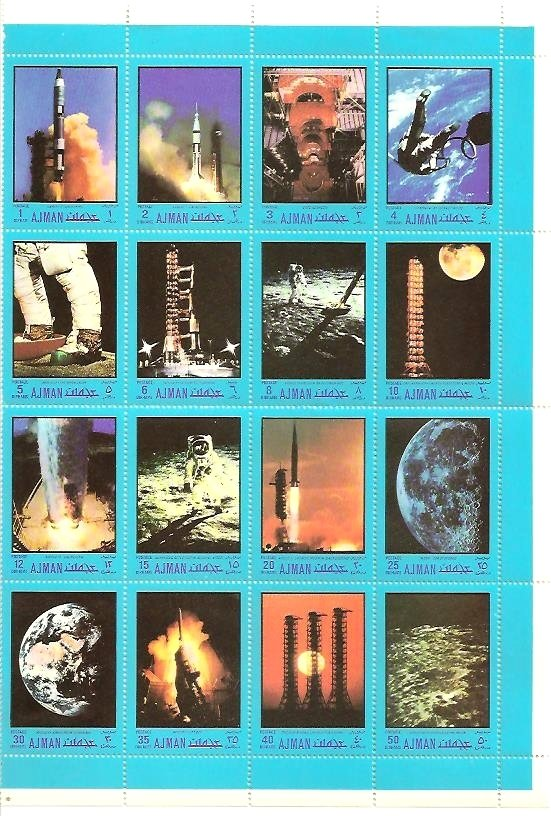
صحيفة طوابع كاملة بقيمة مئتين وستة وستين درهما

## إصدارات السيارات القديمة
أُصدرت طوابع بريدية عن السيارات القديمة وكان إصدارها في الخامس عشر من شهر سبتمبر عام 1970:

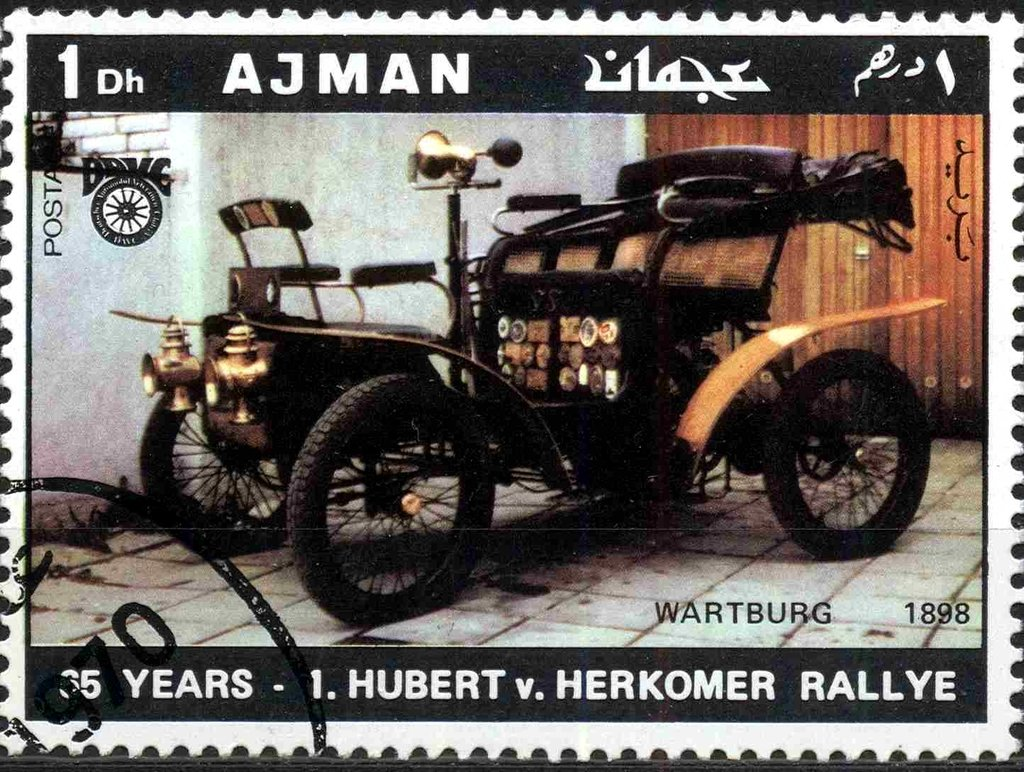
طابع مخرم بقيمة درهم قطري واحد يحتوي على صورة لسيارة فارتبورغ موديل 1898
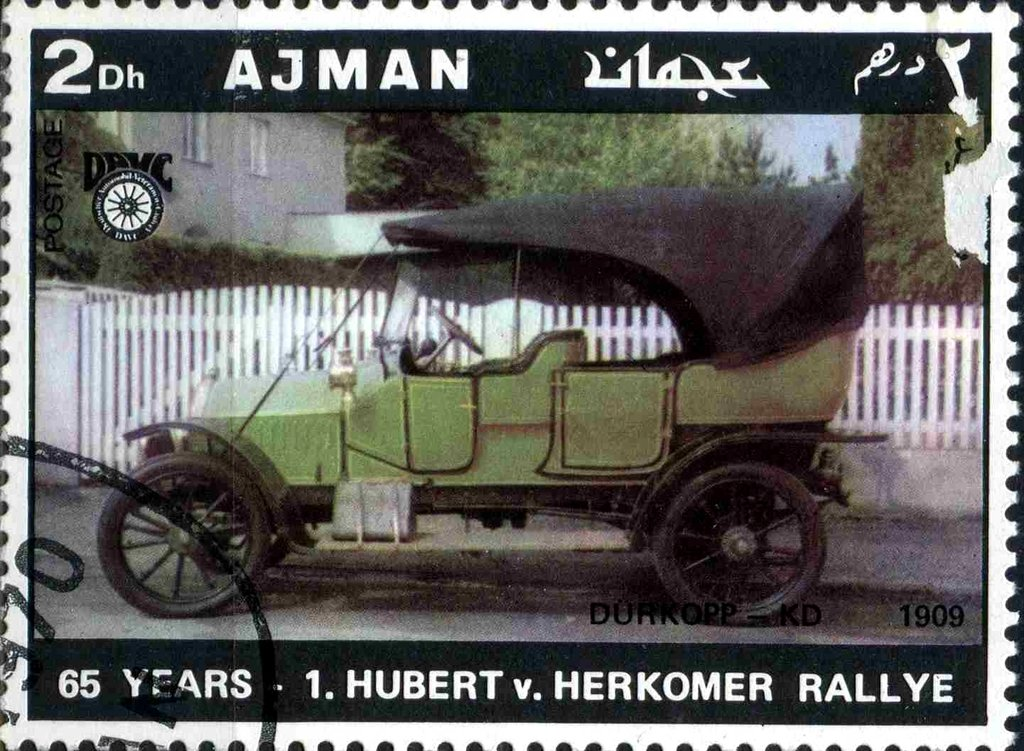
طابع مخرم بقيمة درهمين يحتوي على صورة لسيارة دوركوب موديل 1909
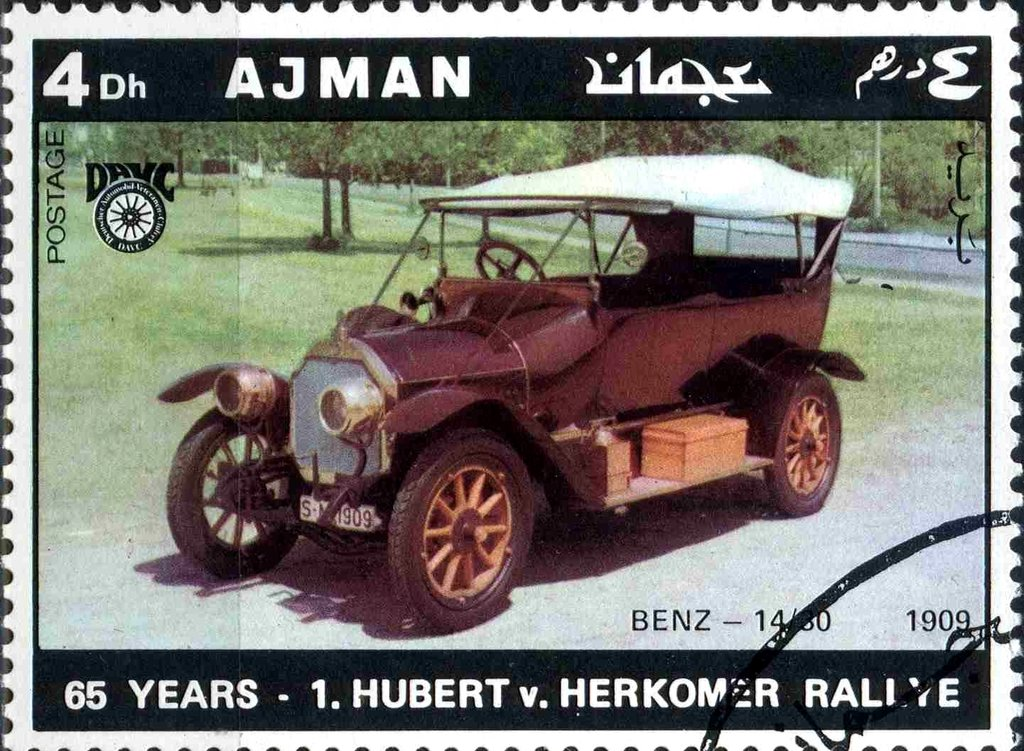
طابع مخرم بقيمة أربعة دراهم يحتوي على صورة لسيارة مرسيدس بنز موديل 1909
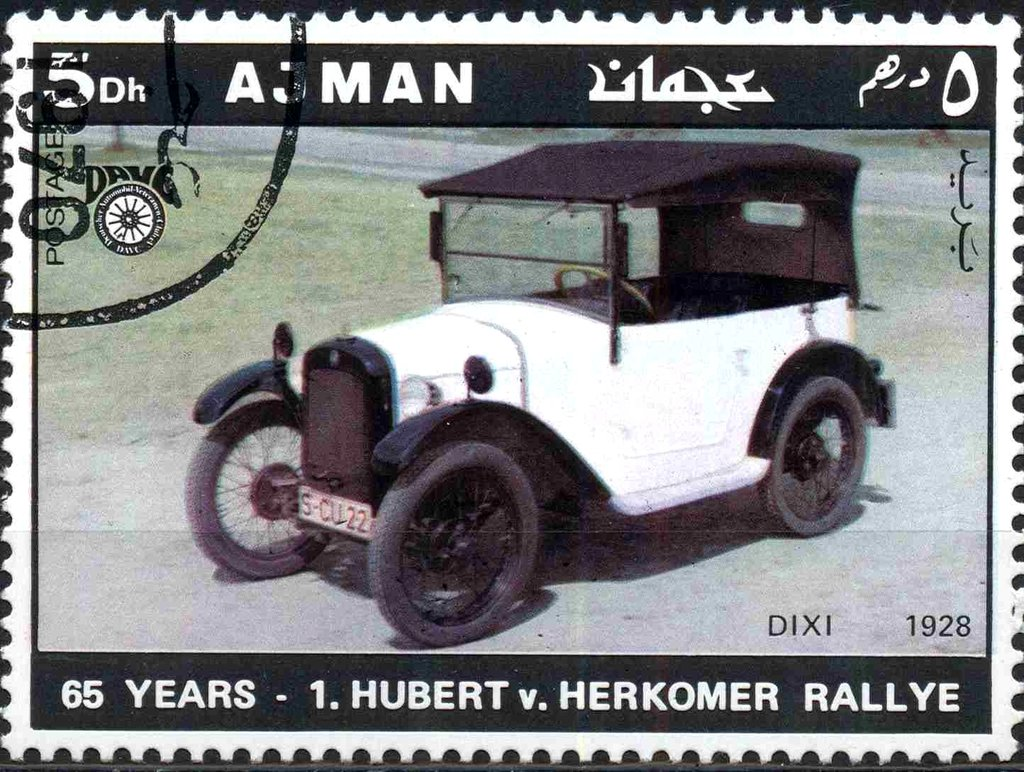
طابع مخرم بقيمة خمسة دراهم يحتوي على صورة لسيارة بي أم دبليو ديكسي موديل 1928
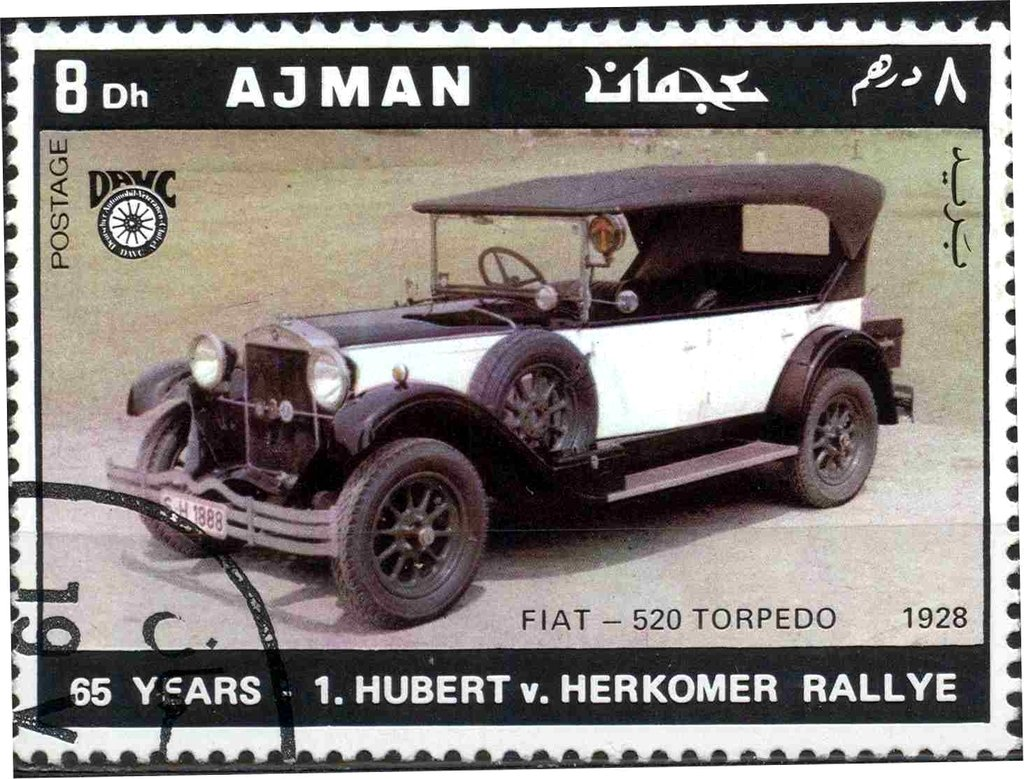
طابع مخرم بقيمة ثمانية دراهم يحتوي على صورة لسيارة فيات موديل 1928
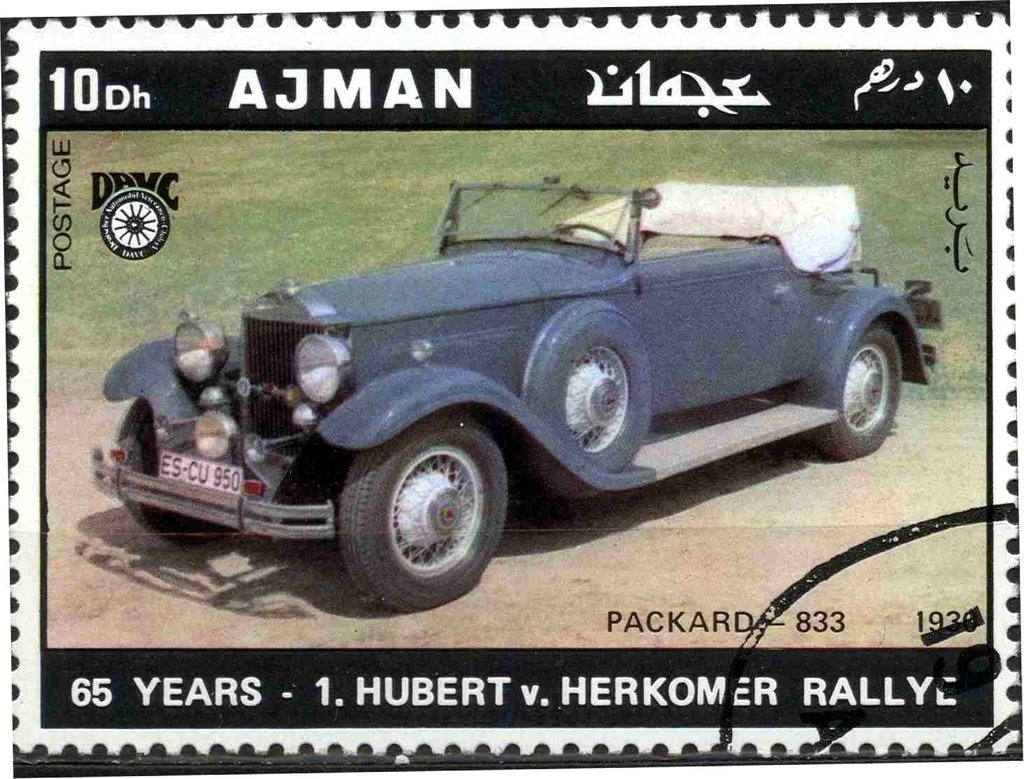
طابع مخرم بقيمة عشرة دراهم يحتوي على صورة لسيارة باكارد موديل 1930
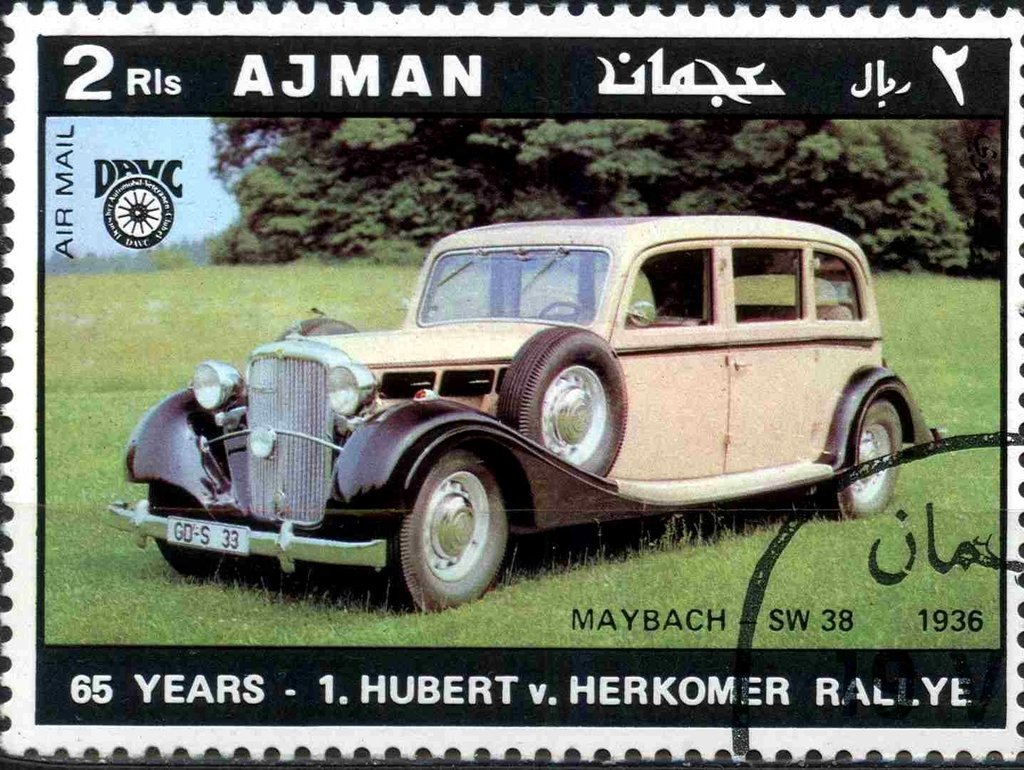
طابع مخرم بقيمة ريالين قطريين يحتوي على صورة لسيارة مايباخ موديل 1936
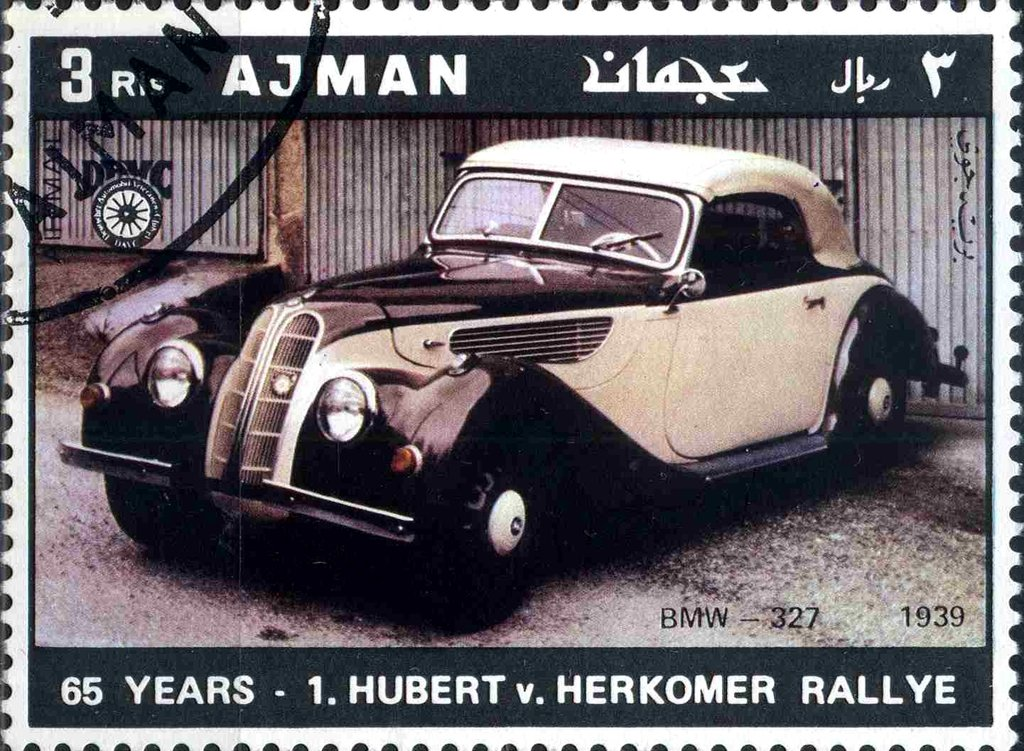
طابع مخرم بقيمة ثلاثة ريالات يحتوي على صورة لسيارة بي أم دبليو موديل 1939

## إصدارات دوايت أيزنهاور
ظهرت الإصدارات الخاصة بالرئيس الأمريكي الرابع والثلاثين دوايت ديفيد أيزنهاور في الثلاثين من سبتمبر عام 1970:

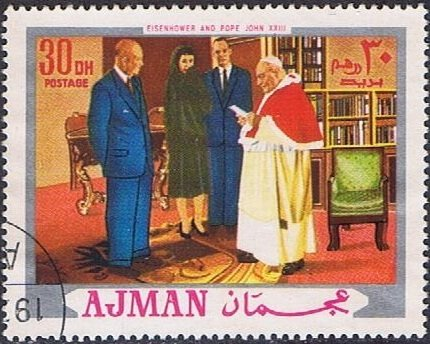
طابع مخرم بقيمة ثلاثين درهما يحتوي على صورة الرئيس دوايت ديفيد أيزنهاور مع البابا يوحنا الثالث والعشرون
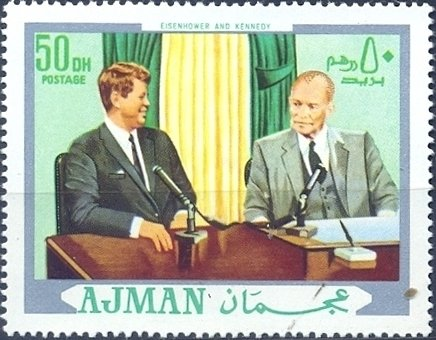
طابع مخرم بقيمة خمسين درهما يحتوي على صورة الرئيس دوايت ديفيد أيزنهاور مع الرئيس الخامس والثلاثين للولايات المتحدة جون كينيدي
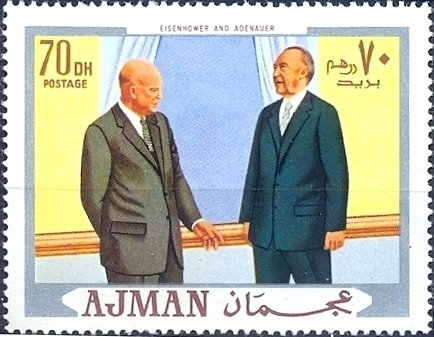
طابع مخرم بقيمة سبعين درهما يحتوي على صورة الرئيس دوايت ديفيد أيزنهاور مع المستشار الأول لألمانيا كونراد أديناور
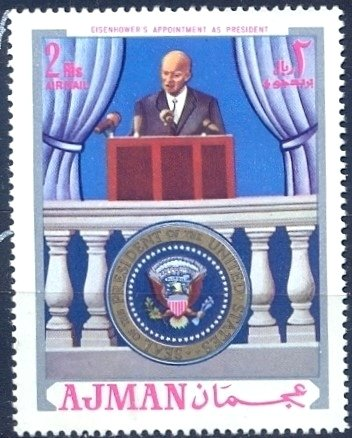
طابع مخرم بقيمة ريال قطري واحد يحتوي على صورة الرئيس دوايت ديفيد أيزنهاور أمام جامعة كاليفورنيا
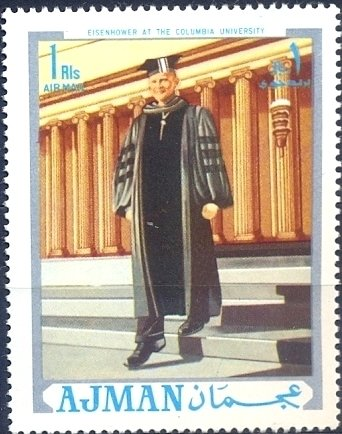
طابع مخرم بقيمة ريالين قطريين يحتوي على صورة الرئيس دوايت ديفيد أيزنهاور
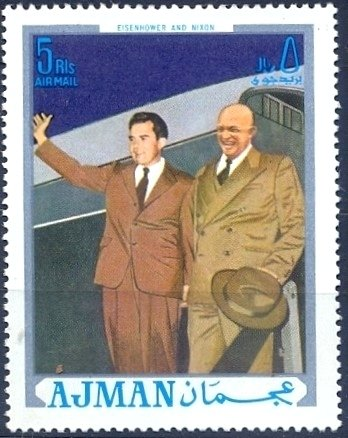
طابع مخرم بقيمة خمسة ريالات يحتوي على صورة الرئيس دوايت ديفيد أيزنهاور مع الرئيس السابع والثلاثين للولايات المتحدة ريتشارد نيكسون

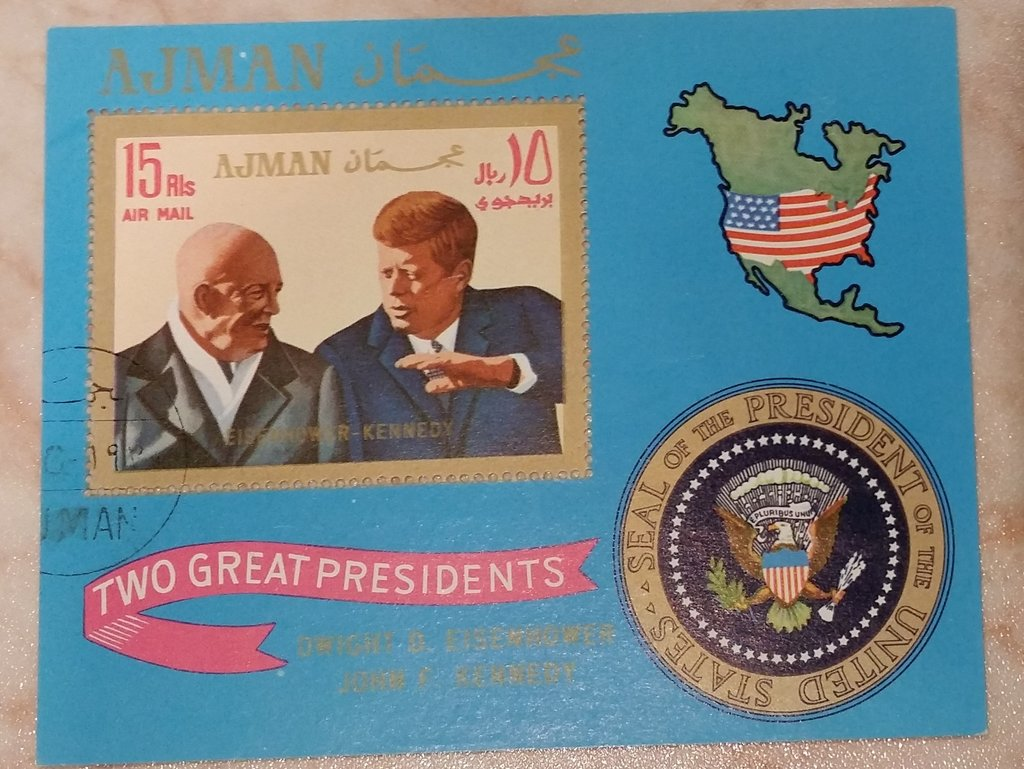
بطاقة تذكارية بقيمة خمسة عشر ريال تحتوي على صورة الرئيس دوايت ديفيد أيزنهاور مع الرئيس جون كينيدي

## إصدارات لوحات جان أوغست دومينيك آنغر
أُصدرت طوابع للرسام الفرنسي جان أوغست دومينيك أنغر في الحادي والعشرين من شهر أكتوبر عام 1970:

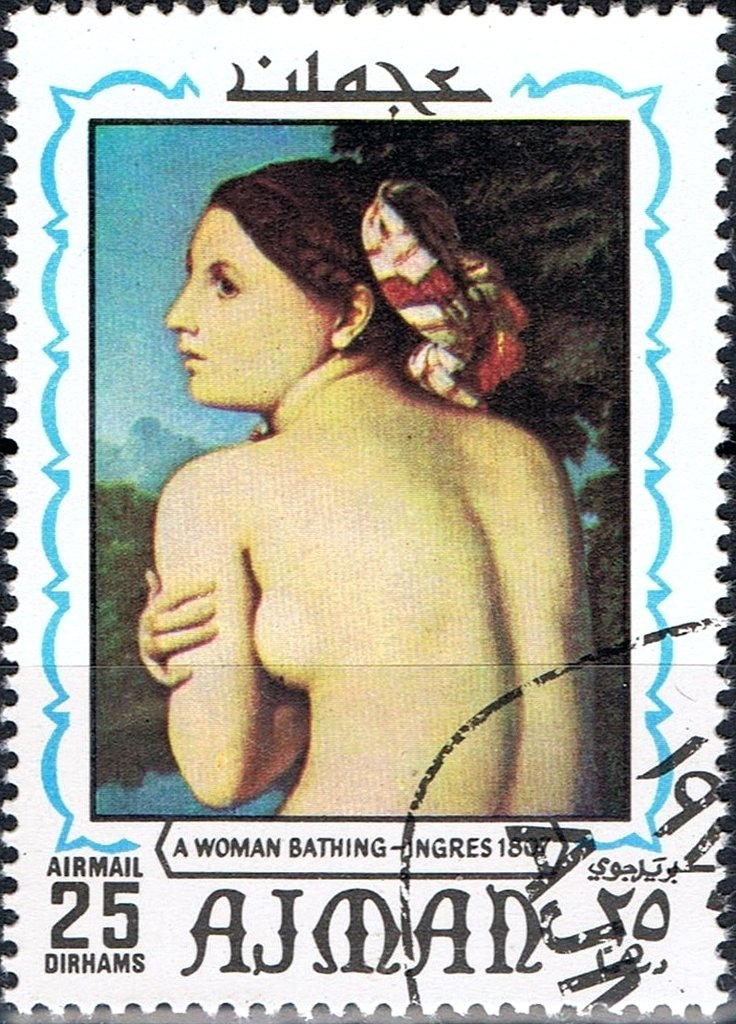
طابع مخرم متعدد الألوان بقيمة خمسة وعشرين درهما يحتوي على لوحة للرسام الفرنسي جان أوغست دومينيك آنغر

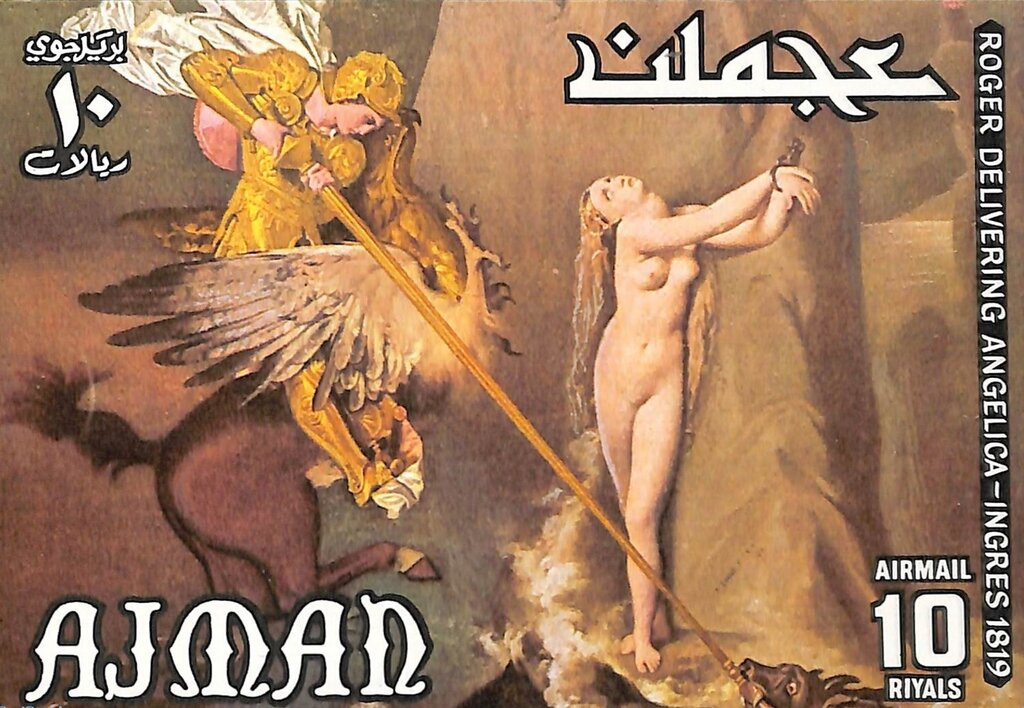
بطاقة تذكارية بقيمة عشرة ريالات قطرية تحتوي على لوحة للرسام الفرنسي جان أوغست دومينيك آنغر

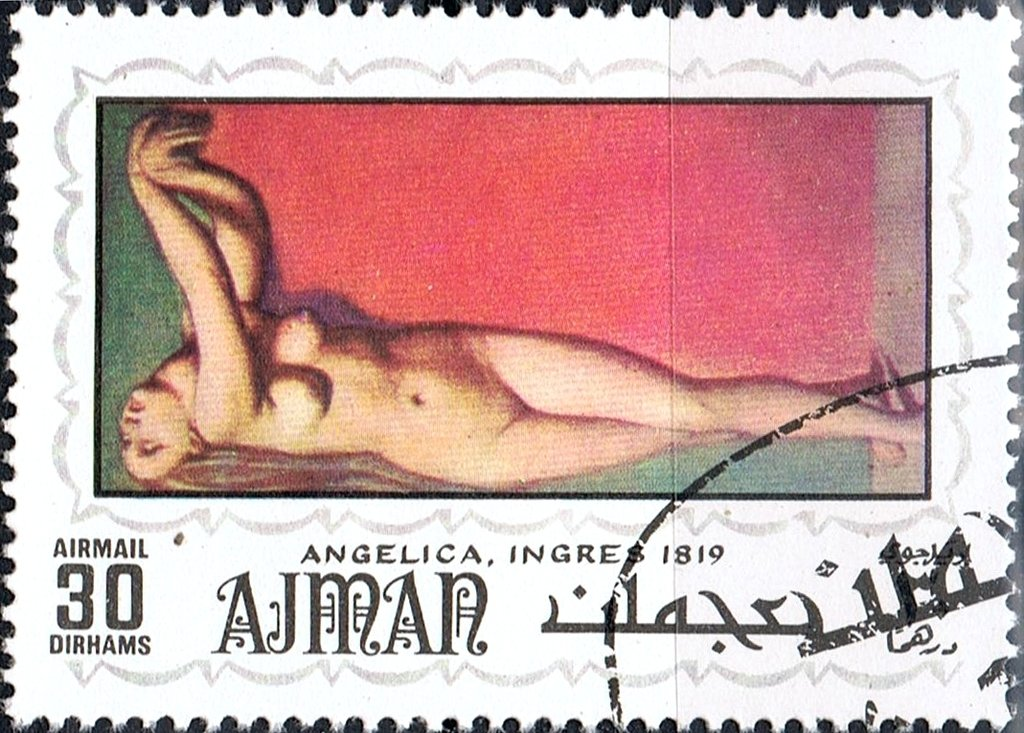
طابع مخرم متعدد الألوان بقيمة ثلاثين درهما يحتوي على لوحة للرسام الفرنسي جان أوغست دومينيك آنغر
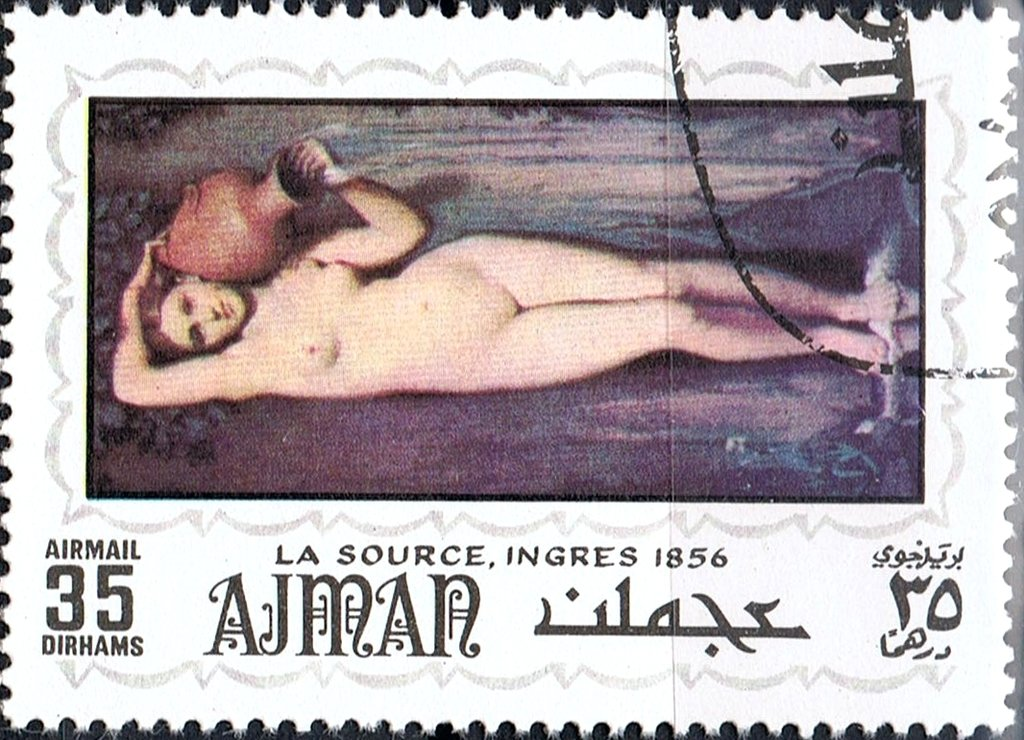
طابع مخرم متعدد الألوان بقيمة خمسة وثلاثين درهما يحتوي على لوحة للرسام الفرنسي جان أوغست دومينيك آنغر
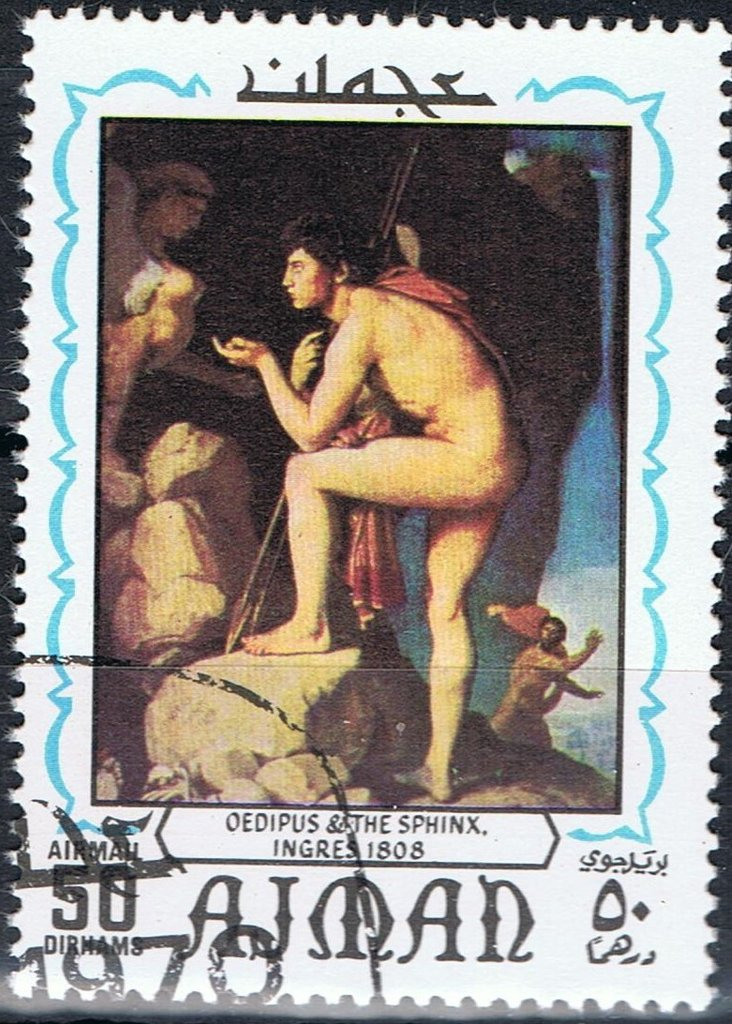
طابع مخرم متعدد الألوان بقيمة خمسين درهما يحتوي على لوحة للرسام الفرنسي جان أوغست دومينيك آنغر
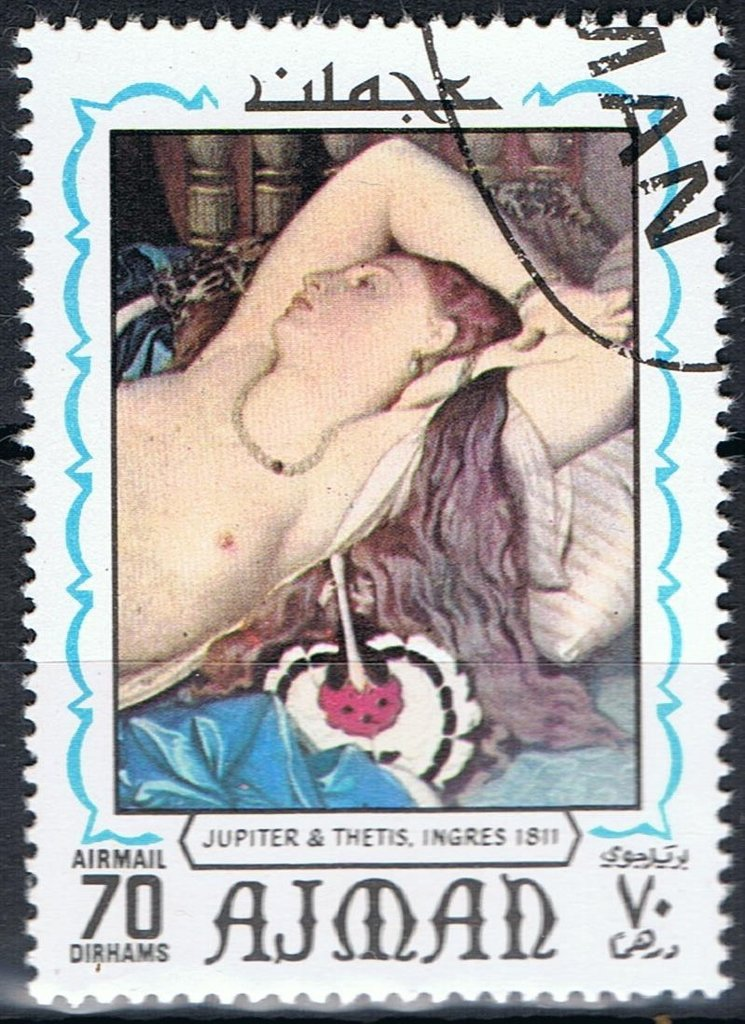
طابع مخرم متعدد الألوان بقيمة سبعين درهما يحتوي على لوحة للرسام الفرنسي جان أوغست دومينيك آنغر
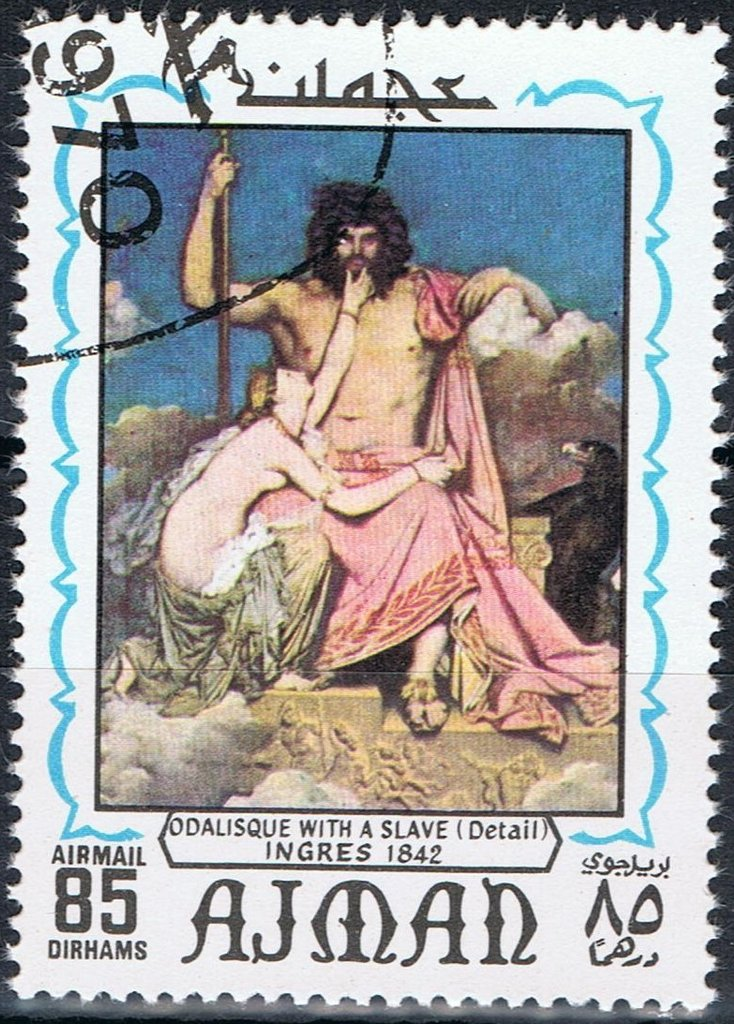
طابع مخرم متعدد الألوان بقيمة خمسة وثمانين درهما يحتوي على لوحة للرسام الفرنسي جان أوغست دومينيك آنغر
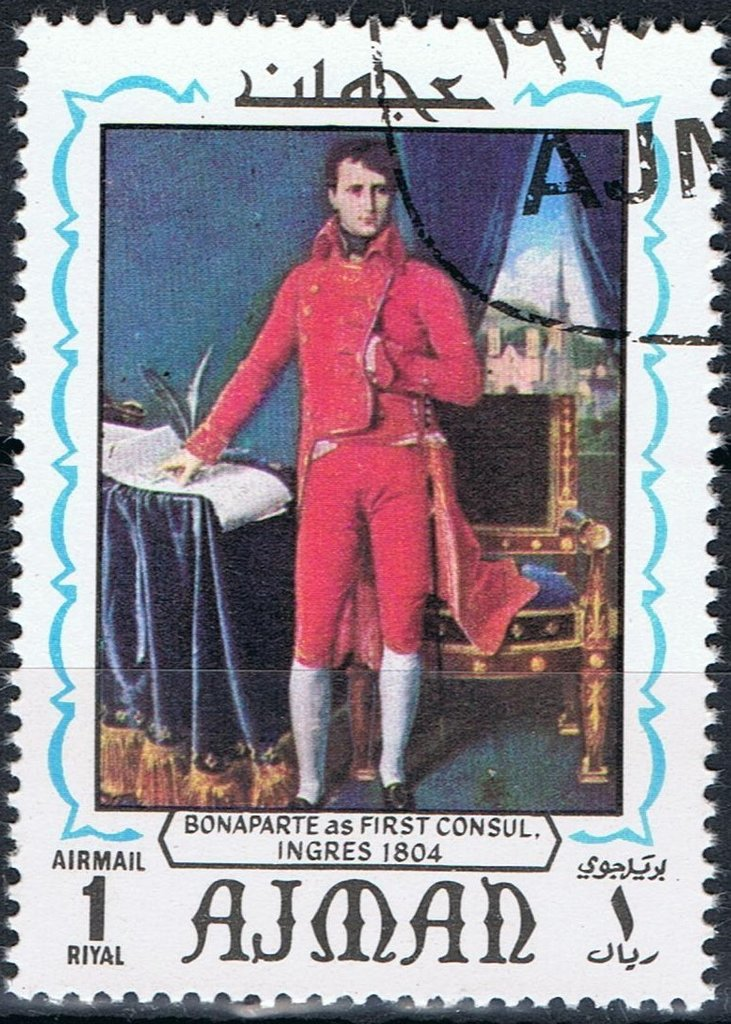
طابع مخرم متعدد الألوان بقيمة ريال قطري واحد يحتوي على لوحة للرسام الفرنسي جان أوغست دومينيك آنغر
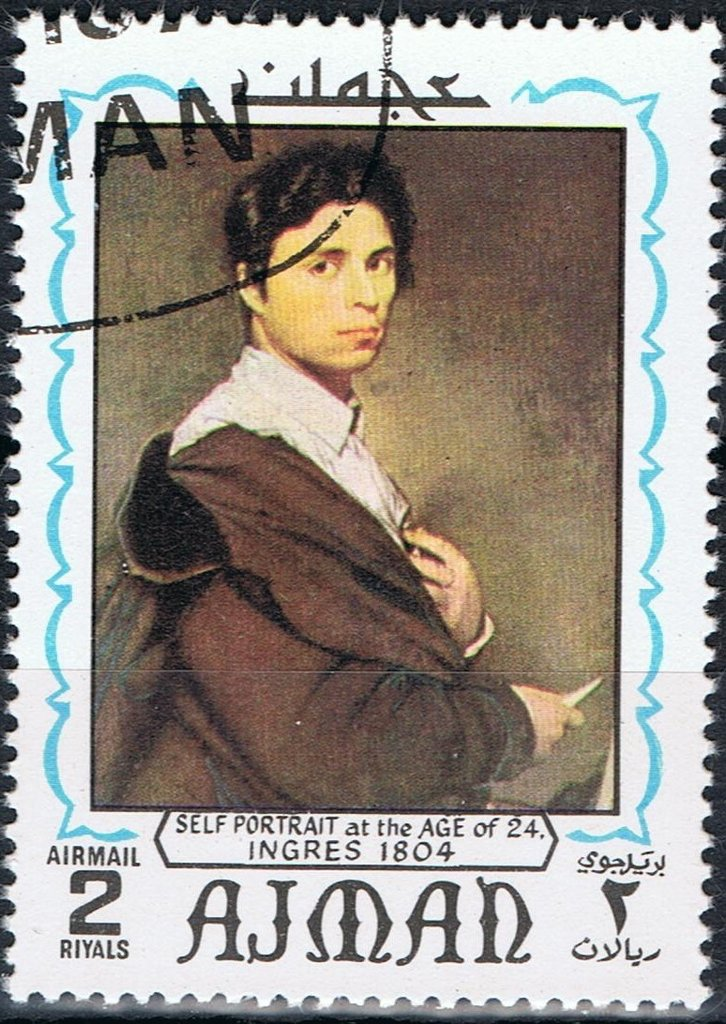
طابع مخرم متعدد الألوان بقيمة ريالين يحتوي على لوحة للرسام الفرنسي جان أوغست دومينيك آنغر

## إصدارات آلبرخت دورر
أُصدرت طوابع للرسام الألماني آلبرخت دورر في الحادي والعشرين من شهر أكتوبر عام 1970:

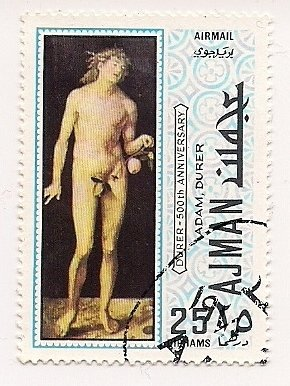
طابع مخرم متعدد الألوان بقيمة خمسة وعشرين درهما يحتوي على لوحة للرسام الألماني آلبرخت دورر
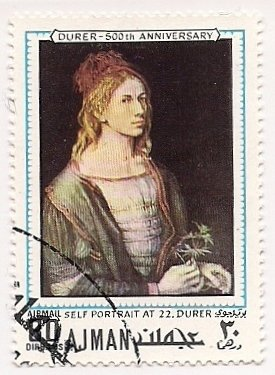
طابع مخرم متعدد الألوان بقيمة ثلاثين درهما يحتوي على لوحة للرسام الألماني آلبرخت دورر
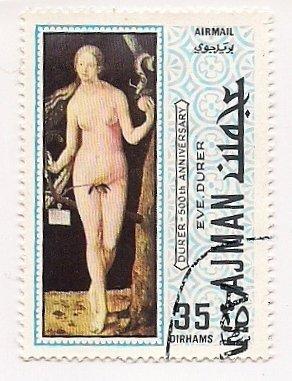
طابع مخرم متعدد الألوان بقيمة خمسة وثلاثين درهما يحتوي على لوحة للرسام الألماني آلبرخت دورر
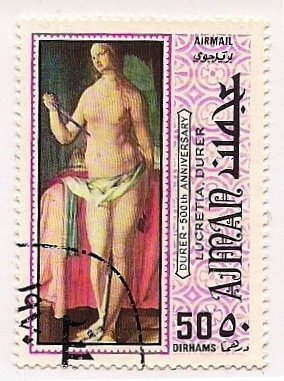
طابع مخرم متعدد الألوان بقيمة خمسين درهما يحتوي على لوحة للرسام الألماني آلبرخت دورر
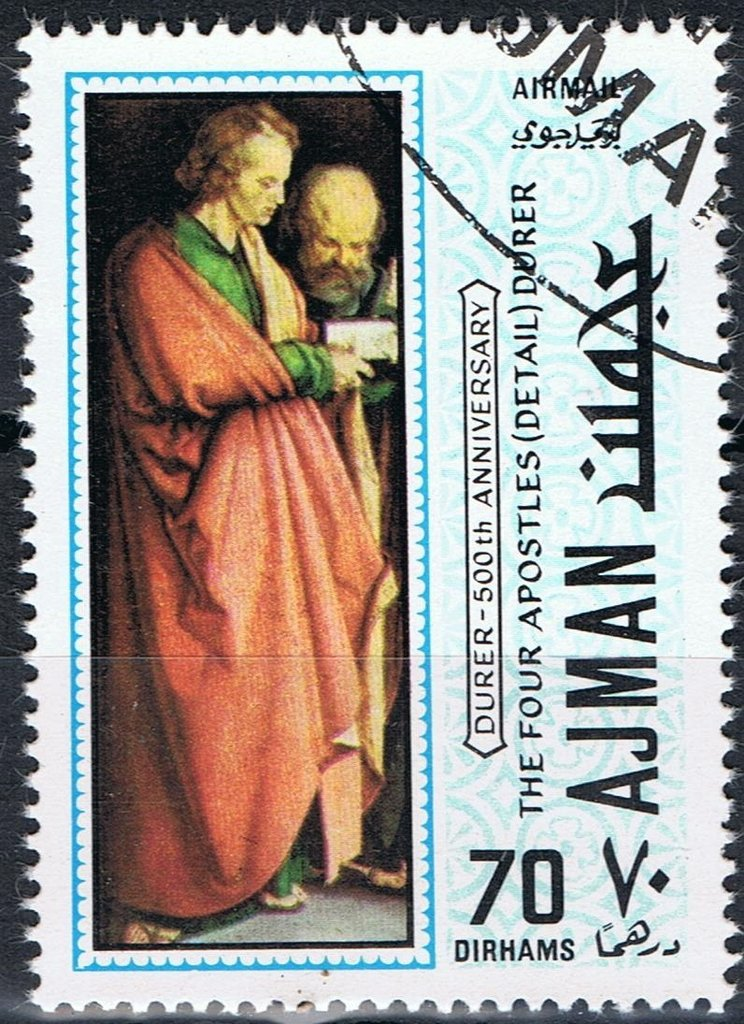
طابع مخرم متعدد الألوان بقيمة سبعين درهما يحتوي على لوحة للرسام الألماني آلبرخت دورر
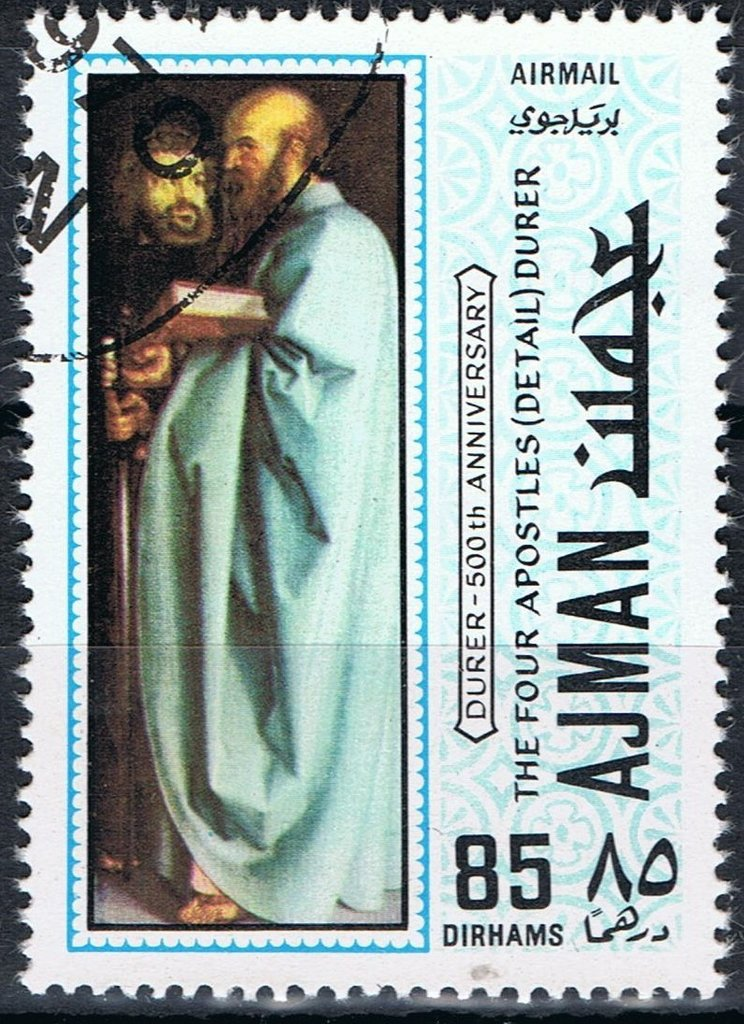
طابع مخرم متعدد الألوان بقيمة خمسة وثمانين درهما يحتوي على لوحة للرسام الألماني آلبرخت دورر
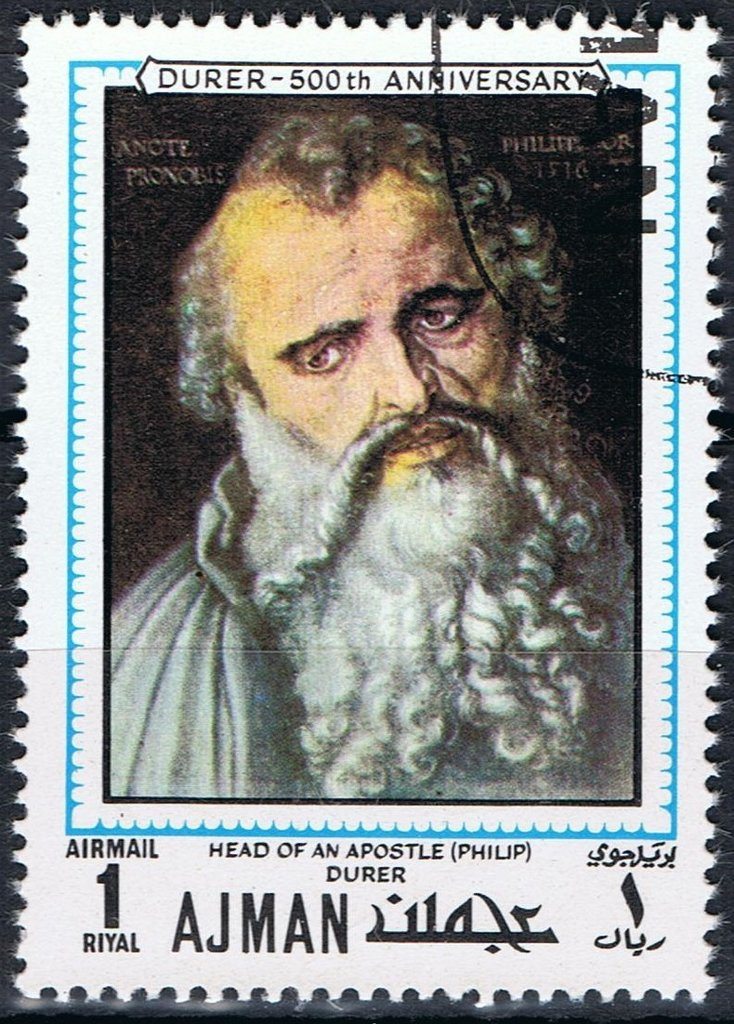
طابع مخرم متعدد الألوان بقيمة ريال قطري واحد يحتوي على لوحة للرسام الألماني آلبرخت دورر
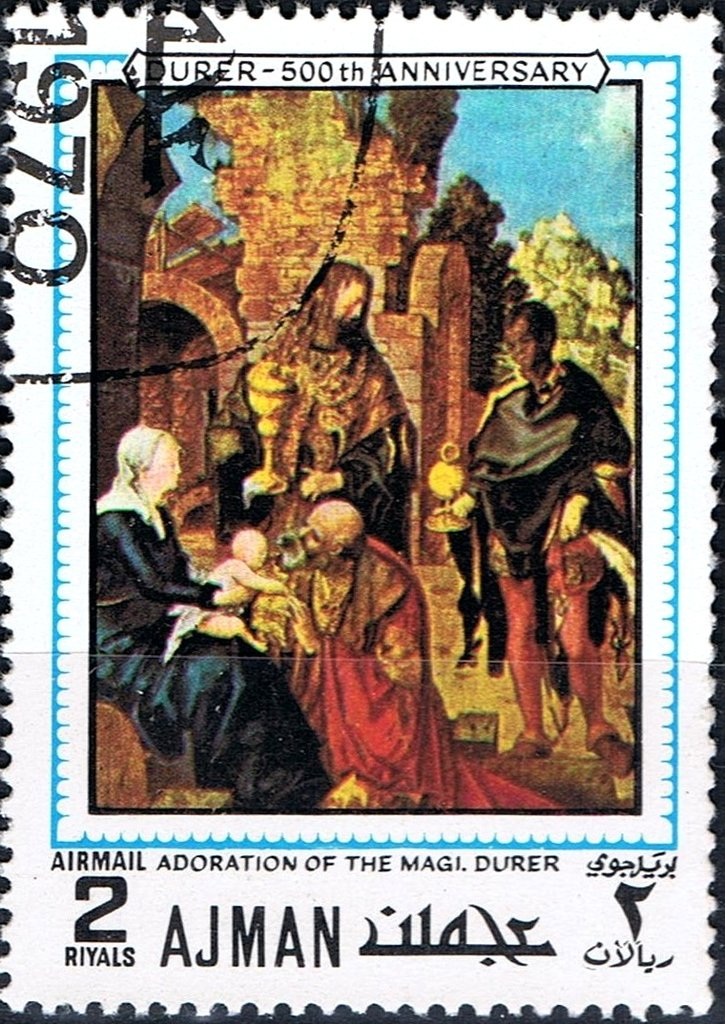
طابع مخرم متعدد الألوان بقيمة ريالين يحتوي على لوحة للرسام الألماني آلبرخت دورر

وهذه صور الأوراق التذكارية:

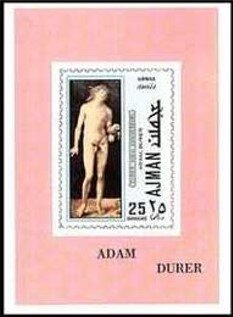
ورقة تذكارية متعددة الألوان بقيمة خمسة وعشرين درهما تحتوي على لوحة للرسام الألماني آلبرخت دورر

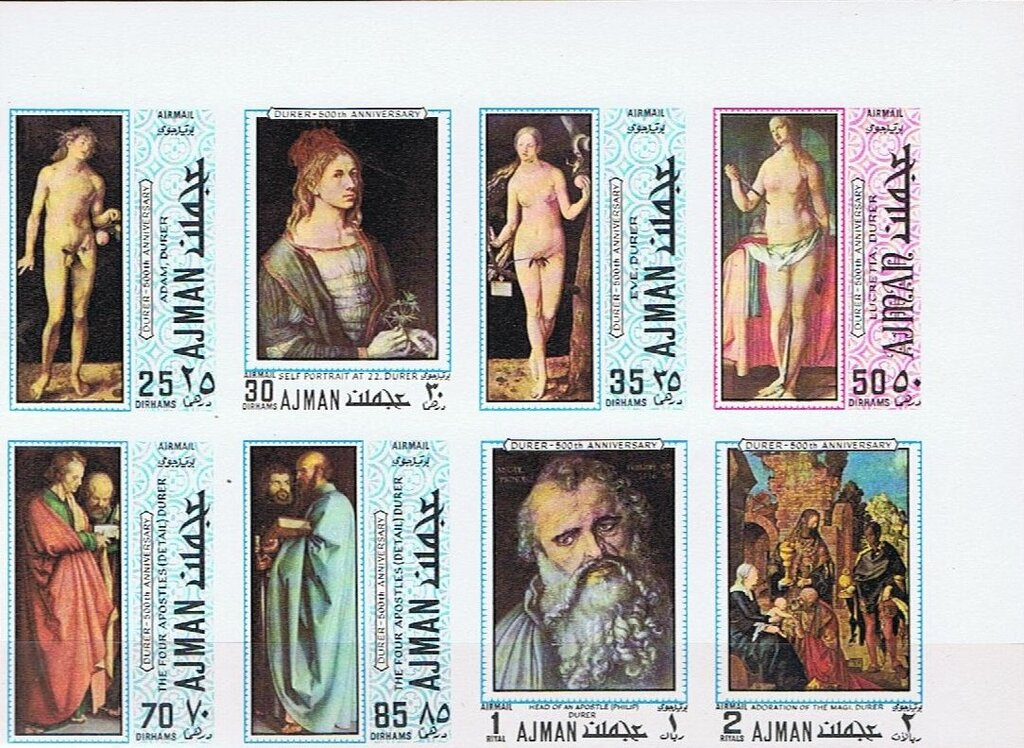
صحيفة طوابع كاملة تظهر فيها عدة طوابع

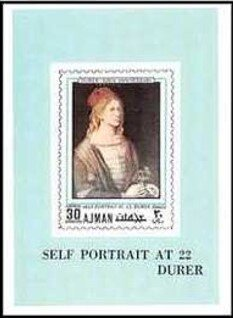
ورقة تذكارية متعددة الألوان بقيمة ثلاثين درهما تحتوي على لوحة للرسام الألماني آلبرخت دورر
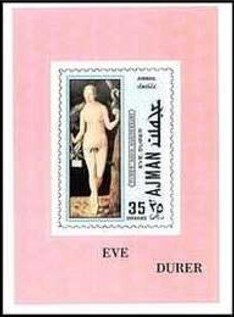
ورقة تذكارية متعددة الألوان بقيمة خمسة وثلاثين درهما تحتوي على لوحة للرسام الألماني آلبرخت دورر
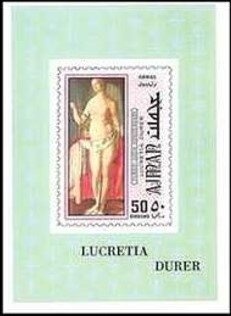
ورقة تذكارية متعددة الألوان بقيمة خمسين درهما تحتوي على لوحة للرسام الألماني آلبرخت دورر
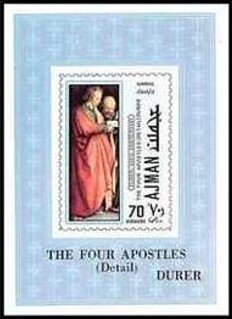
ورقة تذكارية متعددة الألوان بقيمة سبعين درهما تحتوي على لوحة للرسام الألماني آلبرخت دورر
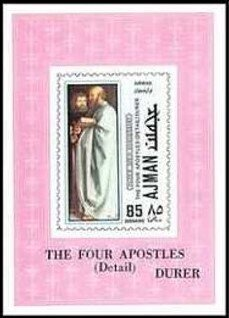
ورقة تذكارية متعددة الألوان بقيمة خمسة وثمانين درهما تحتوي على لوحة للرسام الألماني آلبرخت دورر
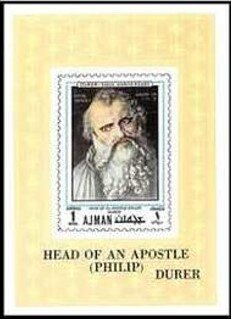
ورقة تذكارية متعددة الألوان بقيمة ريال قطري واحد تحتوي على لوحة للرسام الألماني آلبرخت دورر
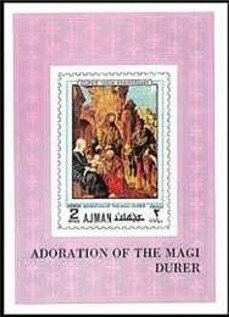
ورقة تذكارية متعددة الألوان بقيمة ريالين تحتوي على لوحة للرسام الألماني آلبرخت دورر

## إصدارات لوحات عيد الميلاد لآلبرخت دورر
كان للوحات التي رسمها الرسام الألماني آلبرخت دورر عن عيد الميلاد نصيب في إصدارات الطوابع في إمارة عجمان عام 1970 وقد أُصدرت هذه الطوابع في الحادي والعشرين من شهر أكتوبر عام 1970:

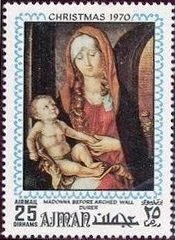
طابع مخرم بقيمة خمسة وعشرين درهما يحتوي على صورة رسمها الرسام الألماني آلبرخت دورر
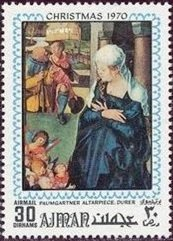
طابع مخرم بقيمة ثلاثين درهما يحتوي على صورة رسمها الرسام الألماني آلبرخت دورر
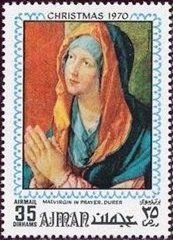
طابع مخرم بقيمة خمسة وثلاثين يحتوي على صورة رسمها الرسام الألماني آلبرخت دورر
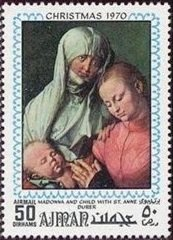
طابع مخرم بقيمة خمسين درهما يحتوي على صورة رسمها الرسام الألماني آلبرخت دورر
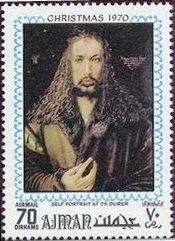
طابع مخرم بقيمة سبعين درهما يحتوي على صورة رسمها الرسام الألماني آلبرخت دورر
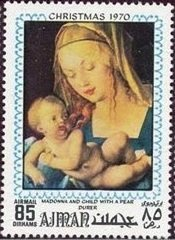
طابع مخرم بقيمة خمسة وثمانين درهما يحتوي على صورة رسمها الرسام الألماني آلبرخت دورر
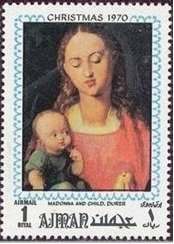
طابع مخرم بقيمة ريال قطري واحد يحتوي على صورة رسمها الرسام الألماني آلبرخت دورر
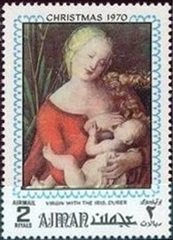
طابع مخرم بقيمة ريالين يحتوي على صورة رسمها الرسام الألماني آلبرخت دورر

## الإصدارات الذهبية للألعاب الأولمبية الشتوية 1972

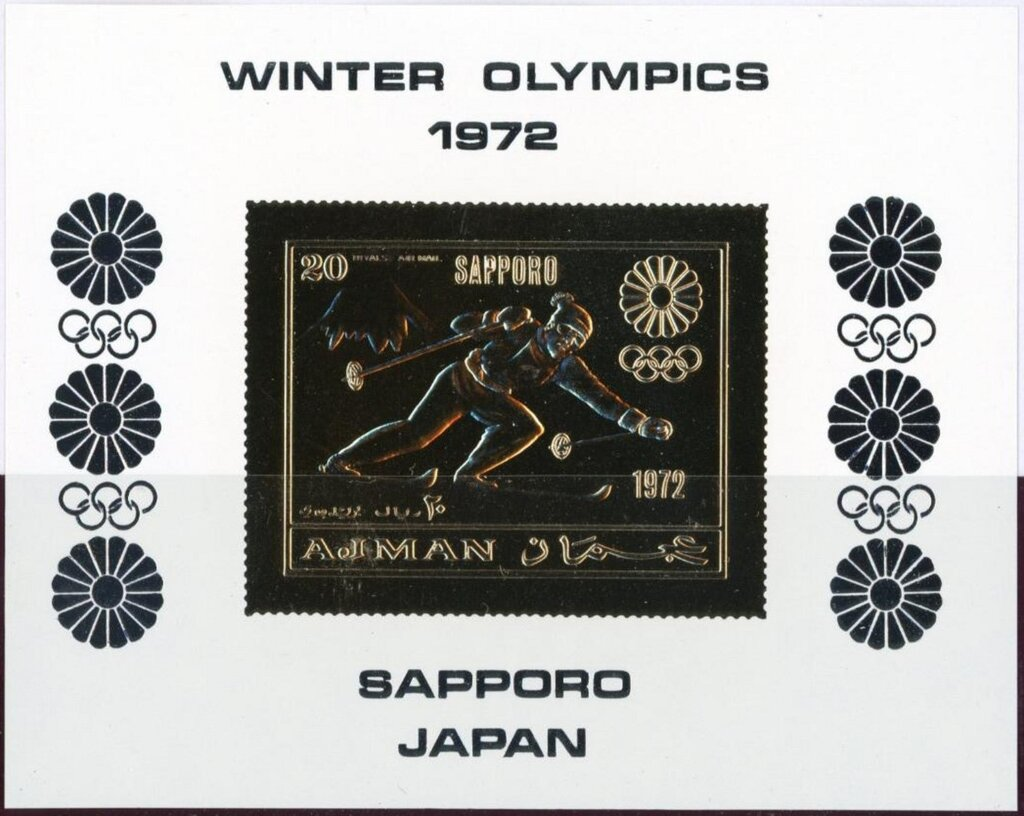
بطاقة تذكارية بقيمة عشرين ريالا قطريا

أُصدر طابع مُذهّب واحد بقيمة عشرين ريالا قطريا في الثاني والعشرين من شهر أكتوبر عام 1970 وكان مُخصصا للبريد الجوي:

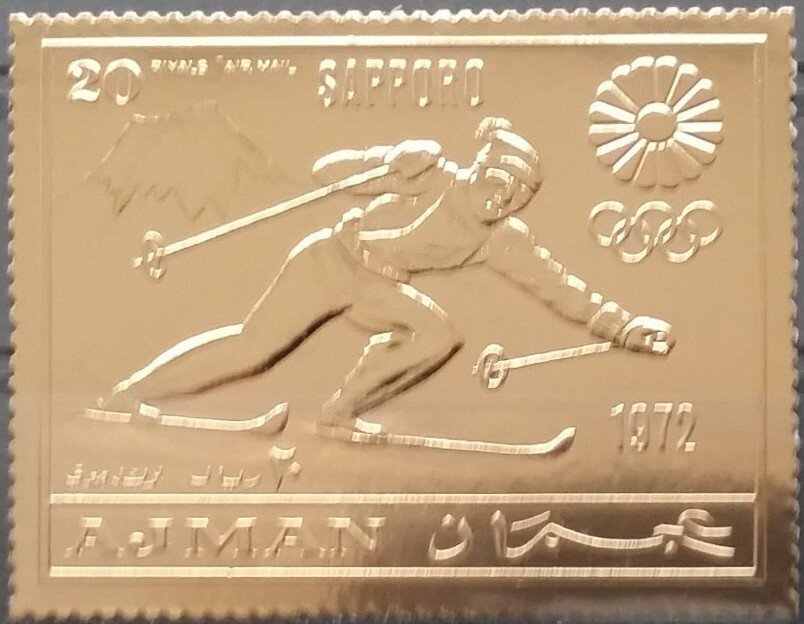
الطابع المخرم
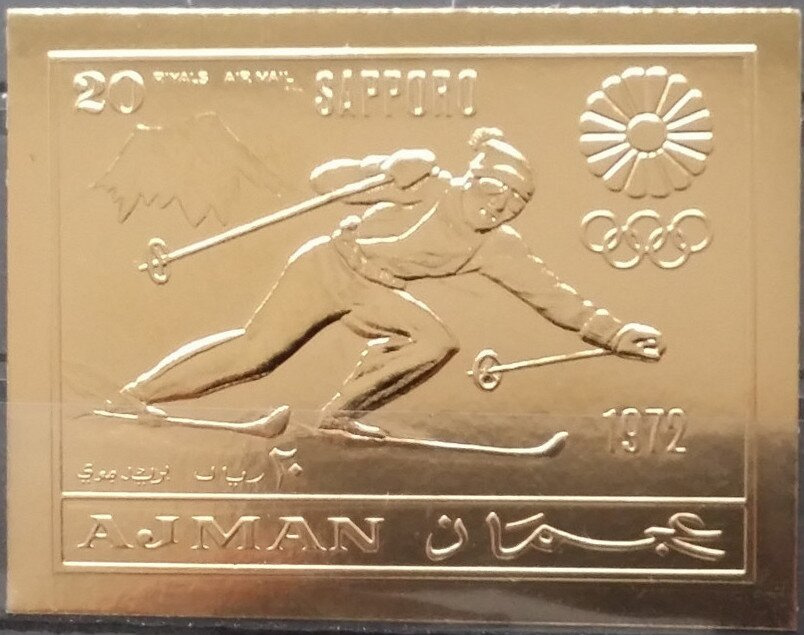
الطابع غير المخرم

وأُصدرت بطاقة تذكارية واحدة:

## إصدارات لقاء دوايت أيزنهاور وشارل ديغول

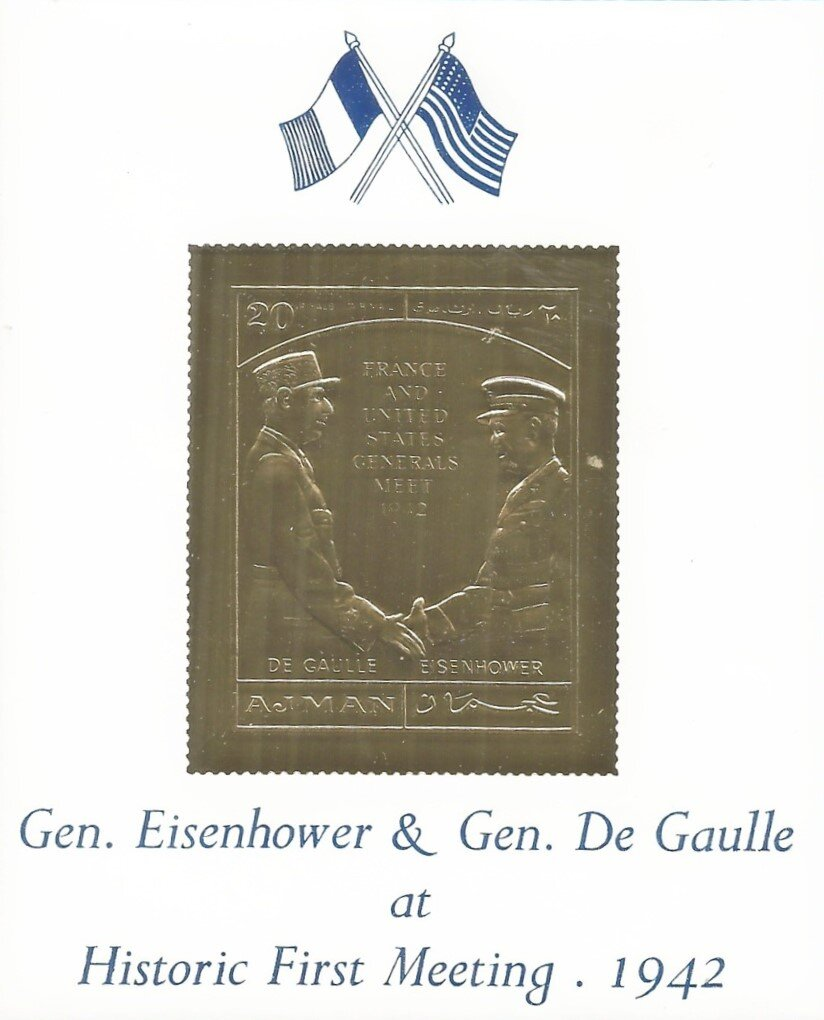
البطاقة التذكارية

أُصدر طابع مُذهّب واحد مخصص للبريد الجوي عن لقاء دوايت أيزنهاور وشارل ديغول بقيمة عشرين ريالا قطريا وأُصدرت بطاقة تذكارية واحدة بقيمة عشرين ريالا قطريا في الرابع من شهر نوفمبر عام 1970:

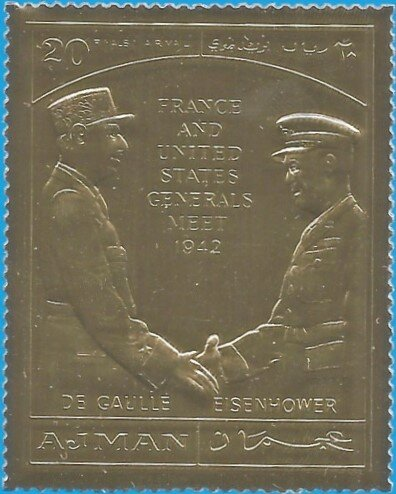
الإصدار المخرم
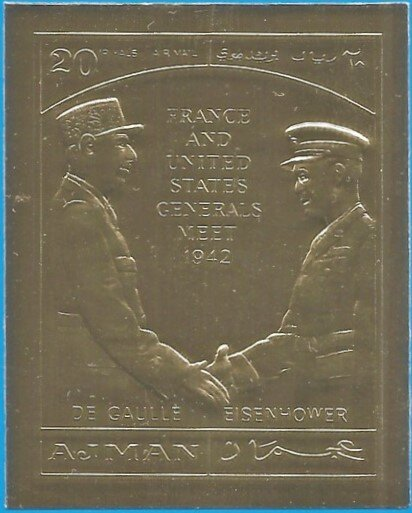
الإصدار غير المخرم

## إصدارات رجال السلام
أُصدرت طوابع بريدية عن رجال السلام في الخامس من شهر نوفمبر عام 1970 وقد احتوت الطوابع على صور رجال دين وسياسيين من مختلف دول العالم:

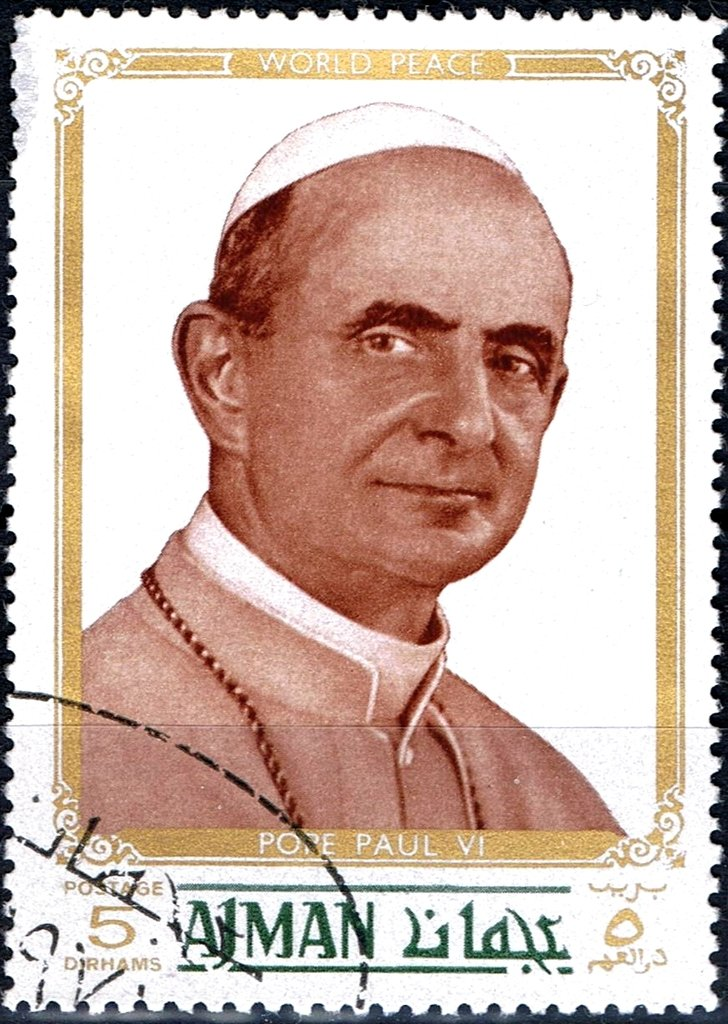
طابع مخرم بقيمة خمسة دراهم قطرية يحتوي على صورة البابا بولس السادس
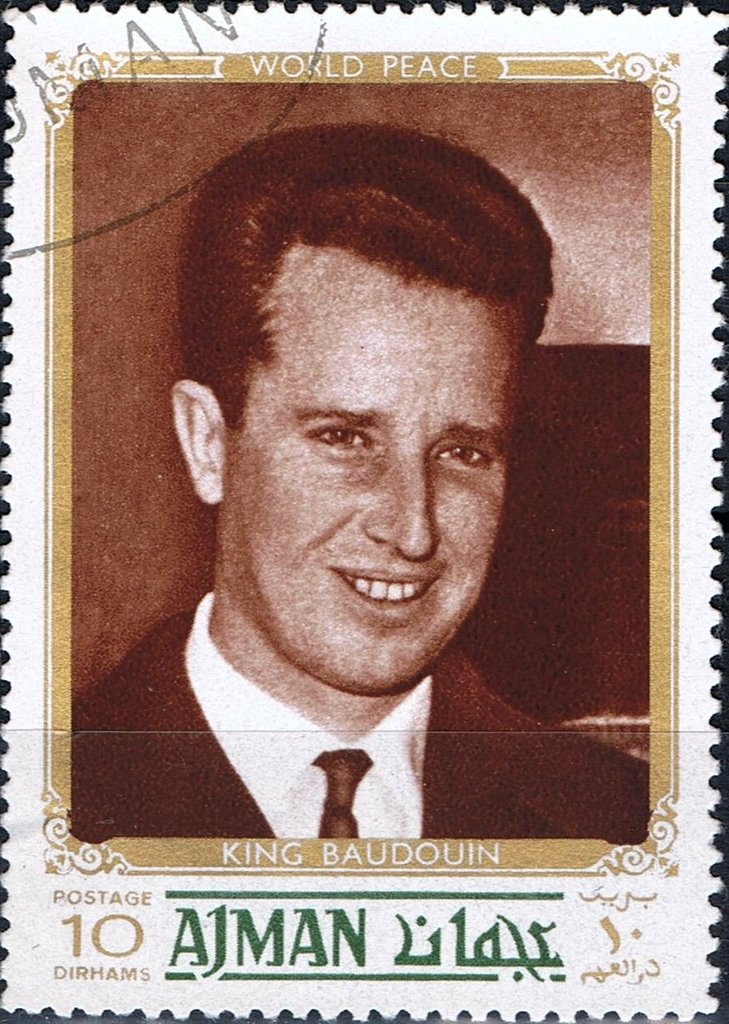
طابع مخرم بقيمة عشرة دراهم قطرية يحتوي على صورة الملك البلجيكي بودوان الأول
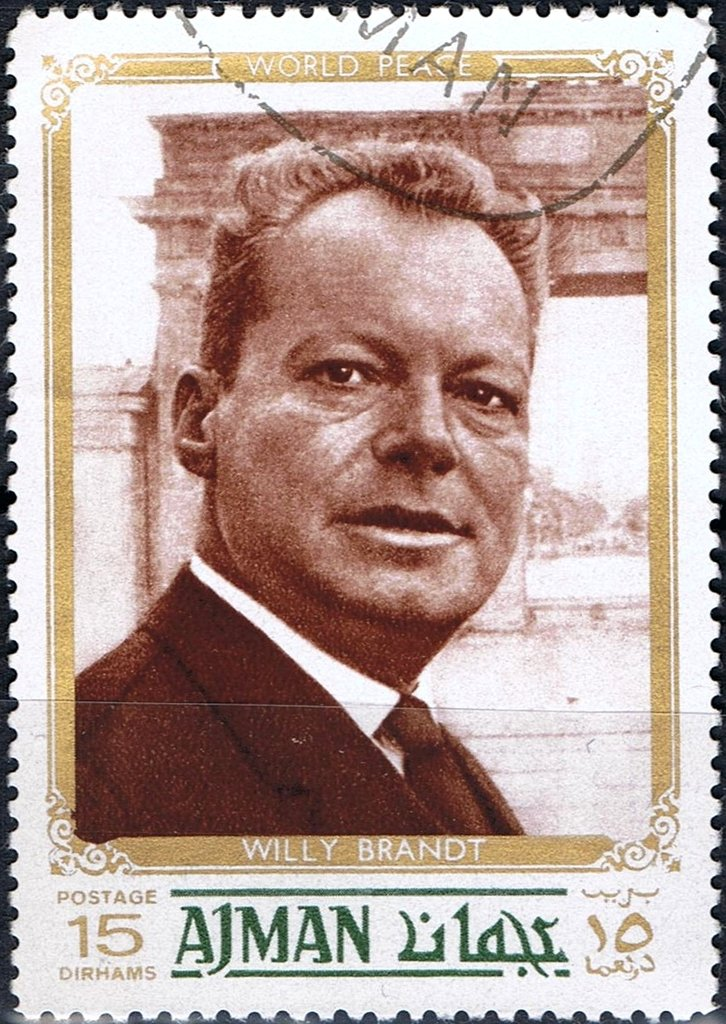
طابع مخرم بقيمة خمسة عشر درهما قطريا يحتوي على صورة المستشار الرابع لجمهورية ألمانيا الاتحادية ويلي براندت
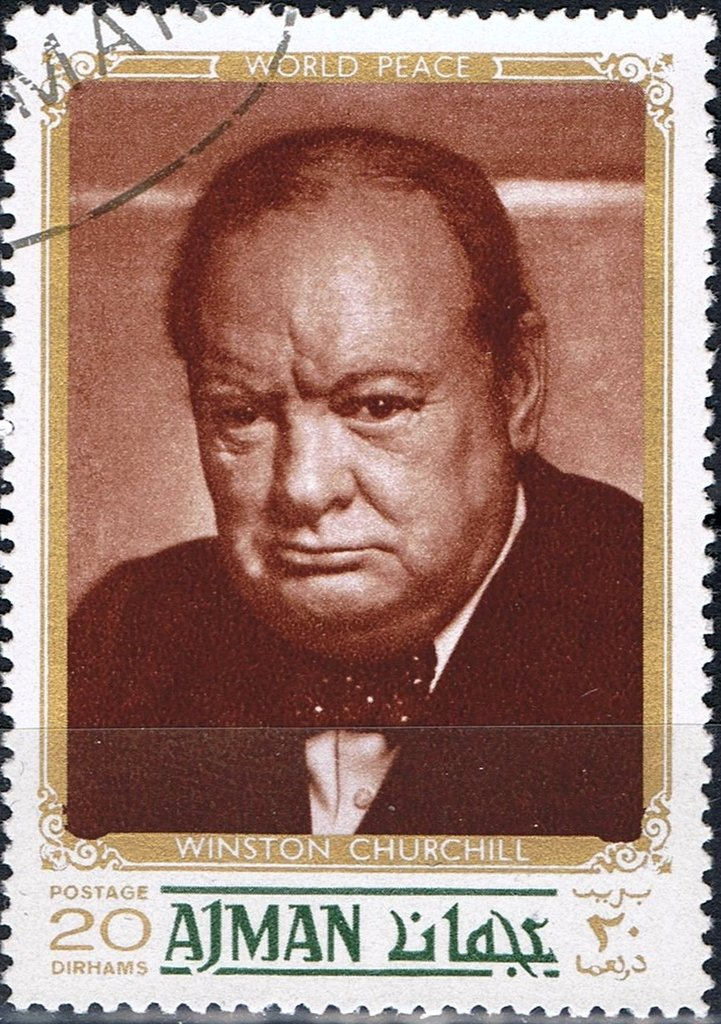
طابع مخرم بقيمة عشرين درهما قطريا يحتوي على صورة ونستون تشرشل
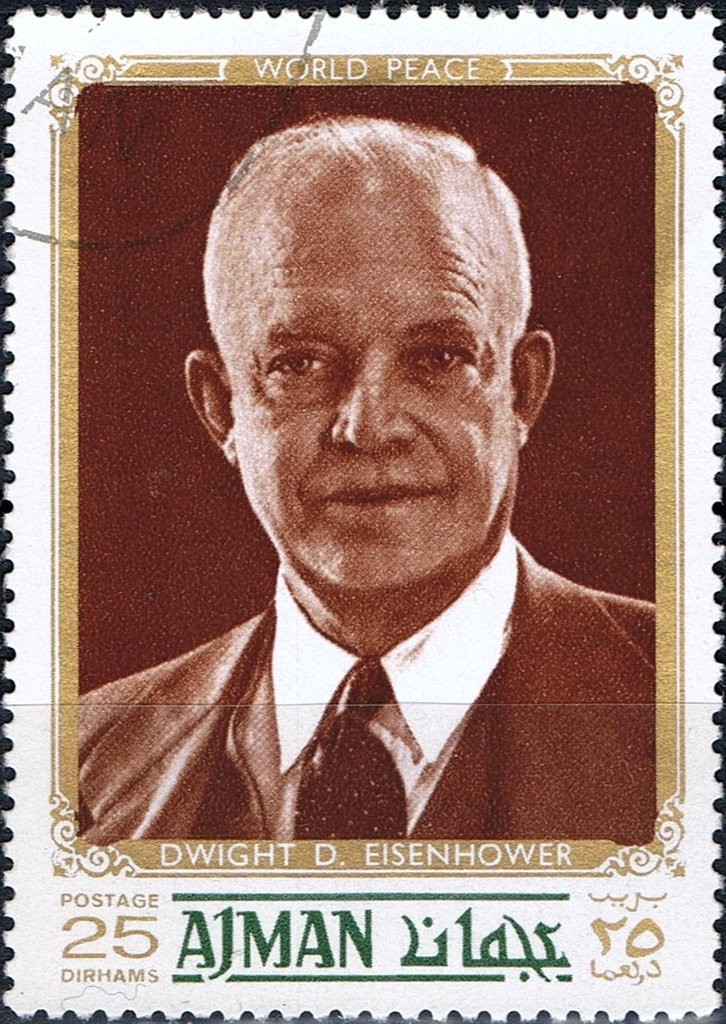
طابع مخرم بقيمة خمسة وعشرين درهما قطريا يحتوي على صورة الرئيس الأمريكي الرابع والثلاثين دوايت أيزنهاور
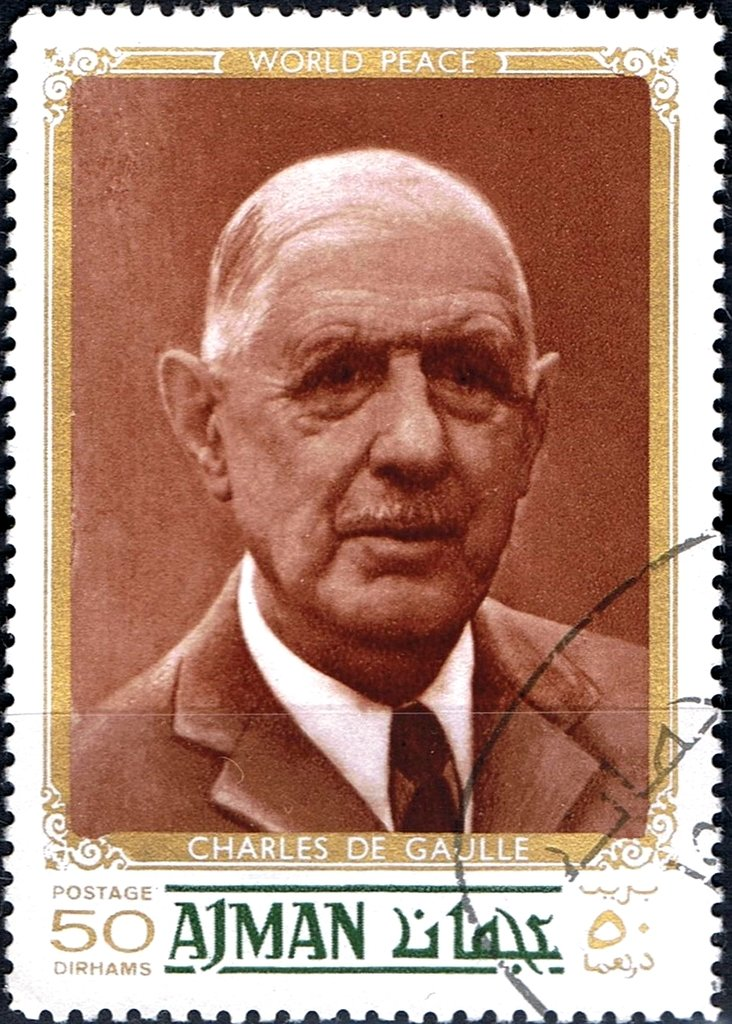
طابع مخرم بقيمة خمسين درهما قطريا يحتوي على صورة الرئيس الفرنسي شارل ديغول
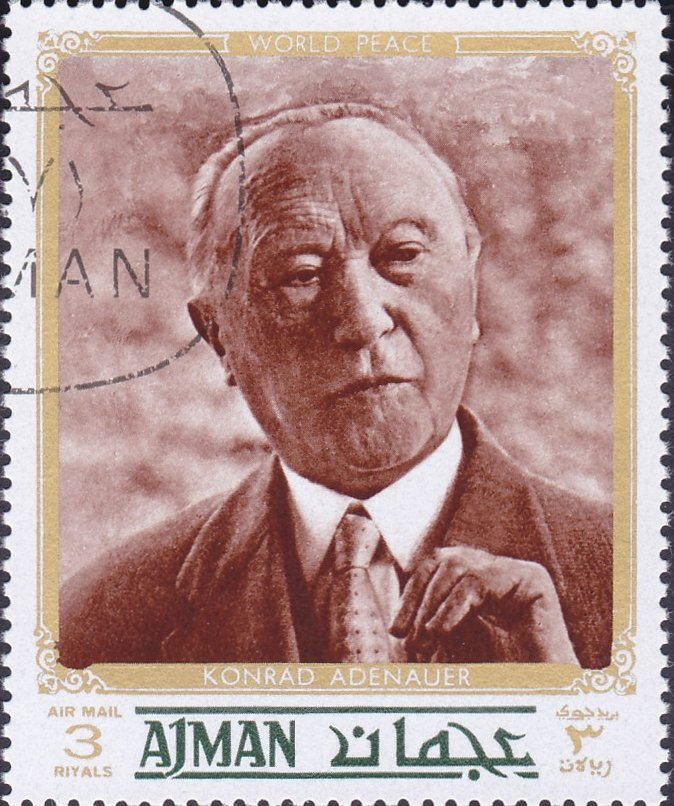
طابع مخرم بقيمة ثلاثة ريالات قطرية يحتوي على صورة المستشار الأول لألمانيا كونراد أديناور
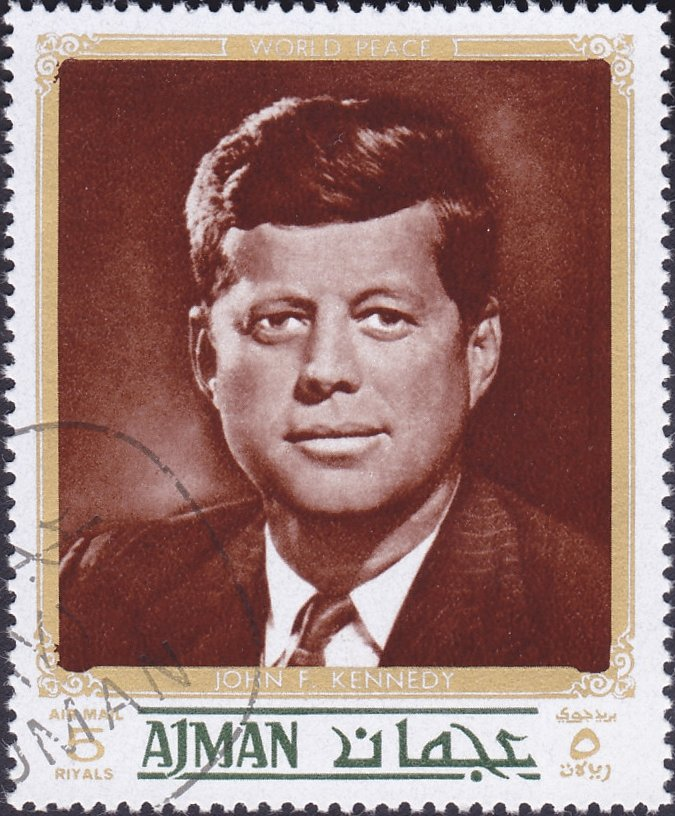
طابع مخرم بقيمة خمسة ريالات قطرية يحتوي على صورة الرئيس الخامس والثلاثين للولايات المتحدة جون كينيدي

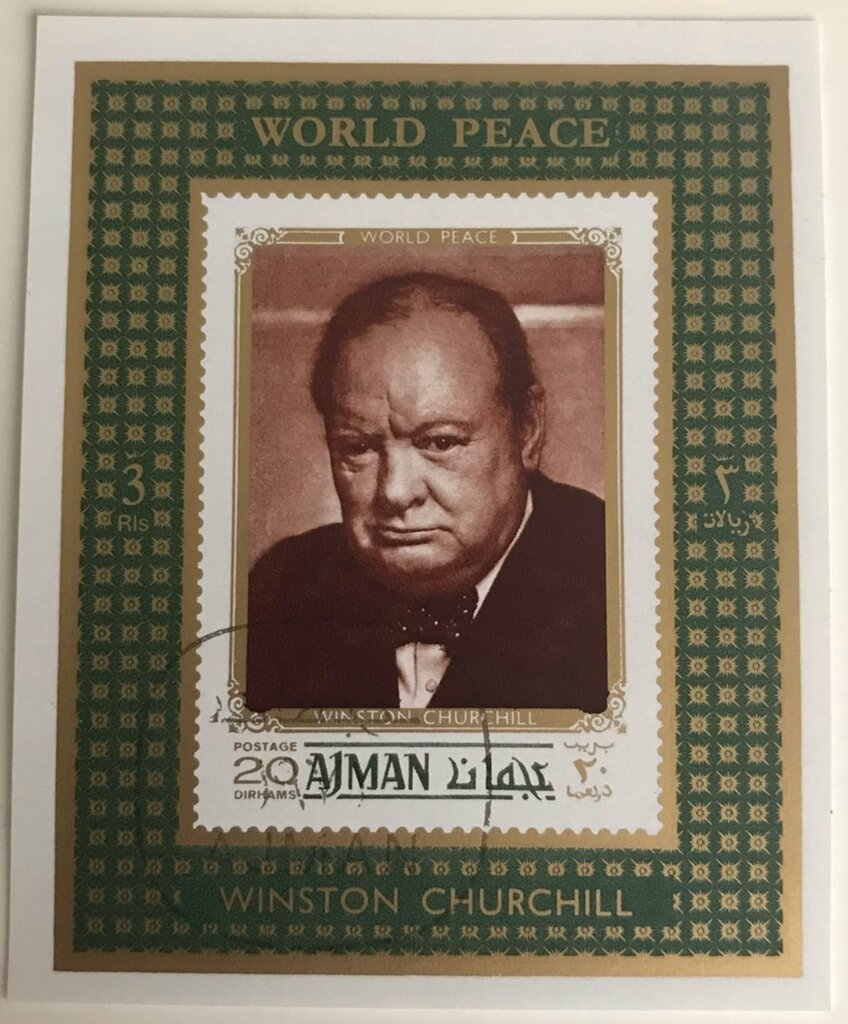
بطاقة تذكارية بقيمة ثلاثة ريالات قطرية يحتوي على صورة ونستون تشرشل

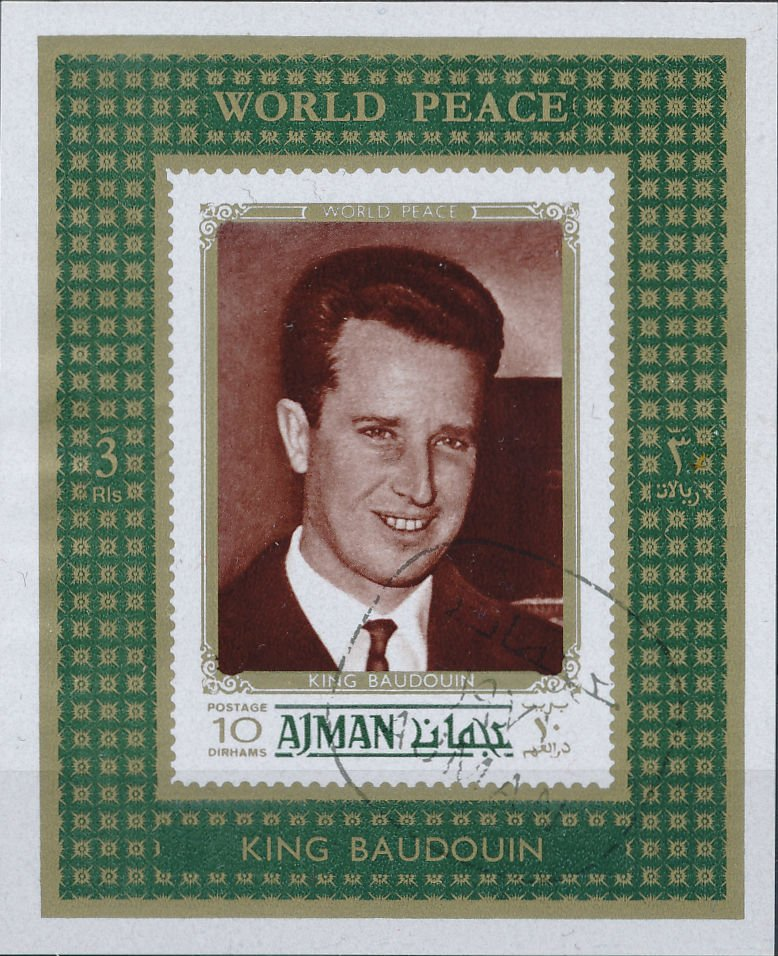
بطاقة تذكارية بقيمة ثلاثة ريالات قطرية يحتوي على صورة بودوان الأول

## إصدارات شارل ديغول
كان للعسكري ورجل الدولة والكاتب الفرنسي شارل ديغول نصيب في إصدارات الطوابع التي أُصدرت في إمارة عجمان فقد أُصدرت عدة طوابع بريدية تحمل صورته في الخامس عشر من شهر نوفمبر عام 1970:

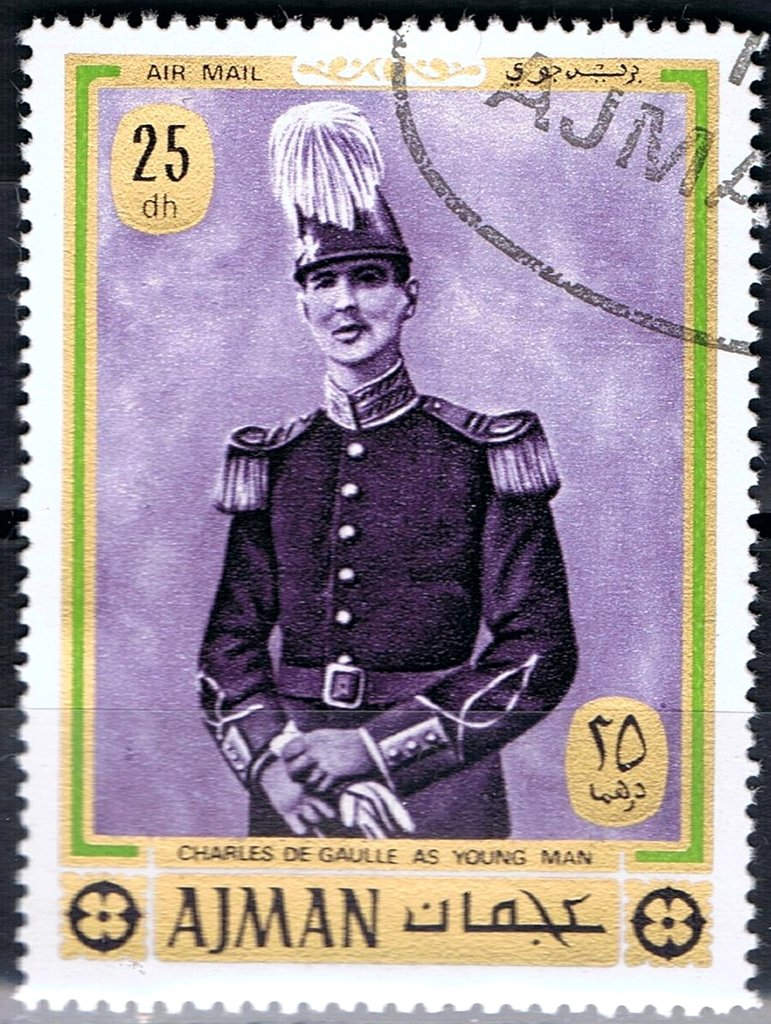
طابع مخرم بقيمة خمسة وعشرين درهما يحتوي على صورة شارل ديغول
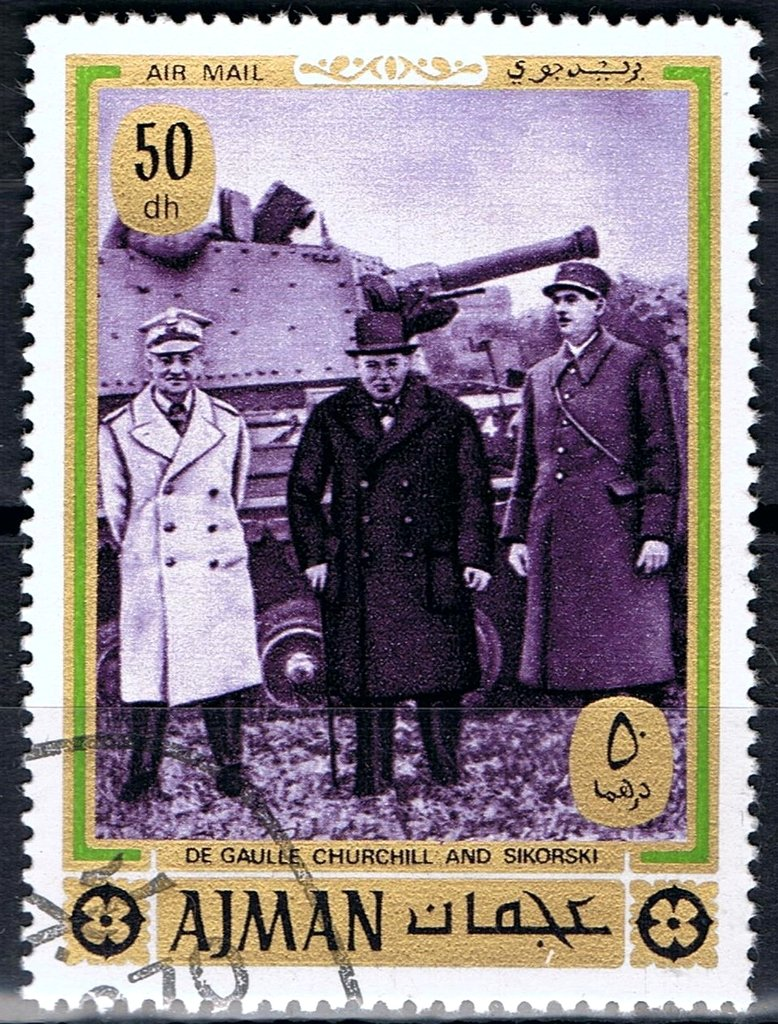
طابع مخرم بقيمة خمسين درهما يحتوي على صورة شارل ديغول
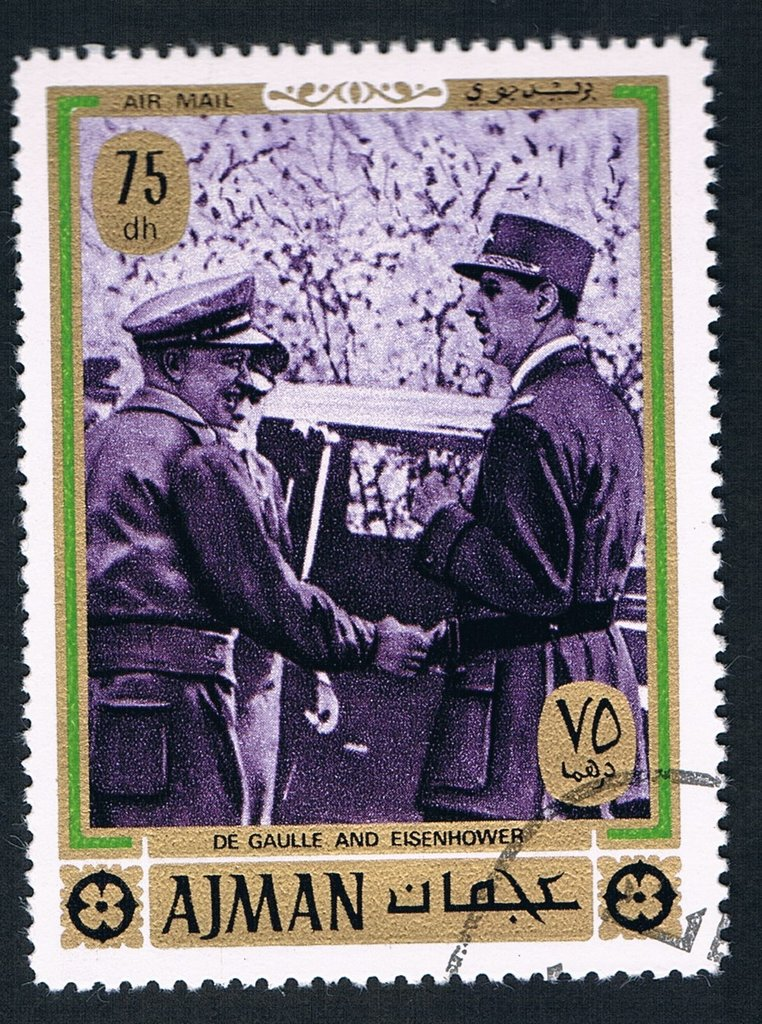
طابع مخرم بقيمة خمسة وسبعين درهما يحتوي على صورة شارل ديغول
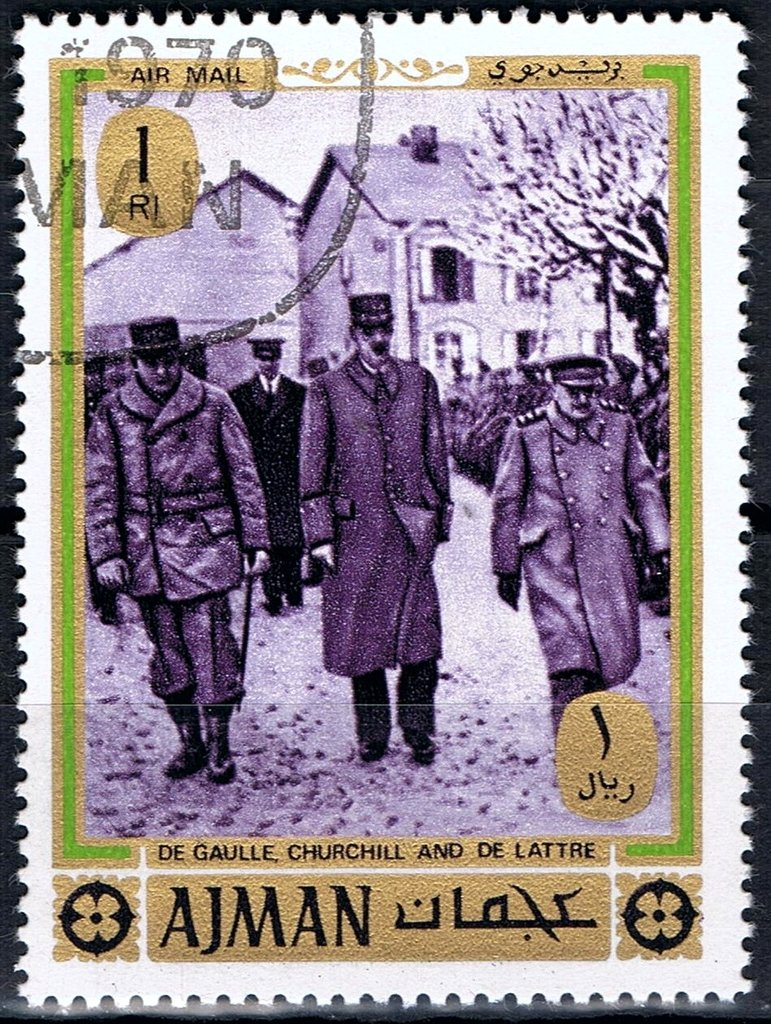
طابع مخرم بقيمة ريال قطري واحد يحتوي على صورة شارل ديغول
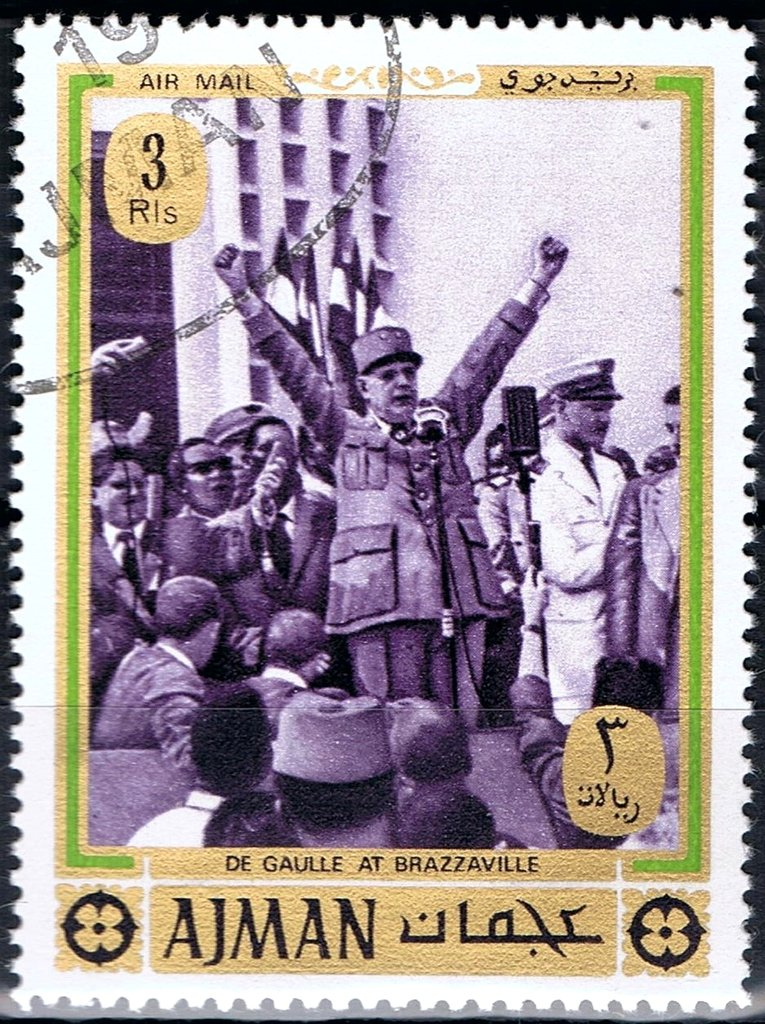
طابع مخرم بقيمة ثلاثة ريالات يحتوي على صورة شارل ديغول

## إصدارات الألعاب الأولمبية الشتوية 1972
أُصدرت طوابع بريدية لمناسبة الألعاب الأولمبية الشتوية الحادية عشرة التي جرت أحداثها في مدينة سابورو اليابانية وقد أُصدرت في الخامس عشر من شهر نوفمبر عام 1970:

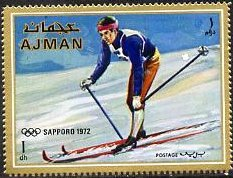
طابع مخرم بقيمة درهم قطري واحد
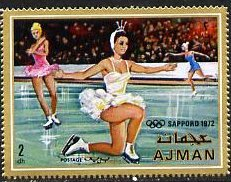
طابع مخرم بقيمة درهمين
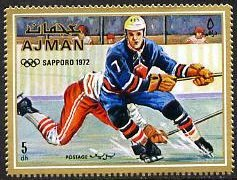
طابع مخرم بقيمة خمسة دراهم
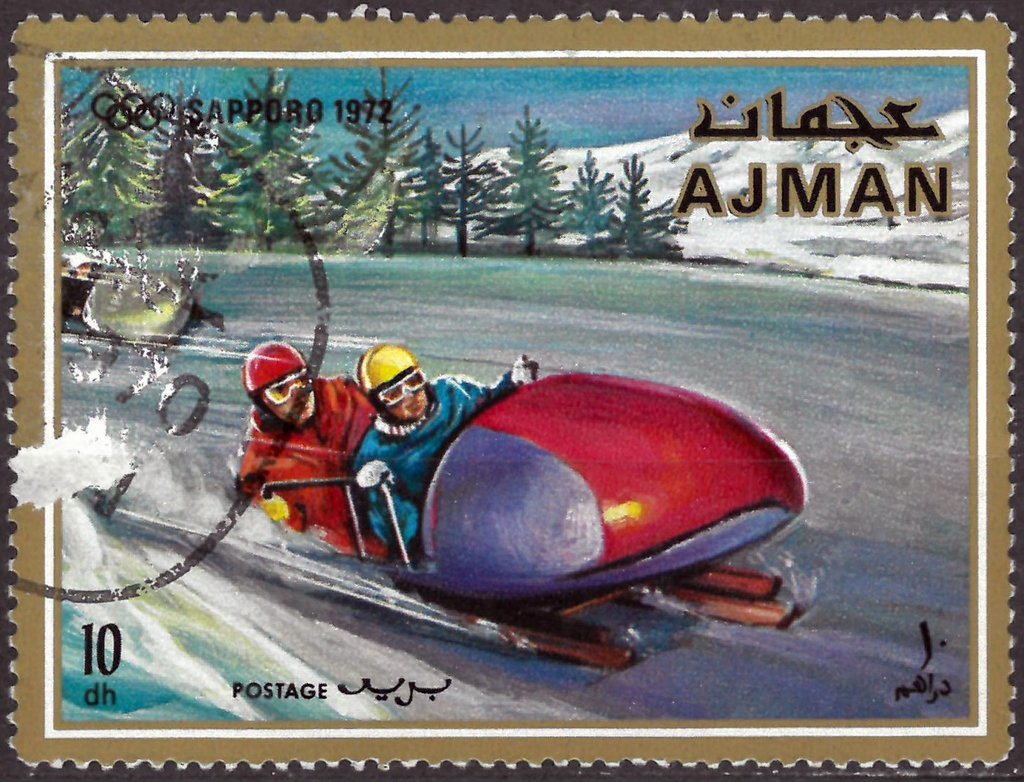
طابع مخرم بقيمة عشرة دراهم قطرية
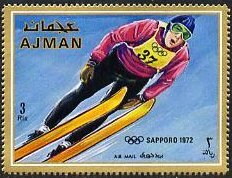
طابع مخرم بقيمة ثلاثة ريالات
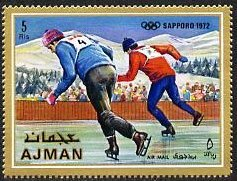
طابع مخرم بقيمة خمسة ريالات

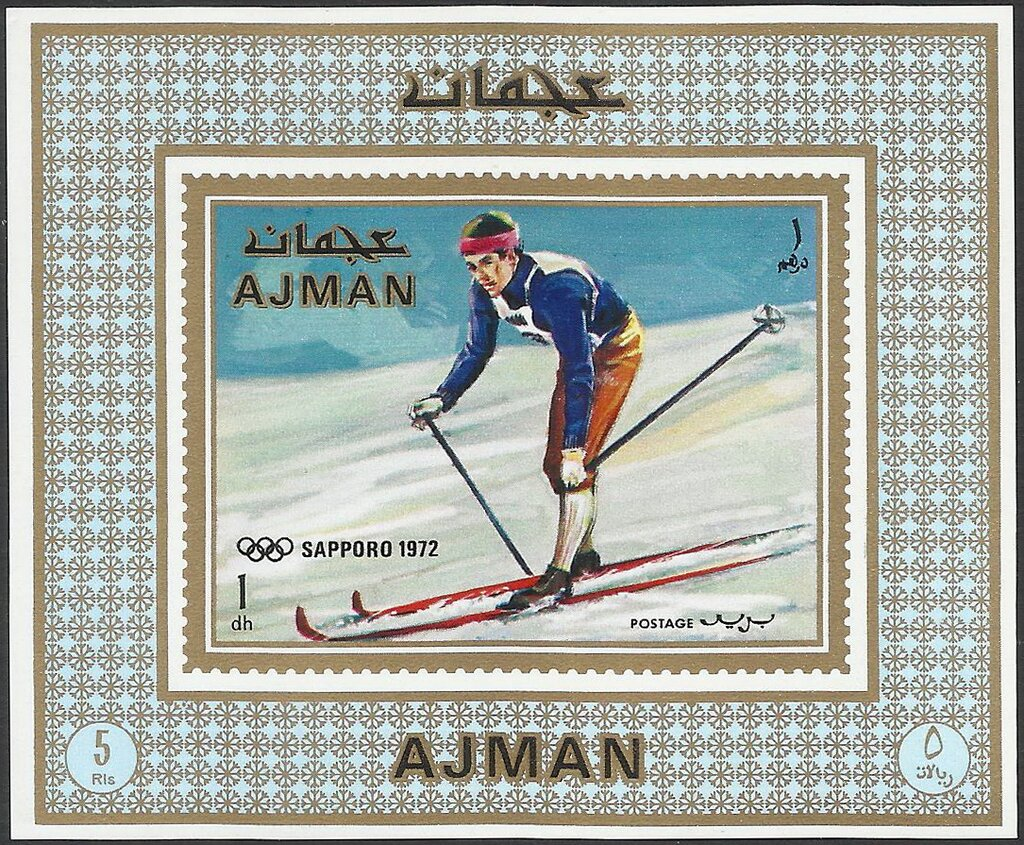
بطاقة تذكارية بقيمة درهم قطري واحد
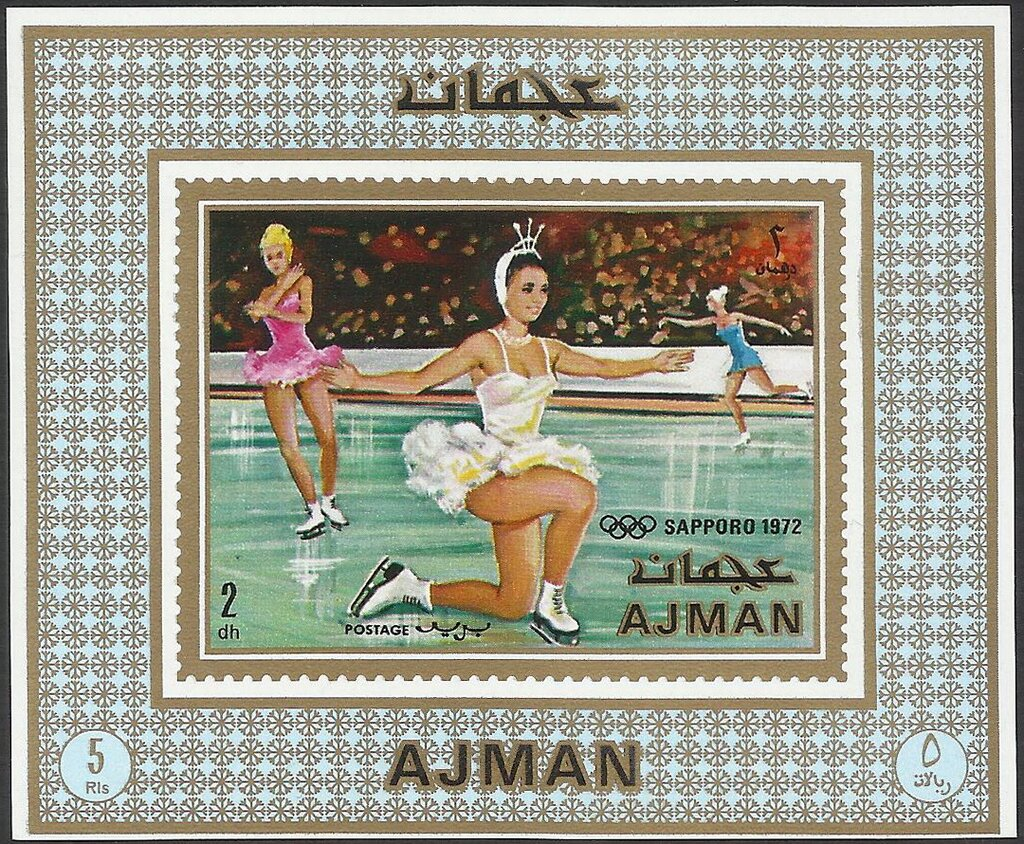
بطاقة تذكارية بقيمة درهمين
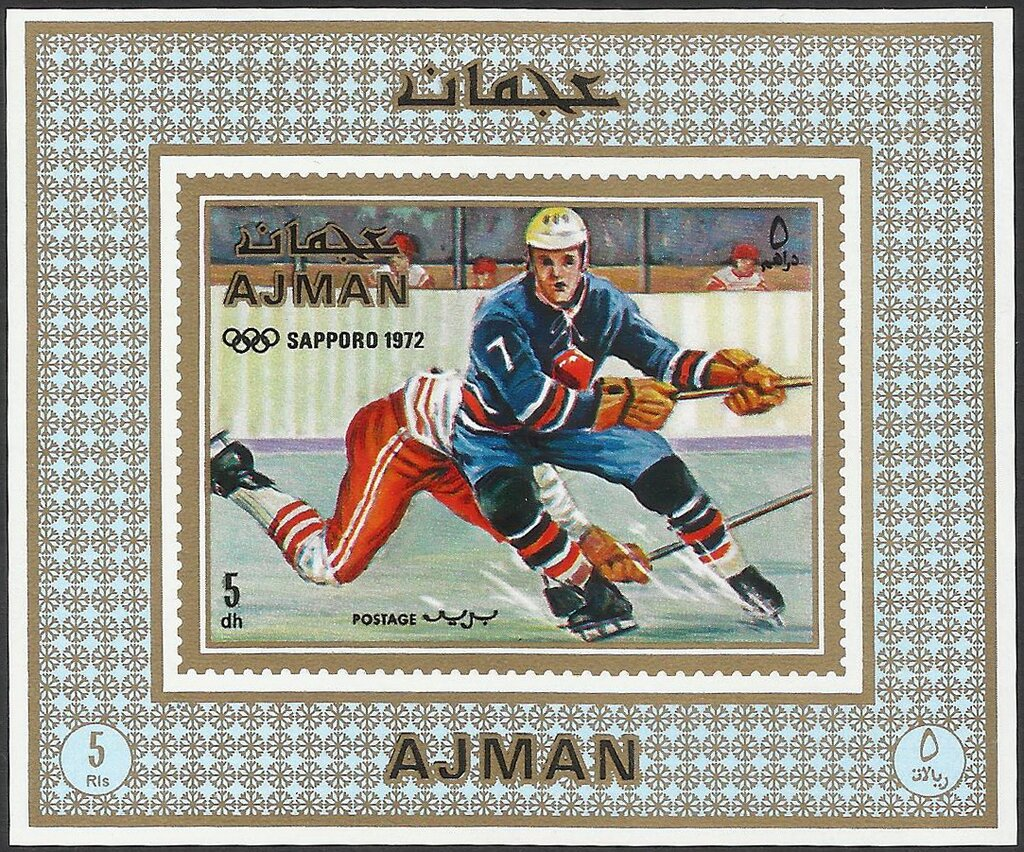
بطاقة تذكارية بقيمة خمسة دراهم

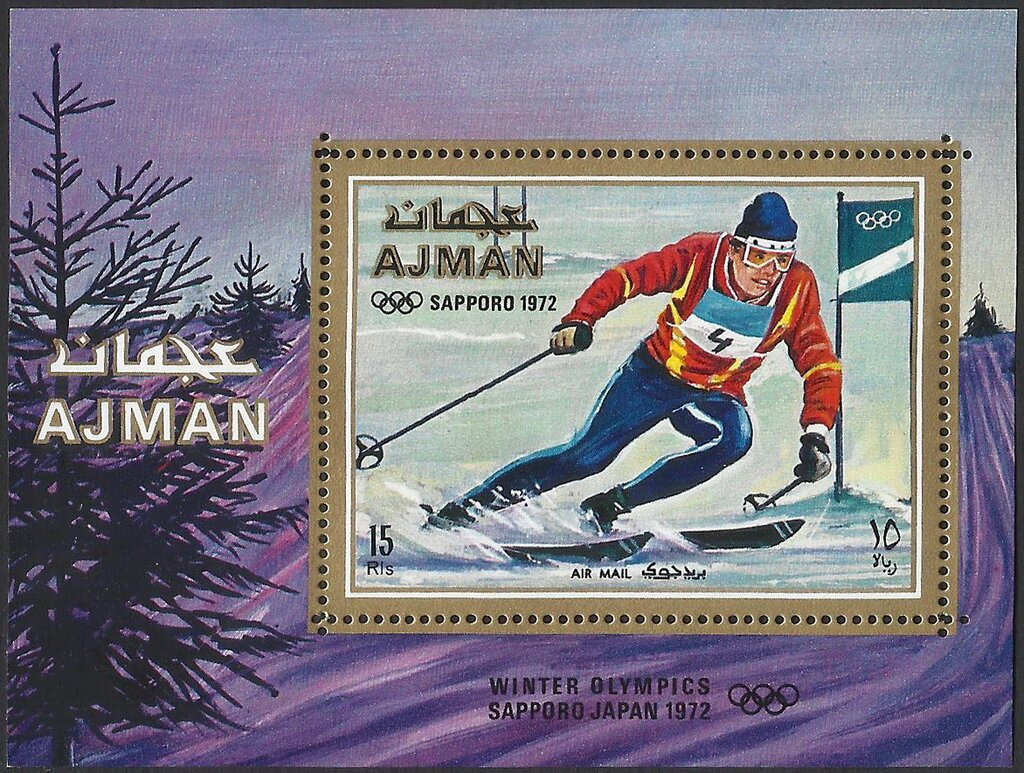
بطاقة تذكارية بقيمة خمسة عشر ريال تحتوي على صورة رياضي يمارس التزلج على المنحدرات الثلجية

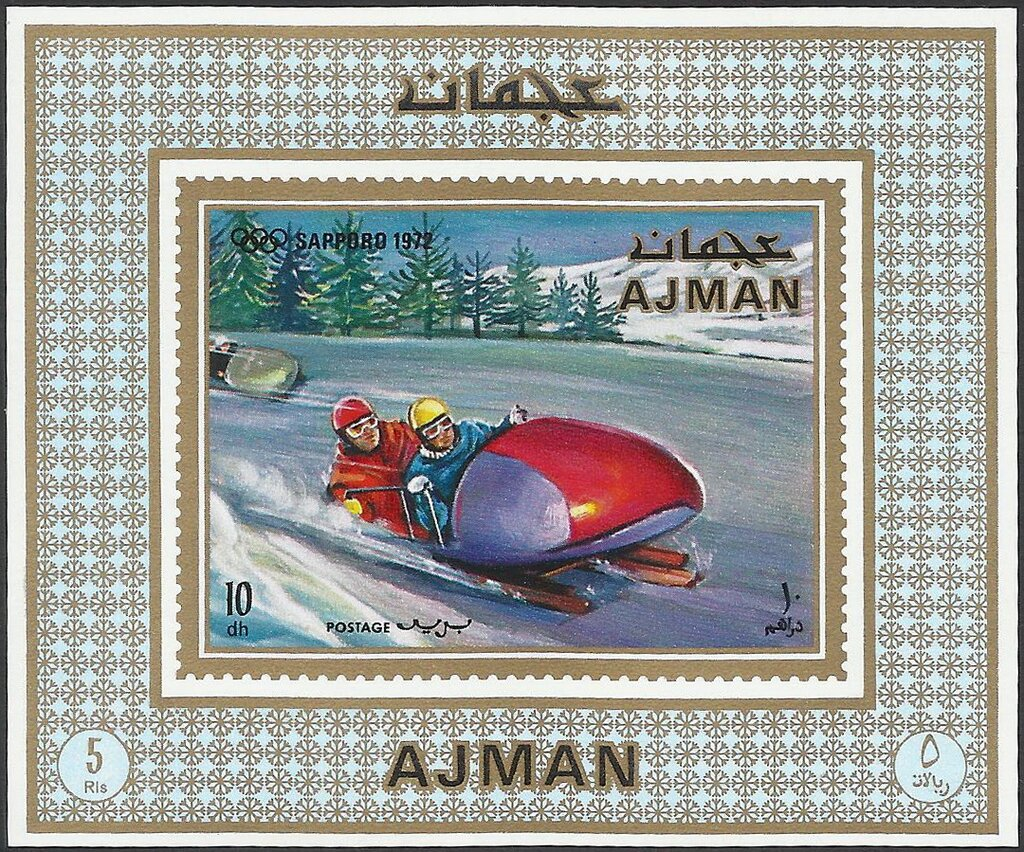
بطاقة تذكارية بقيمة عشرة دراهم
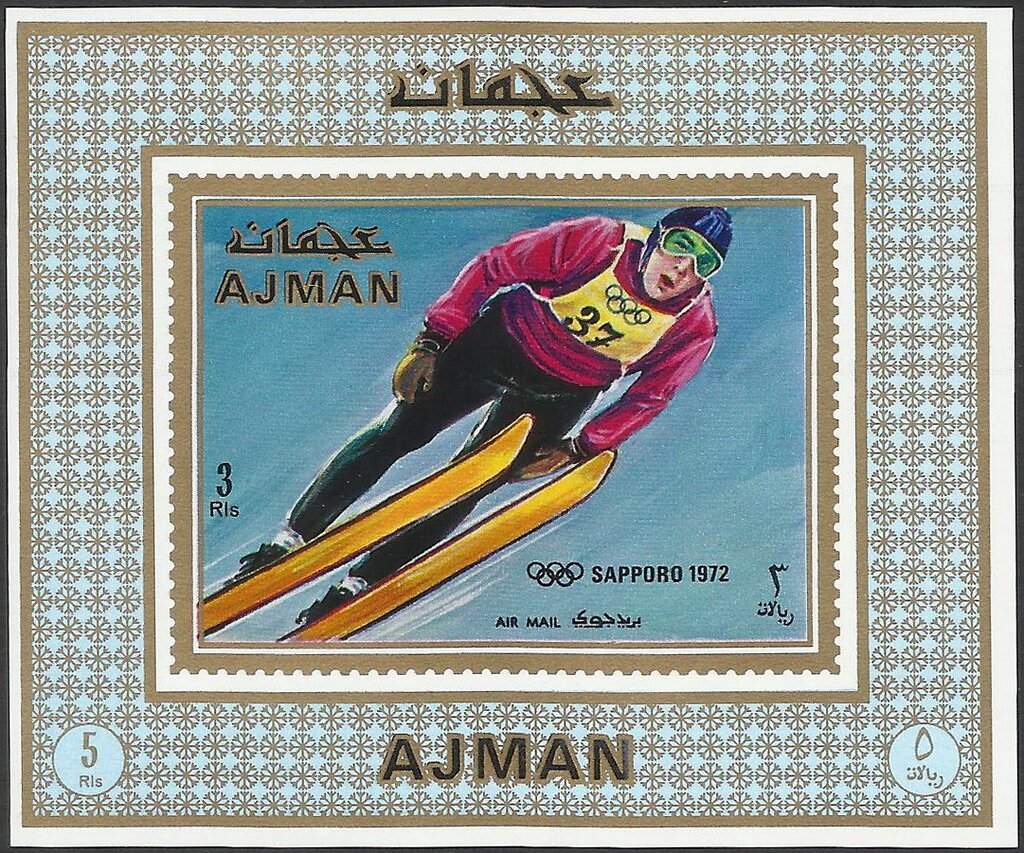
بطاقة تذكارية بقيمة ثلاثة ريالات
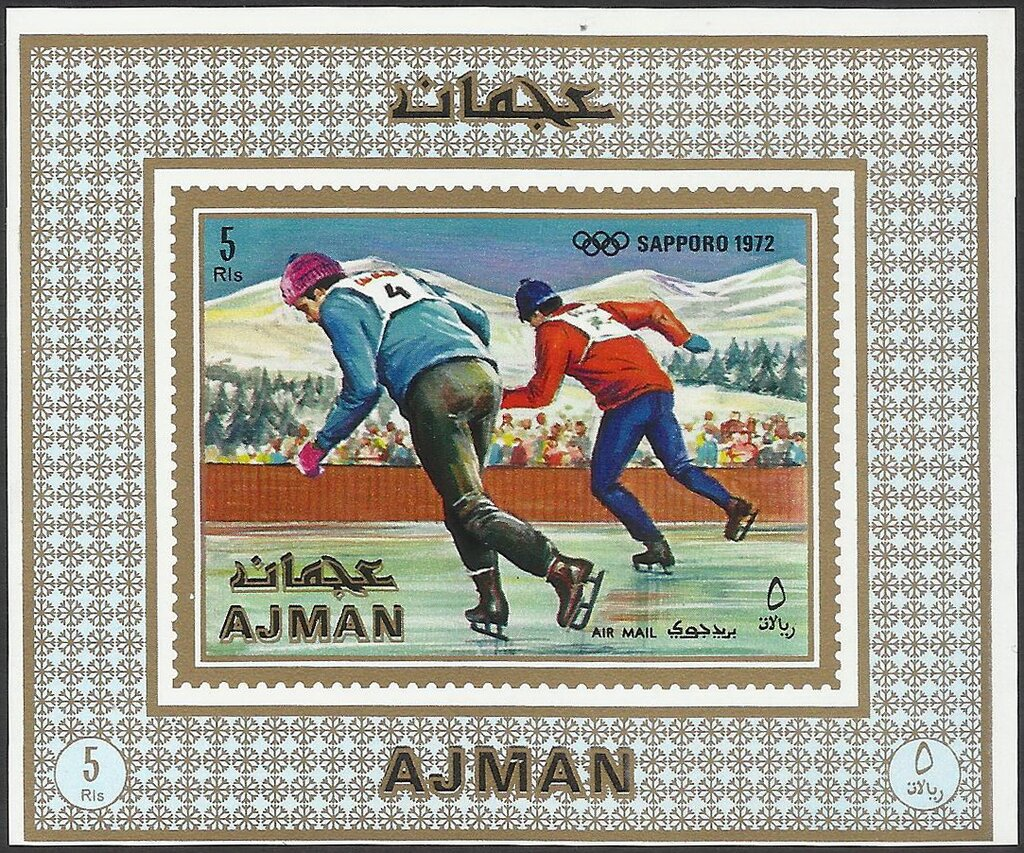
بطاقة تذكارية بقيمة خمسة ريالات

## إصدار يوخن ريندت
أُصدر طابع مُذهّب واحد بقيمة عشرين ريالا قطريا يحتوي على صورة سائق الباق النمساوي يوخن ريندت وكان إصدراه في السابع من شهر ديسمبر عام 1970:

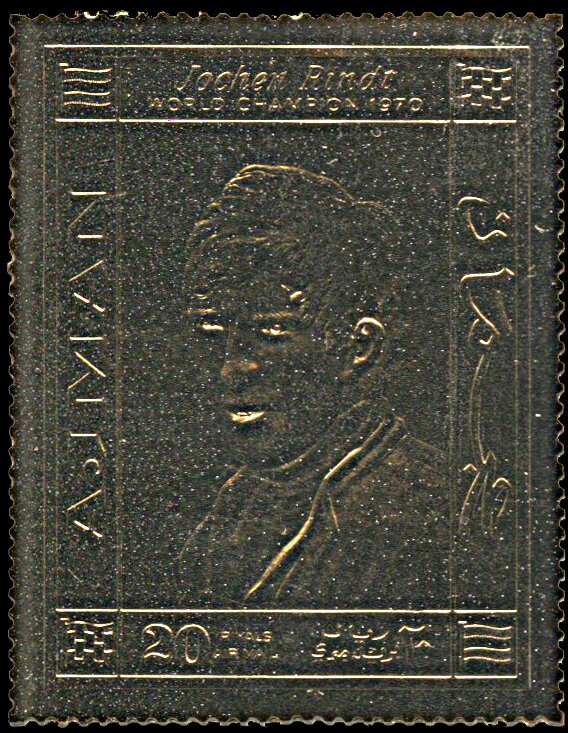
طابع مُذهّب مُخرّم يحتوي على صورة السائق النمساوي يوخن ريندت